# Biserica de lemn din Hida

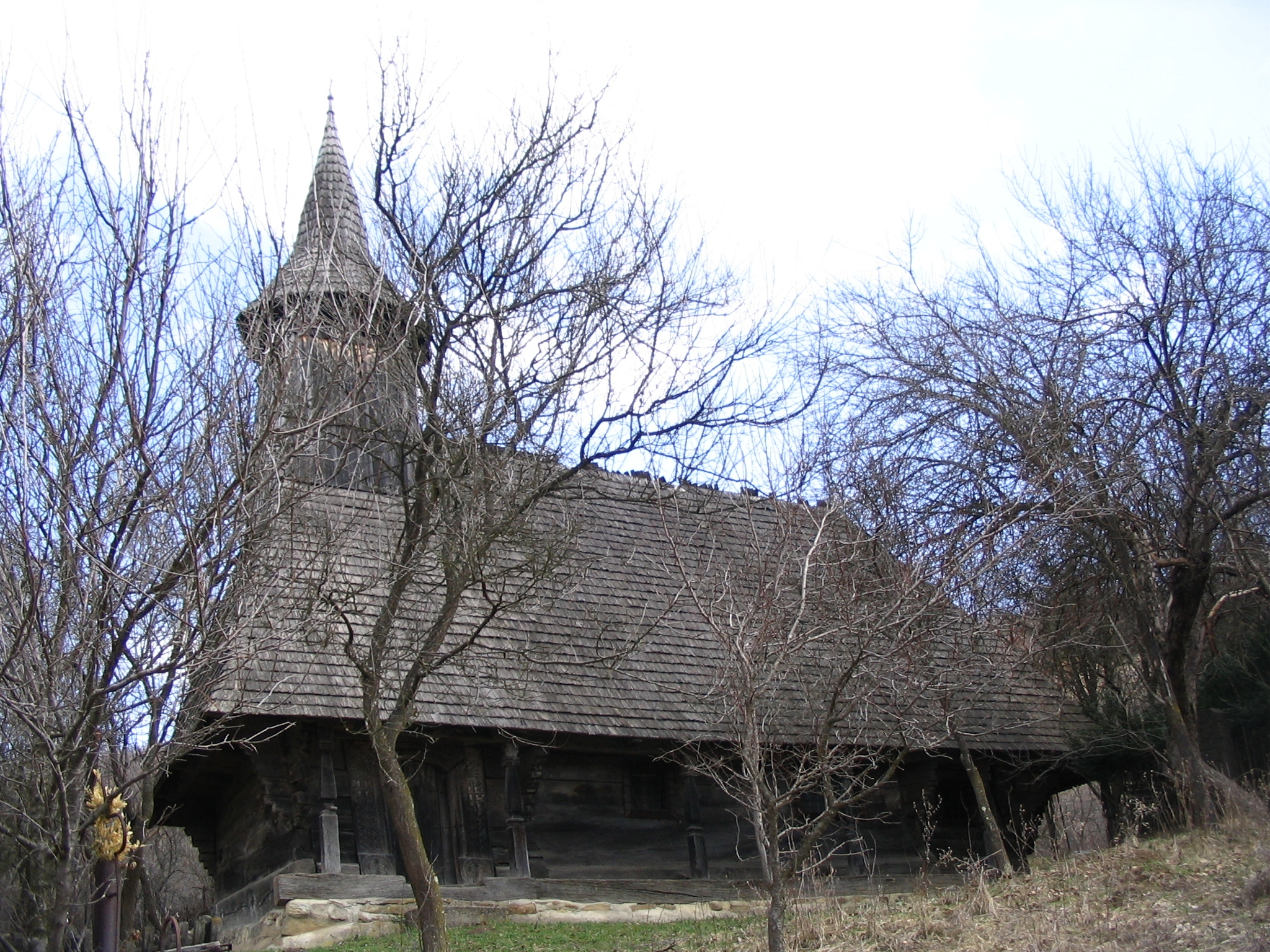
Biserica de lemn din Hida

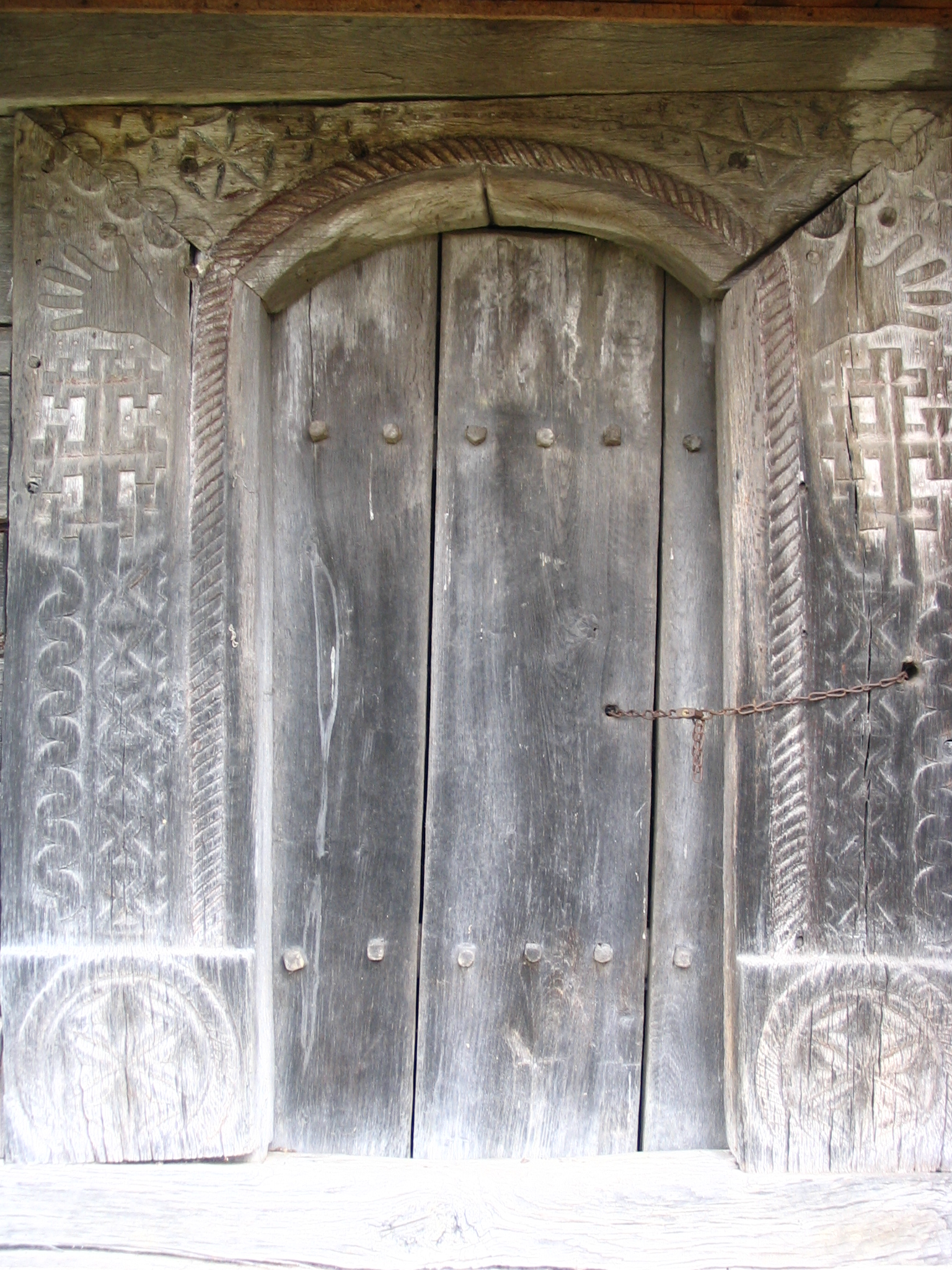
Portalul bisericii de lemn din Hida, 2006

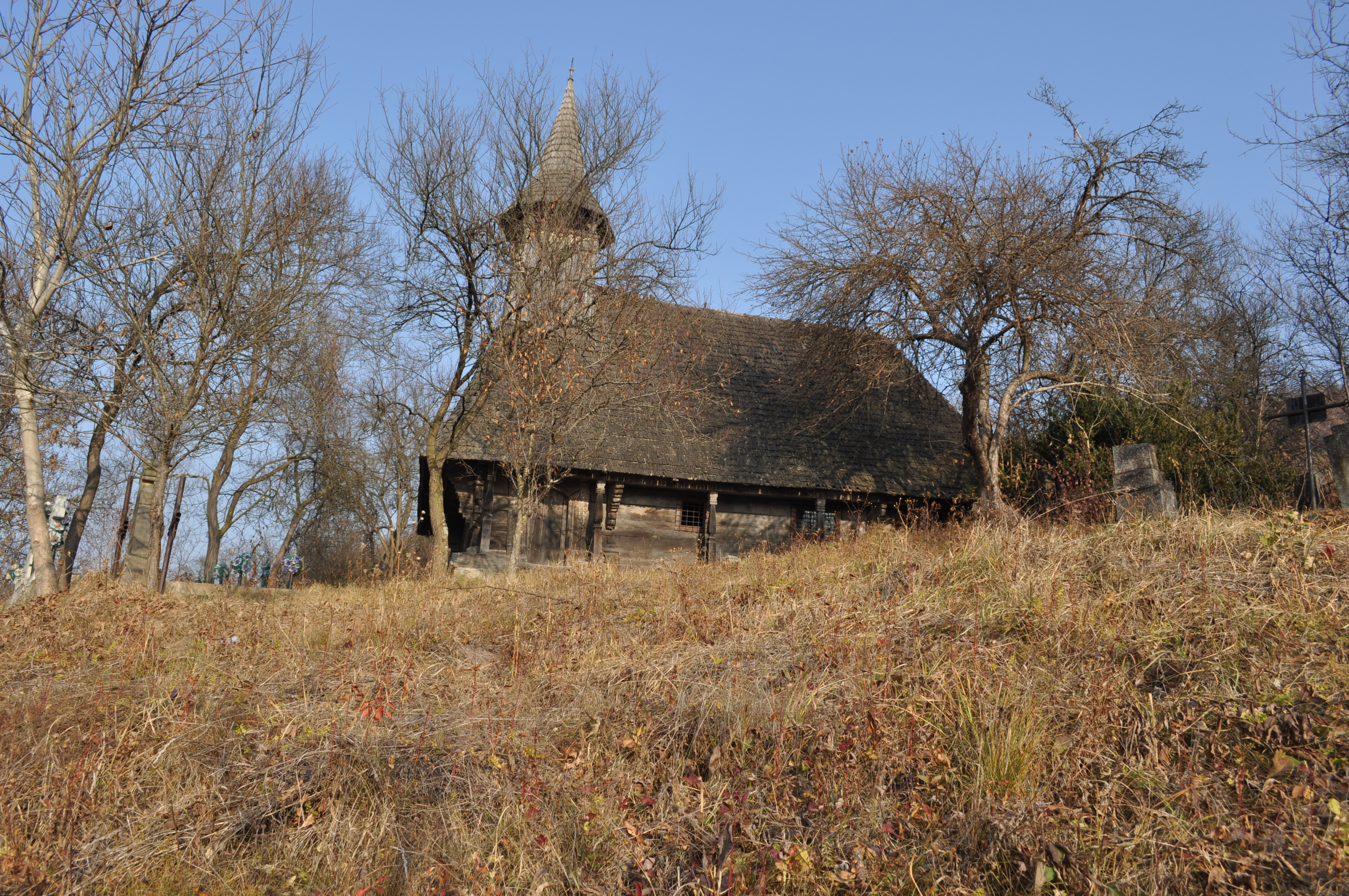
Biserica de lemn „Sfinții Arhangheli Mihail și Gavriil" din Hida, județul Sălaj, foto: noiembrie 2011.

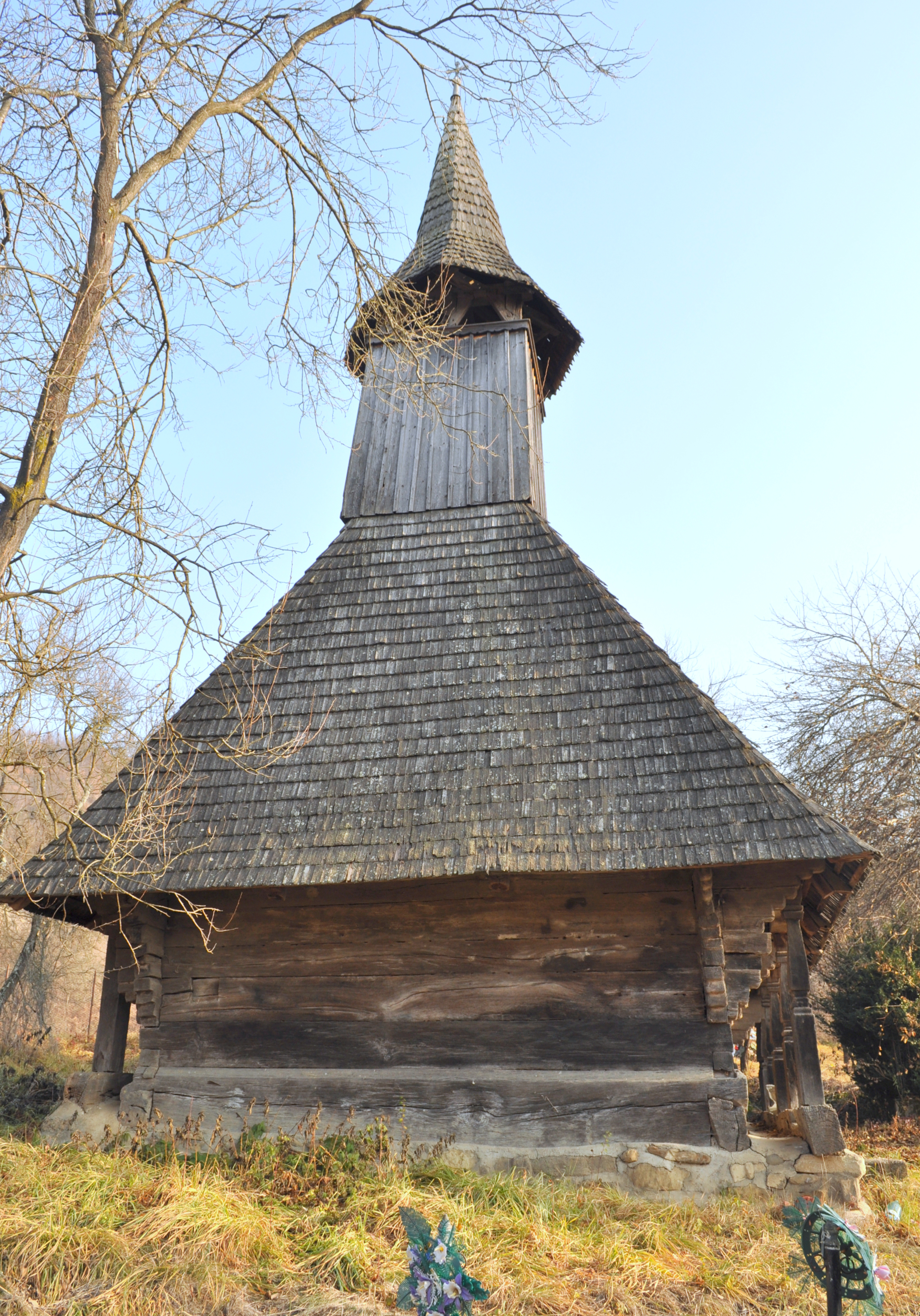
Biserica de lemn „Sfinții Arhangheli Mihail și Gavriil" din Hida, județul Sălaj, foto: noiembrie 2011.

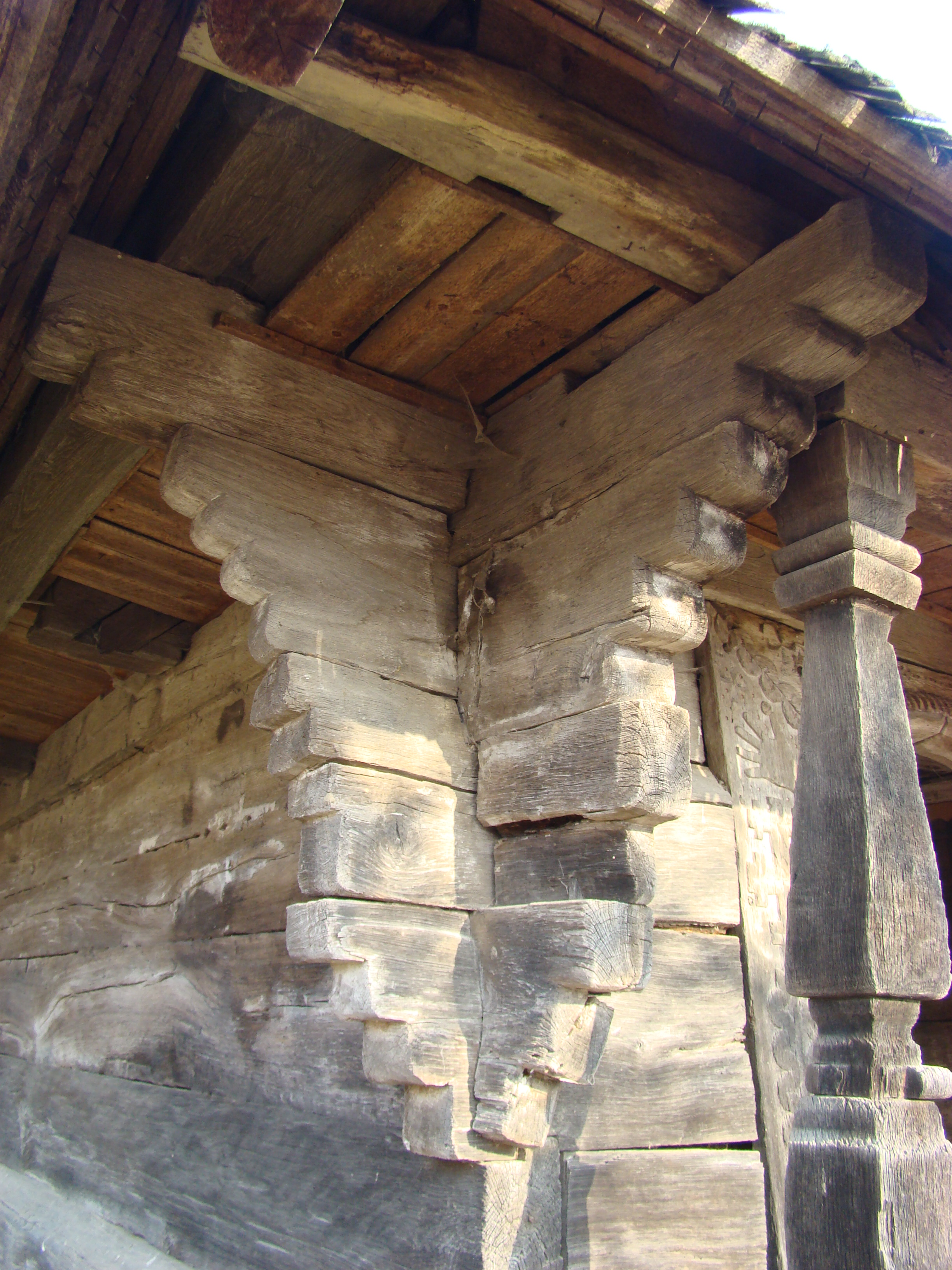
Console

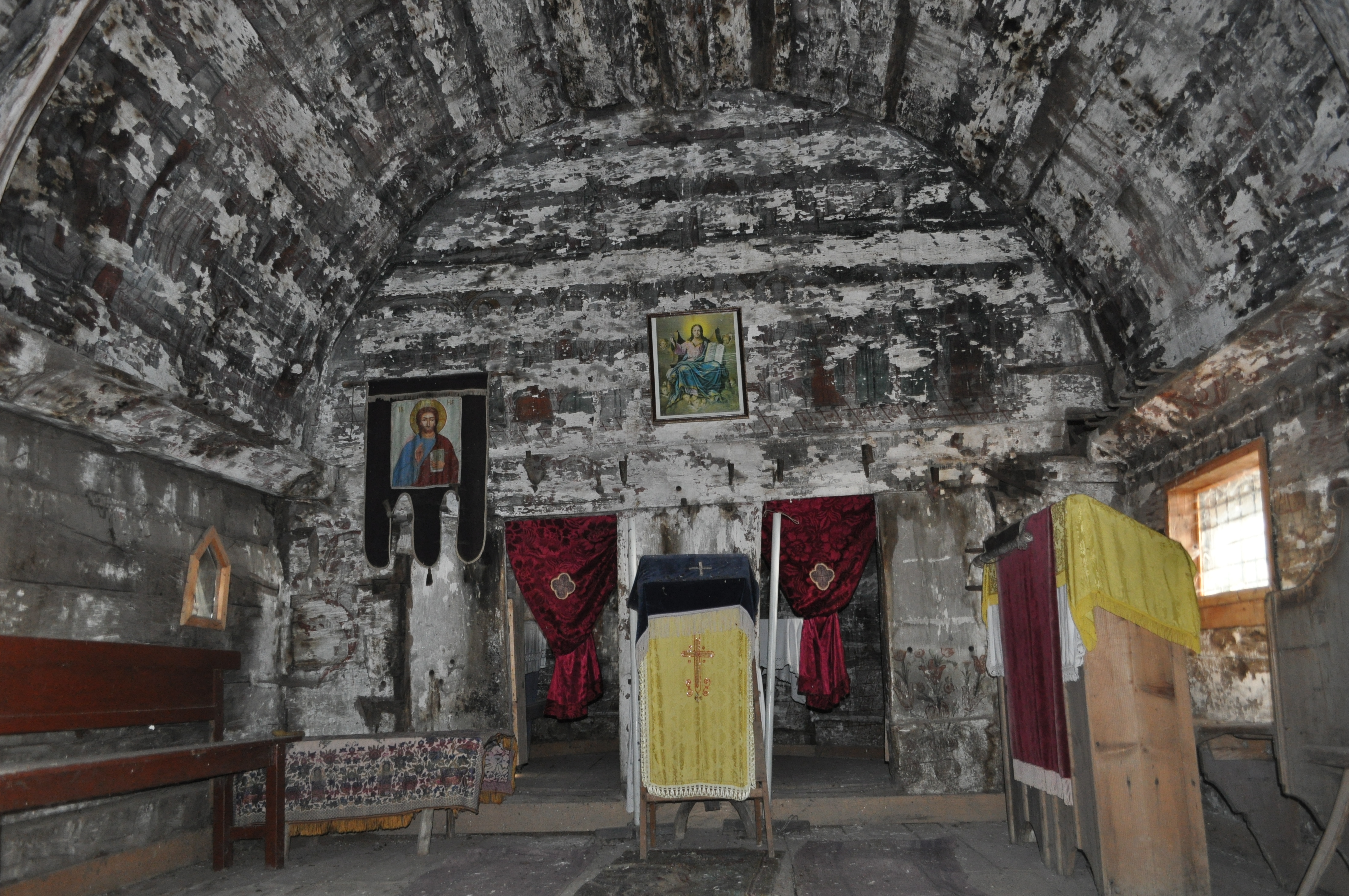
Interiorul navei

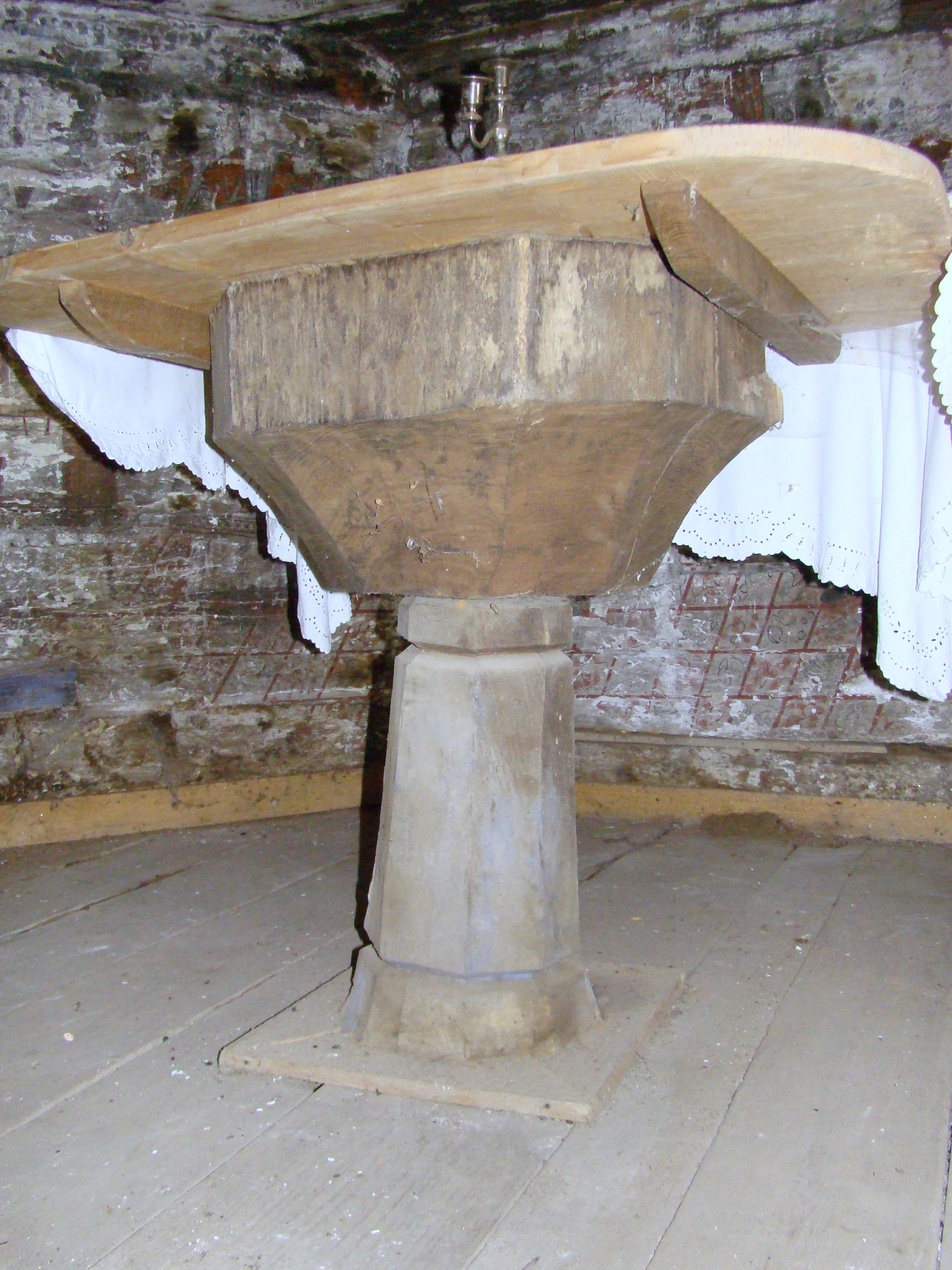
Piciorul mesei altarului

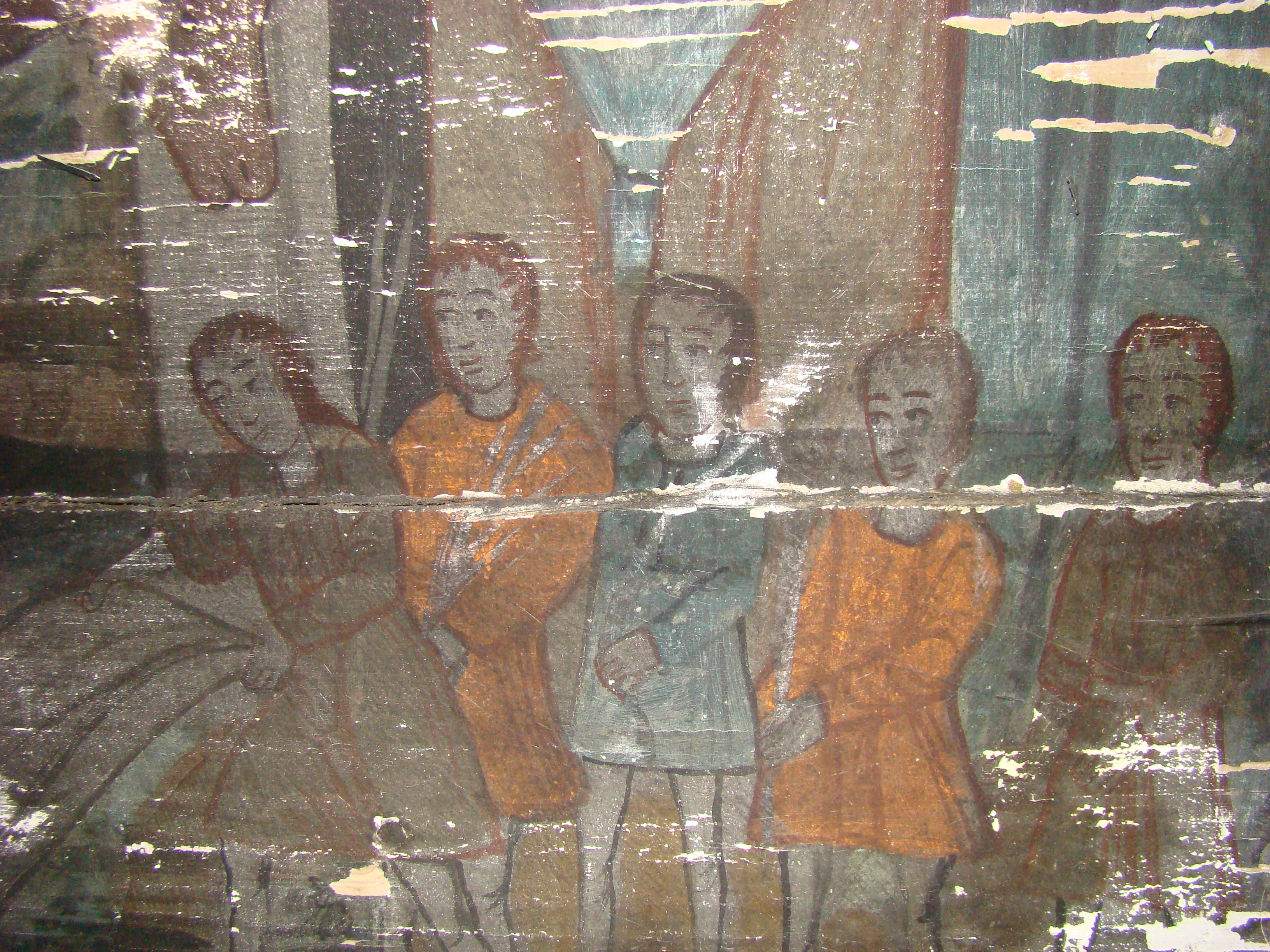
Pictura parietală realizată de Ioan Pop din Românași în 1801

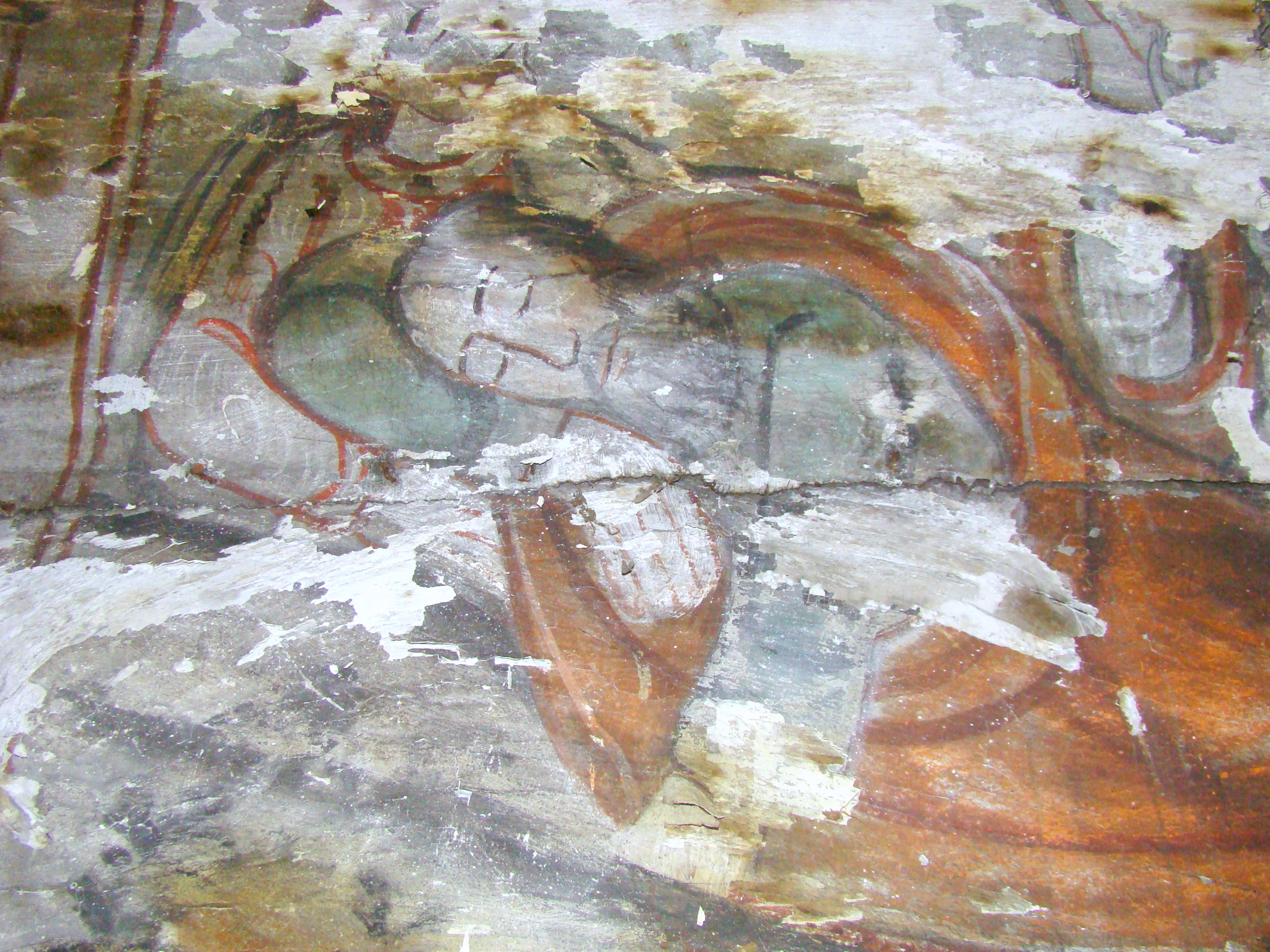
Pictura parietală realizată de Ioan Pop din Românași în 1801

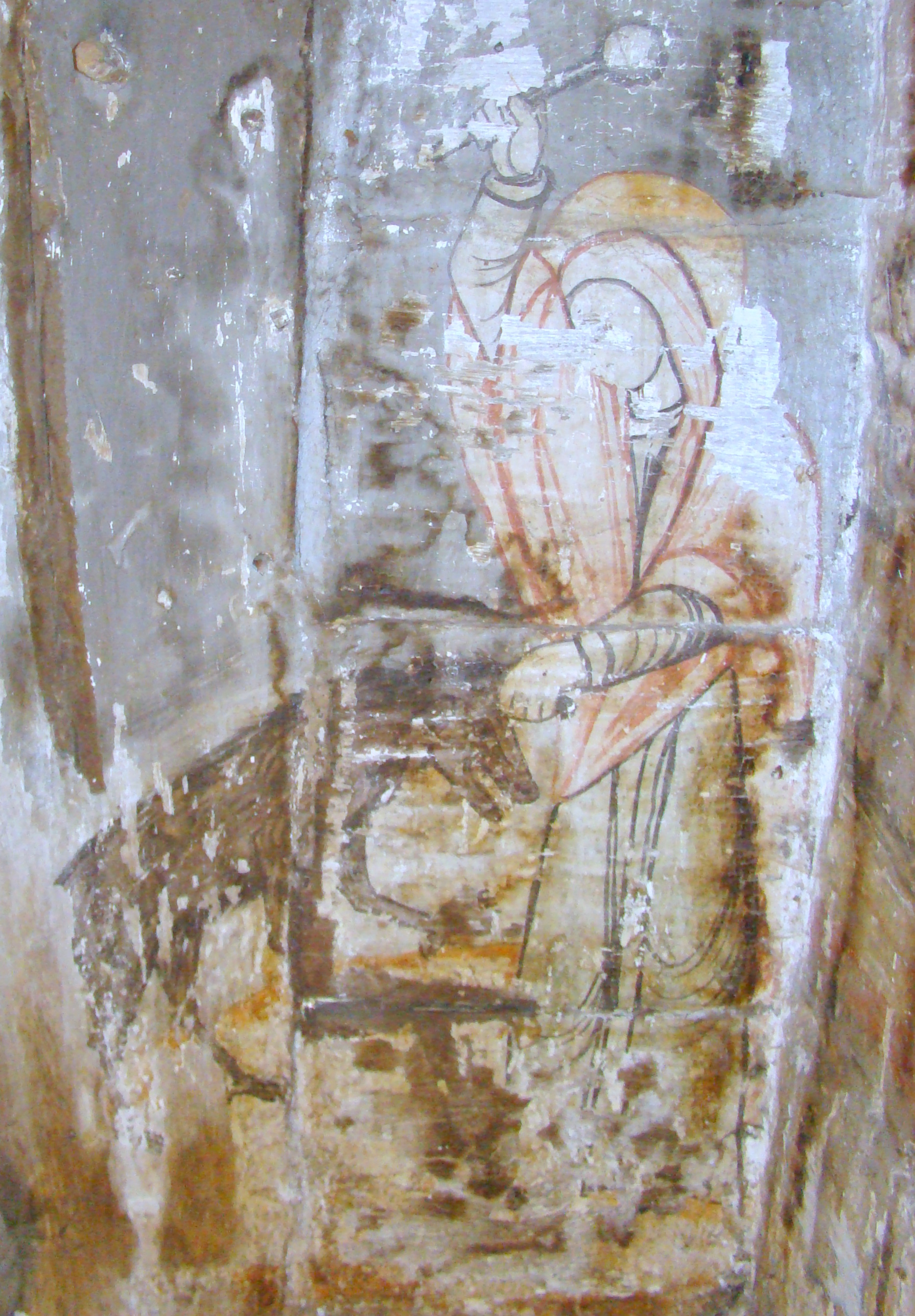
Sfânta Mare Muceniță Marina

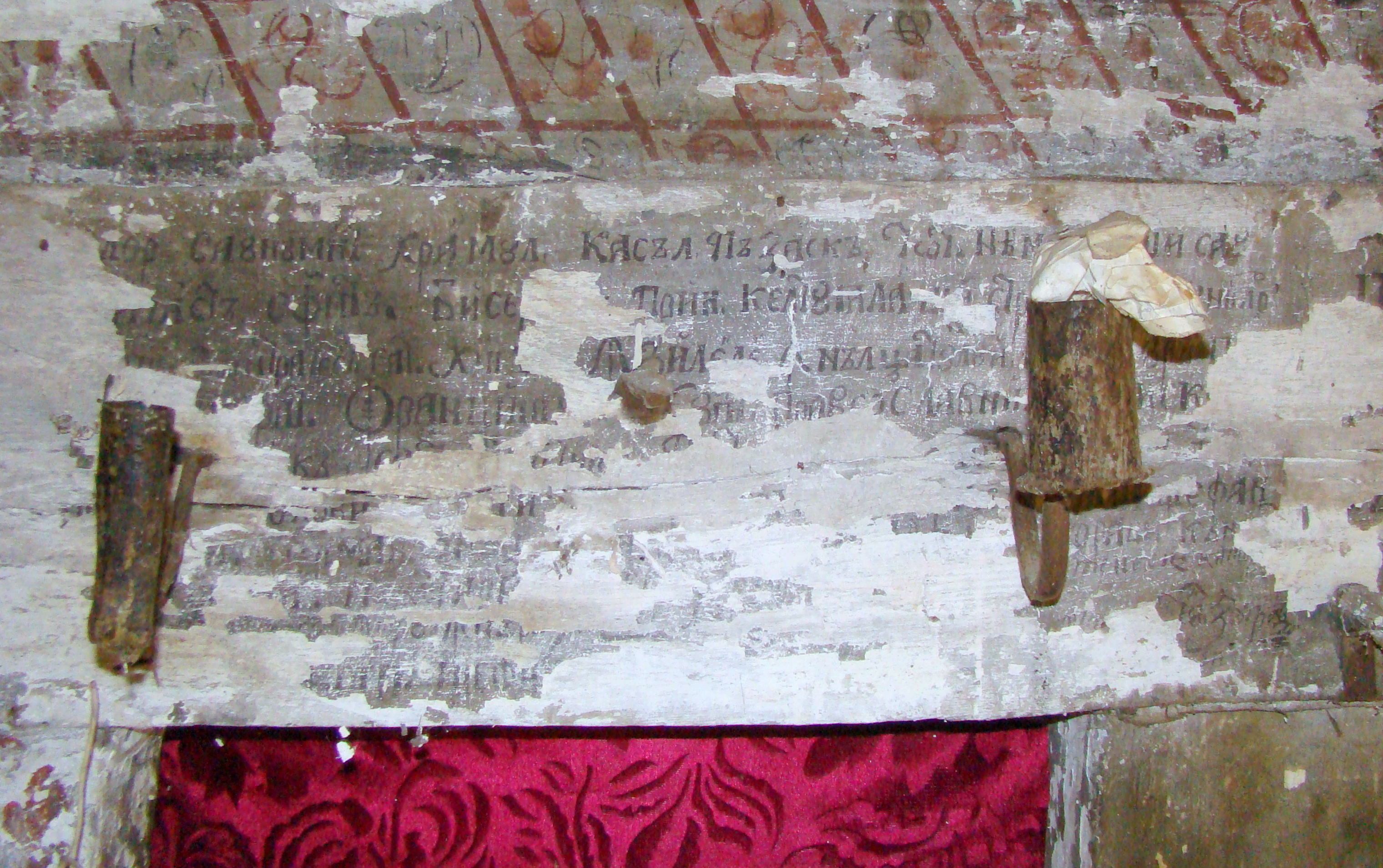
Pisania

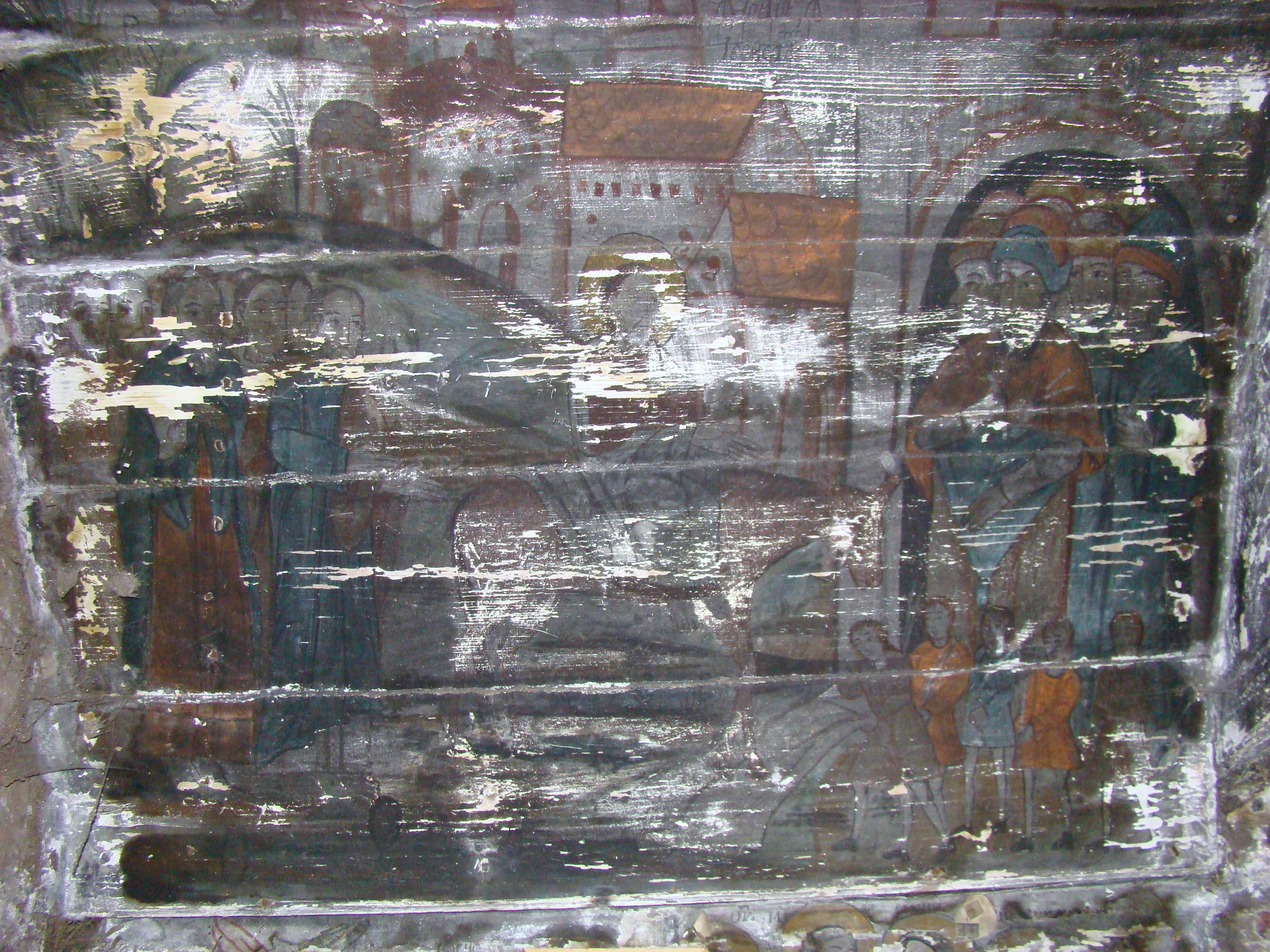
Intrarea Domnului în Ierusalim

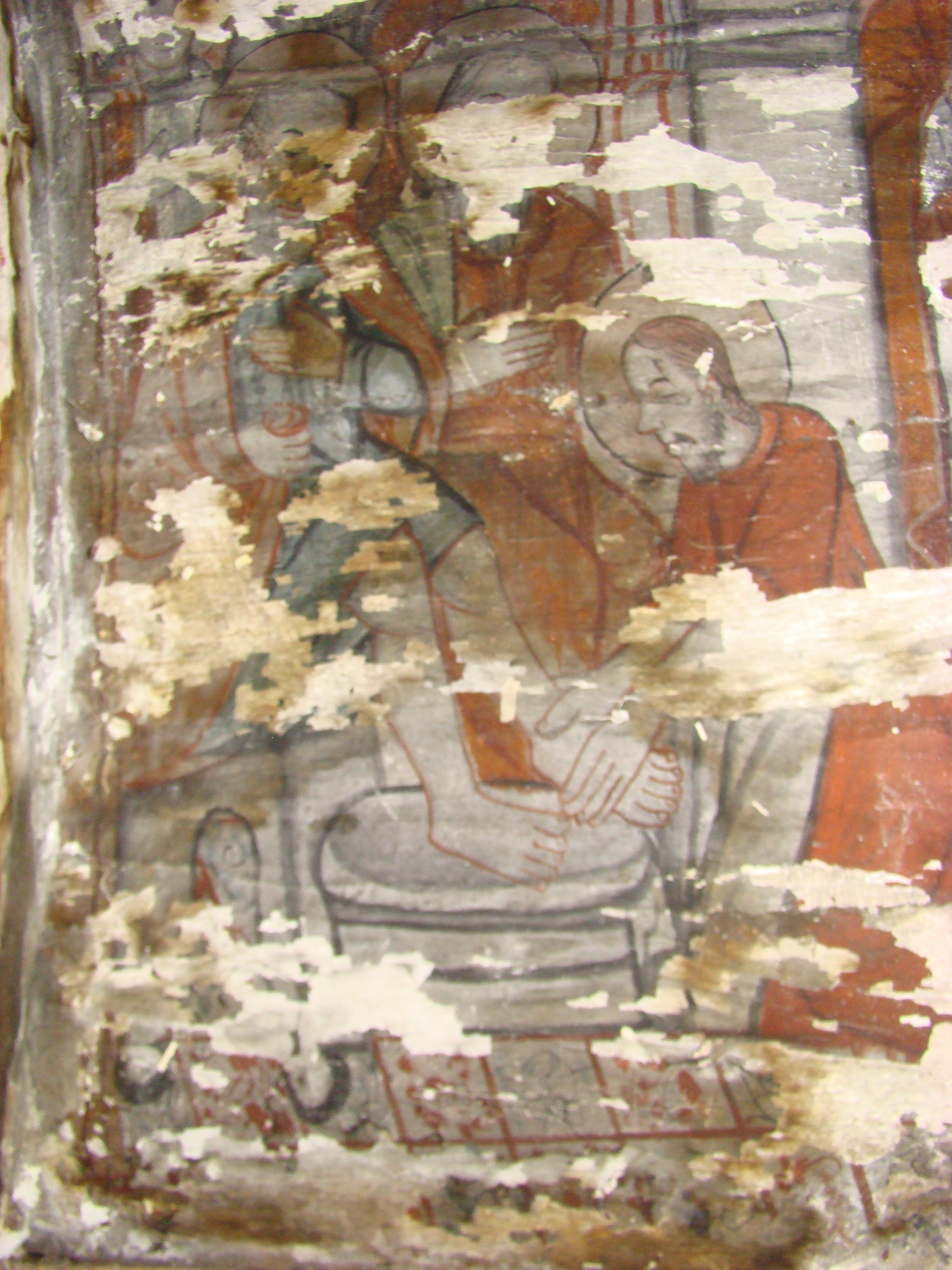
Spălarea picioarelor ucenicilor

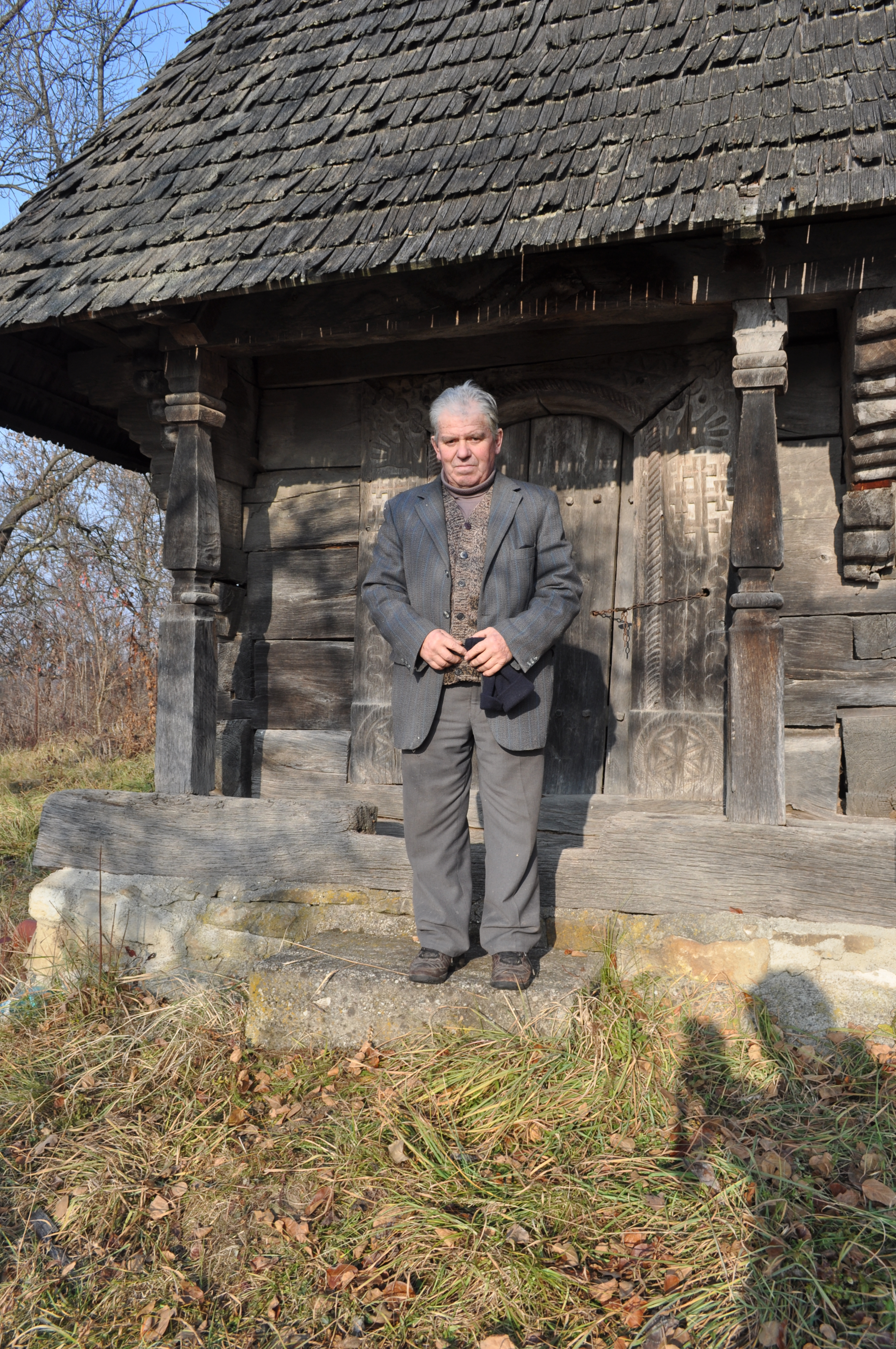
Sfătul Meseșan Viorel

Biserica de lemn din Hida se află în localitatea omonimă din județul Sălaj și este datată din anul 1717 de o inscripție pe dosul ușii de intrare. Biserica este cunoscută pentru portalul său sculptat cu două palme deschise pe ușori. Biserica se află pe noua listă a monumentelor istorice sub codul LMI:  SJ-II-m-A-05058.

## Istoric
Biserica de lemn „Sfinții Arhangheli Mihail și Gavriil" a fost construită la începutul secolului al XVIII-lea, din bârne masive. Planul este dreptunghiular, cu absida decroșată, poligonală, cu cinci laturi. Stâlpii prispei, dispusă pe latura de sud , sunt ornamentați cu "toruri" și alte forme decorative. Consolele coboară în multiple cioplituri, până la talpa bisericii. Ancadramentul intrării de pe latura sudică prezintă "frânghii", rozete, cruci și două mâini întinse de o parte și de alta a ușii, în semn de bun venit. Sistemul de boltire este cel tradițional, cu pronaos tăvănit și bolți semicilindrice deasupra altarului și naosului. În bârnele ce marchează trecerea în naos, au fost săpate în partea de jos câte o rozetă și restul a fost zugrăvit cu flori.
Bolta naosului are bârna de naștere dispusă ca o laviță și este sculptată din loc în loc cu panouri decorative din linii frânte, unite prin flori zugrăvite. Pereții naosului mai păstrează pictura doar pe latura de sud, unde se mai zăresc chipurile mucenicilor. Pe iconostas sunt pictați Apostolii așezați pe o laviță, avându-l la mijloc pe Iisus Hristos. De pe ușile împărătești, cu chipurile Evangheliștilor, aflâm anul 1801, când zugravul Ioan Pop din Românași a realizat pictura. În anii următori au fost realizate și icoanele împărătești. Biserica păstrează primele cărți tipărite la Râmnic, Triodul din 1705 și Octoihul din 1706. 

## Imagini din exterior

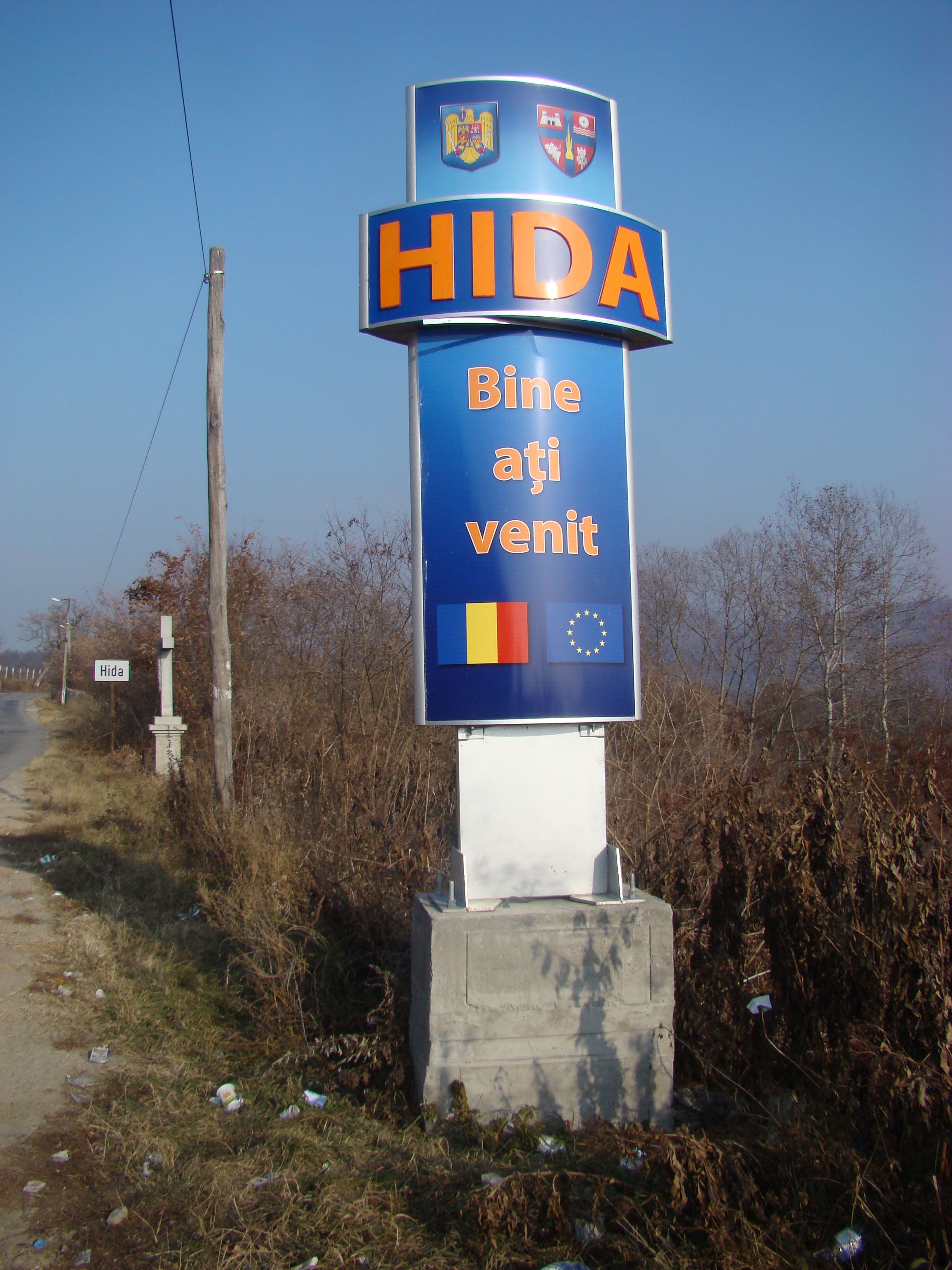
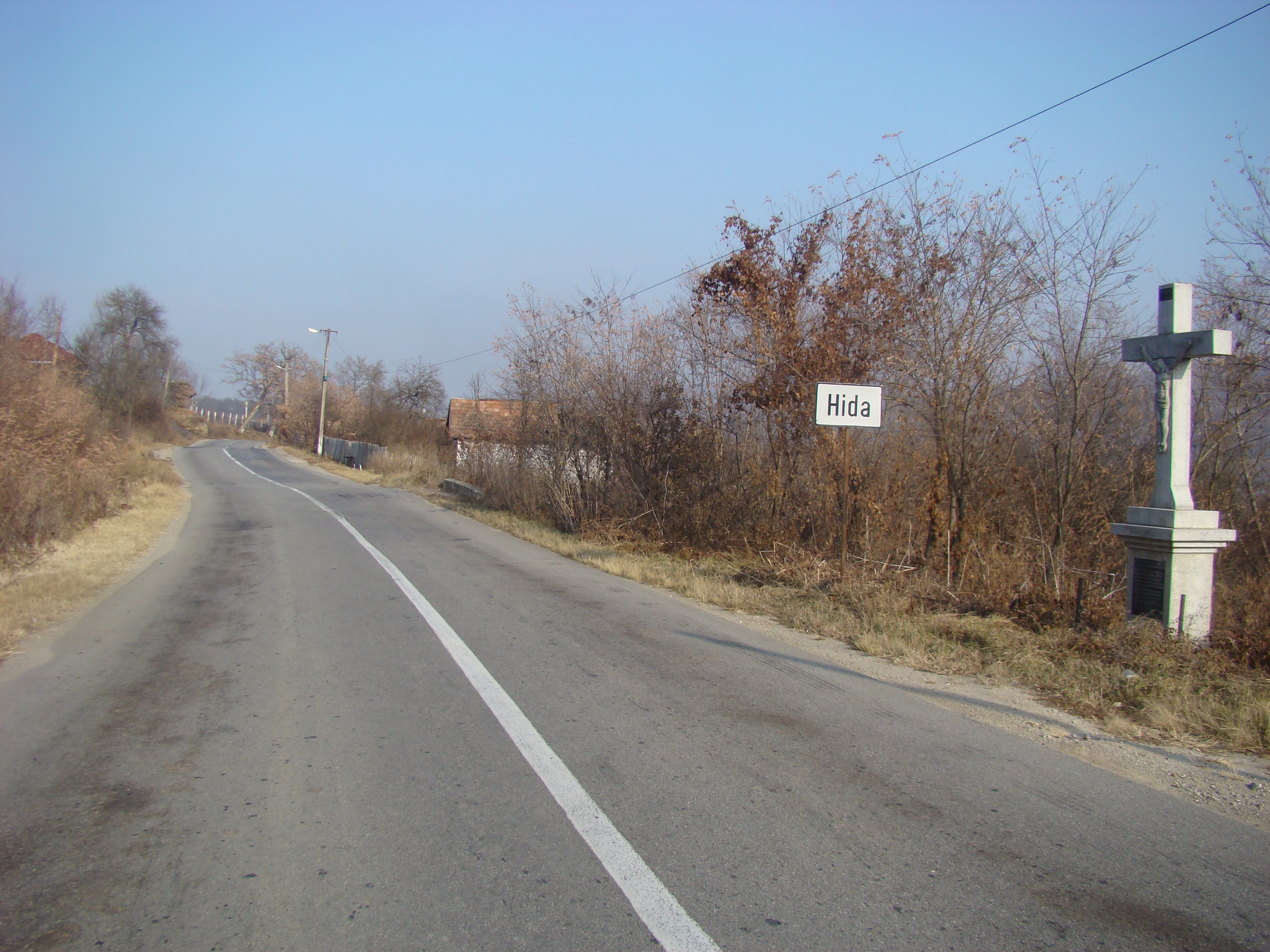
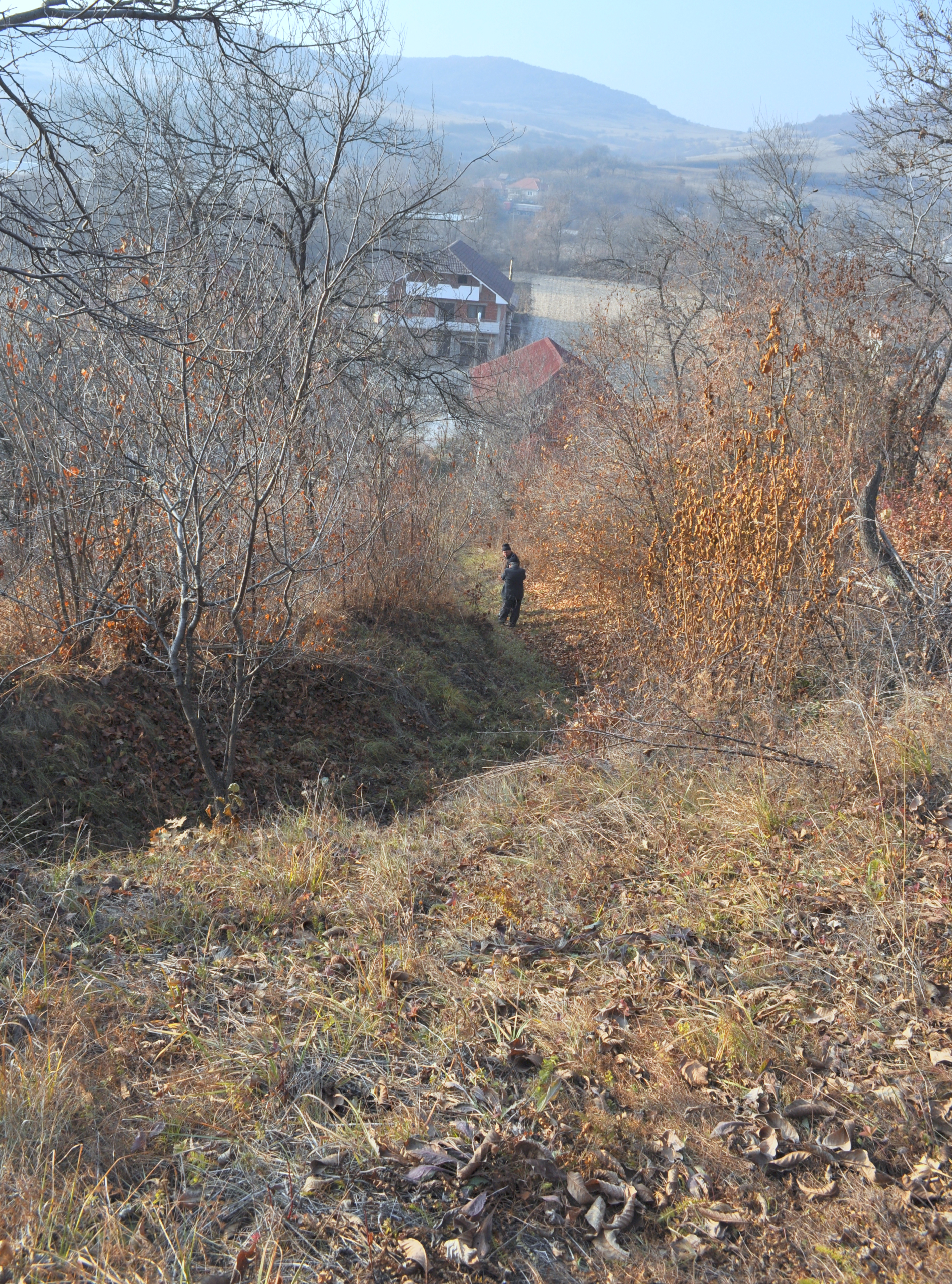
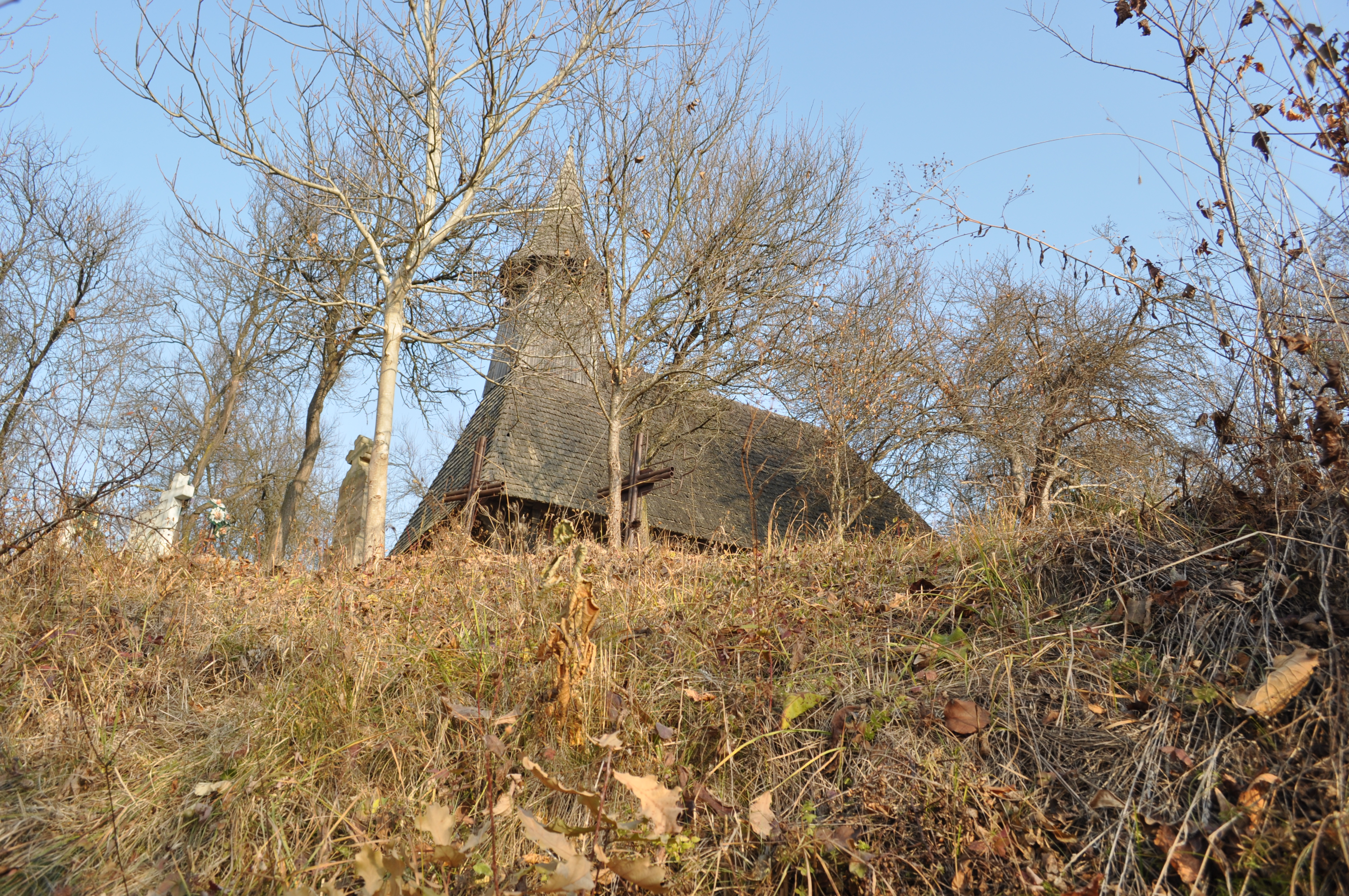
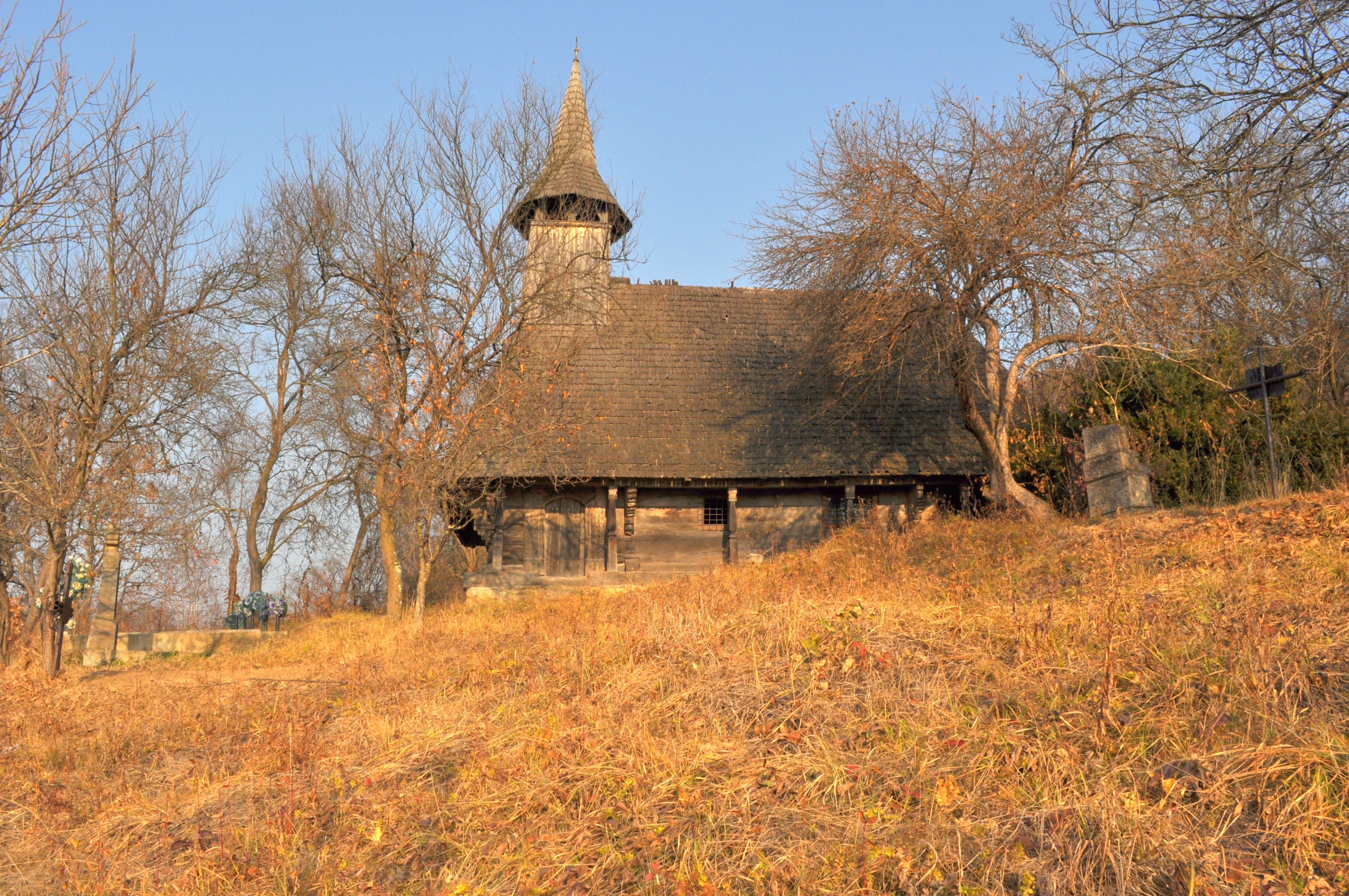
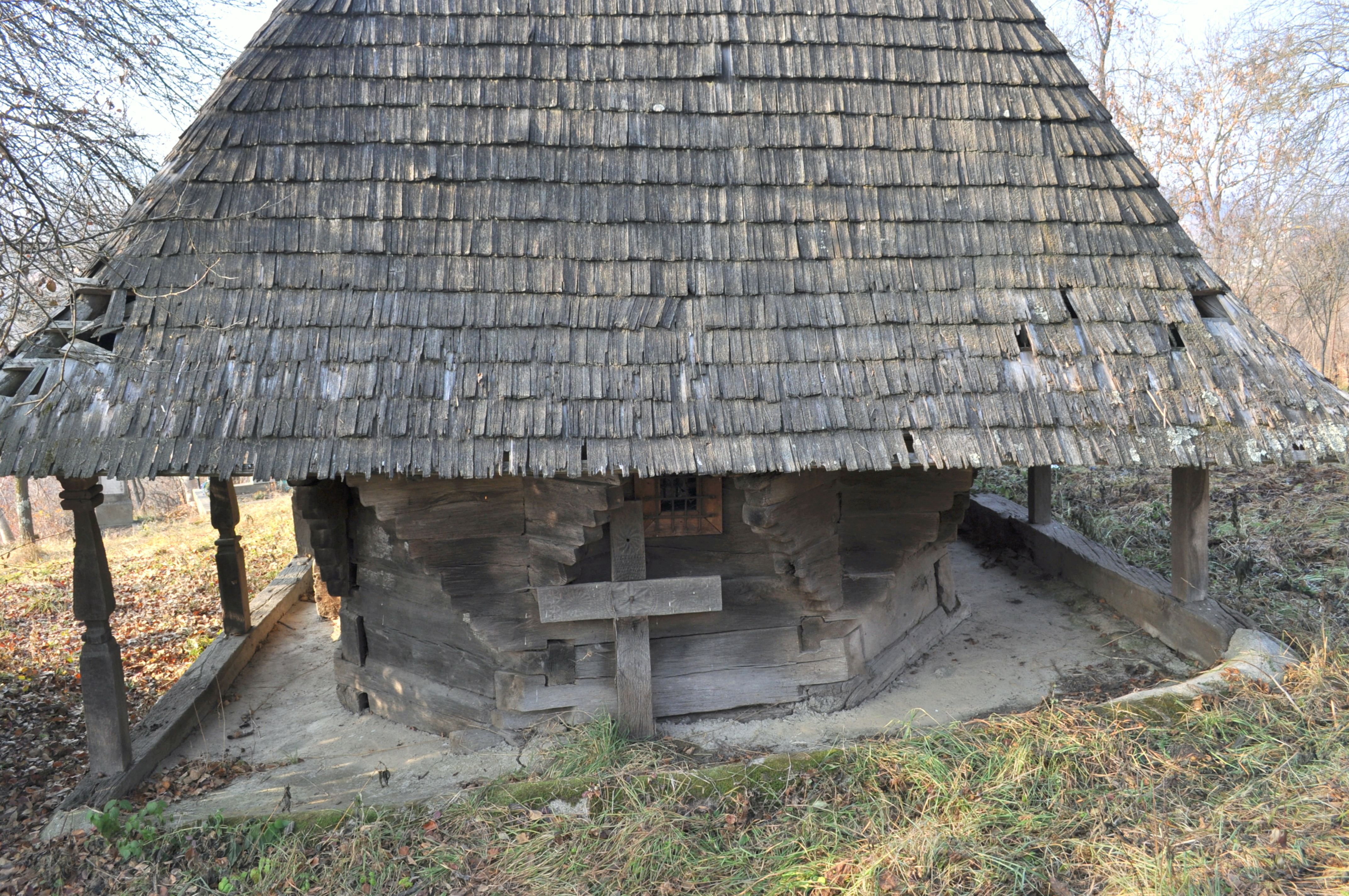
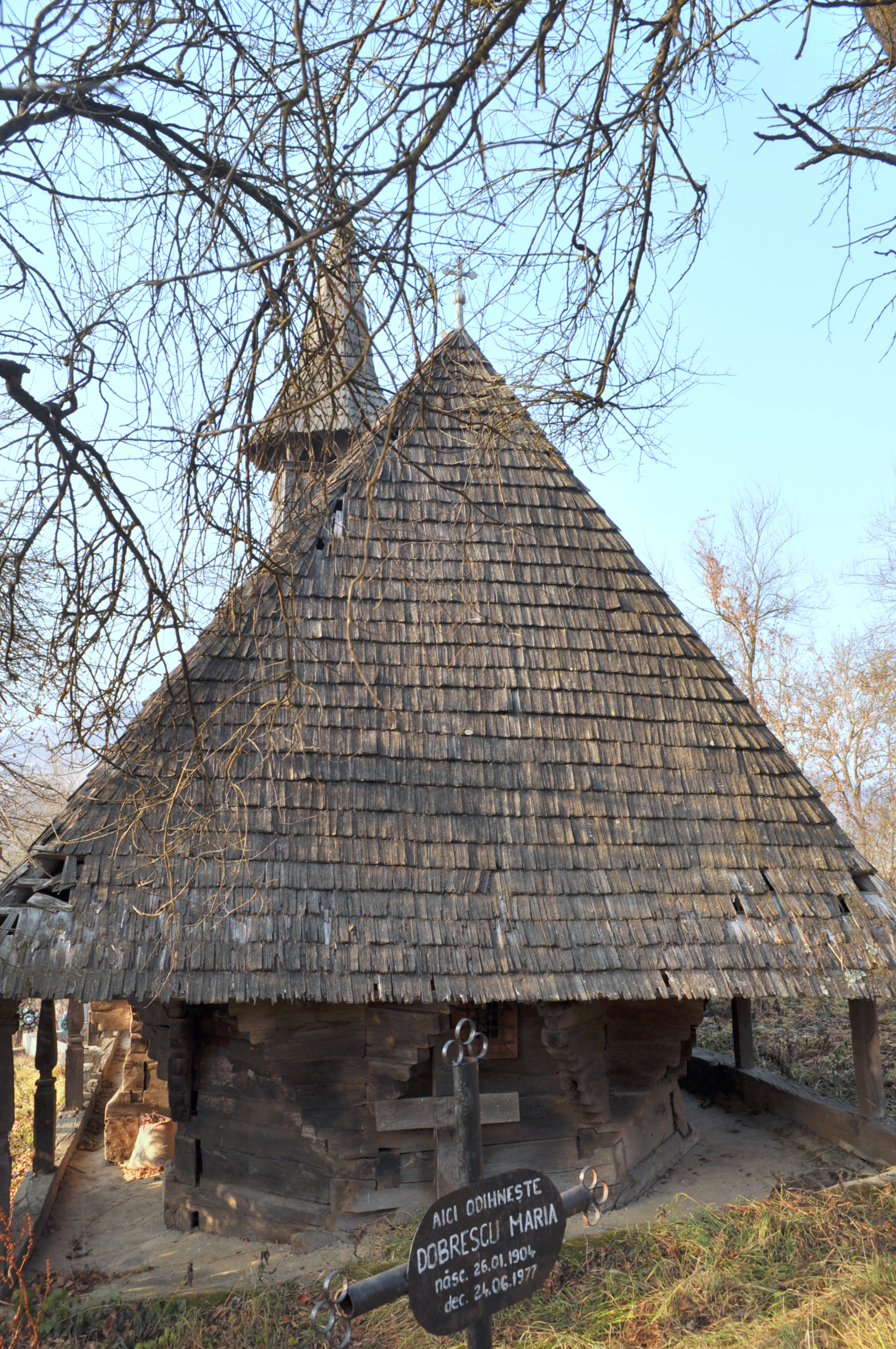
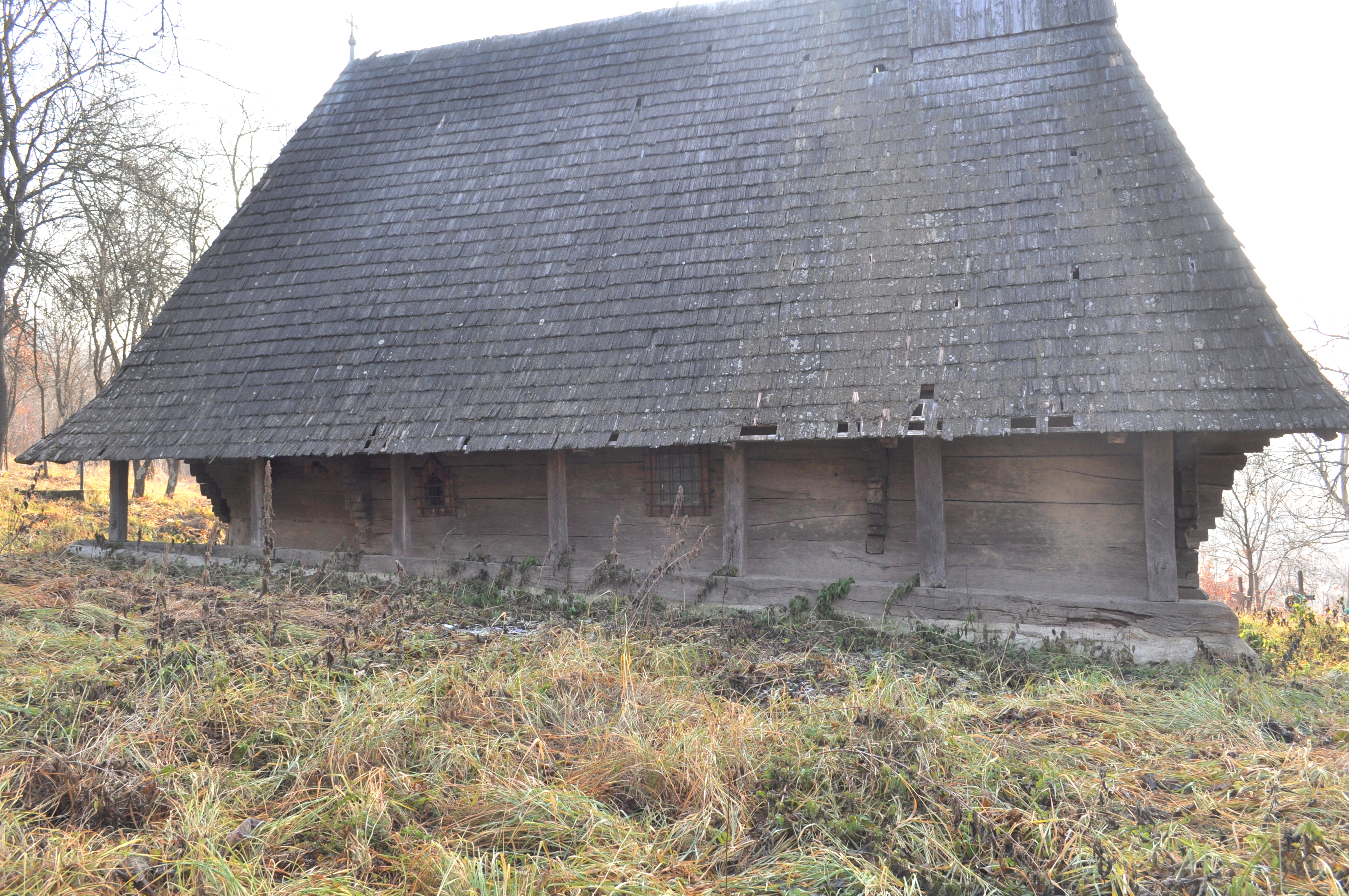
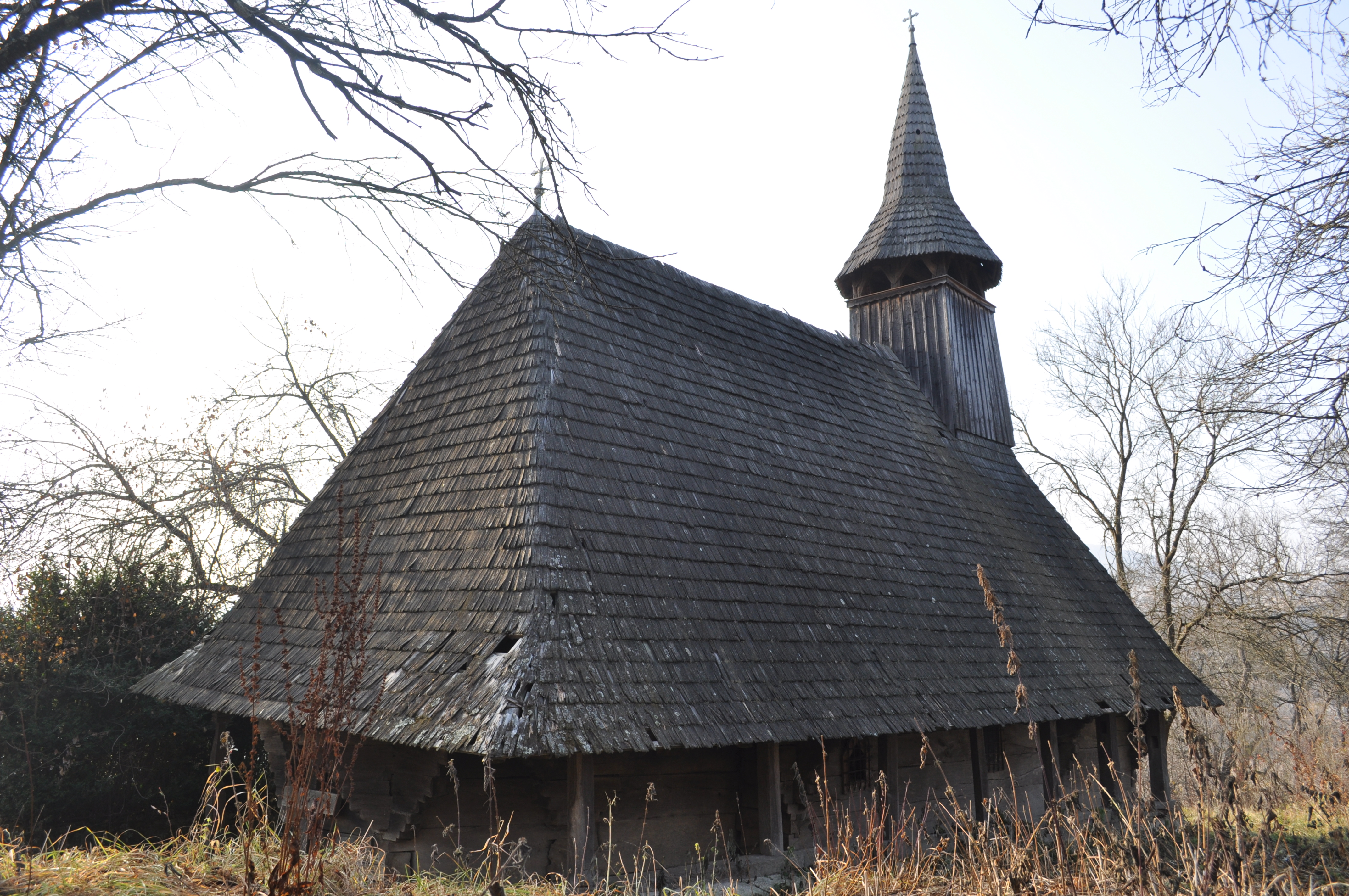
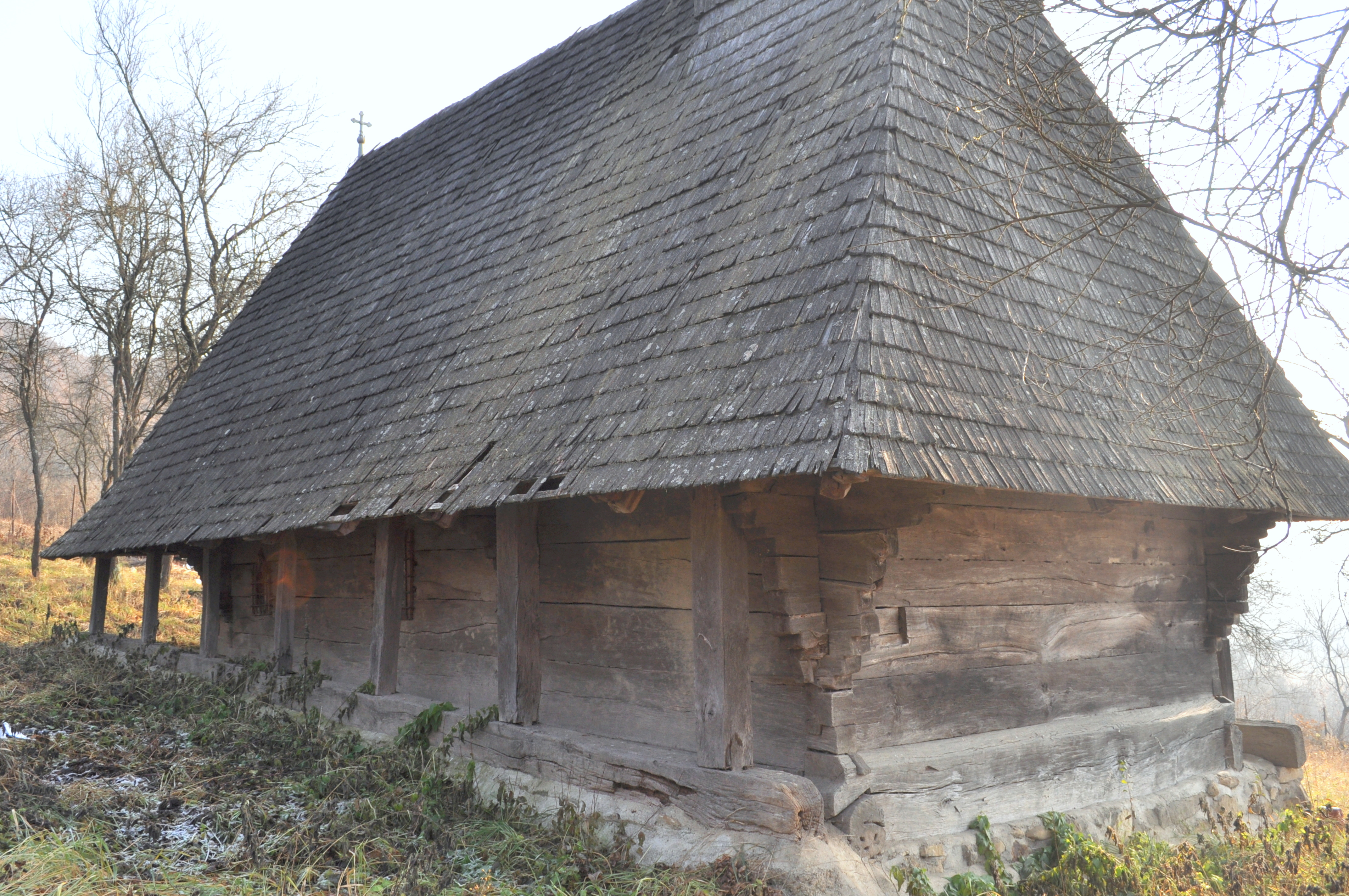
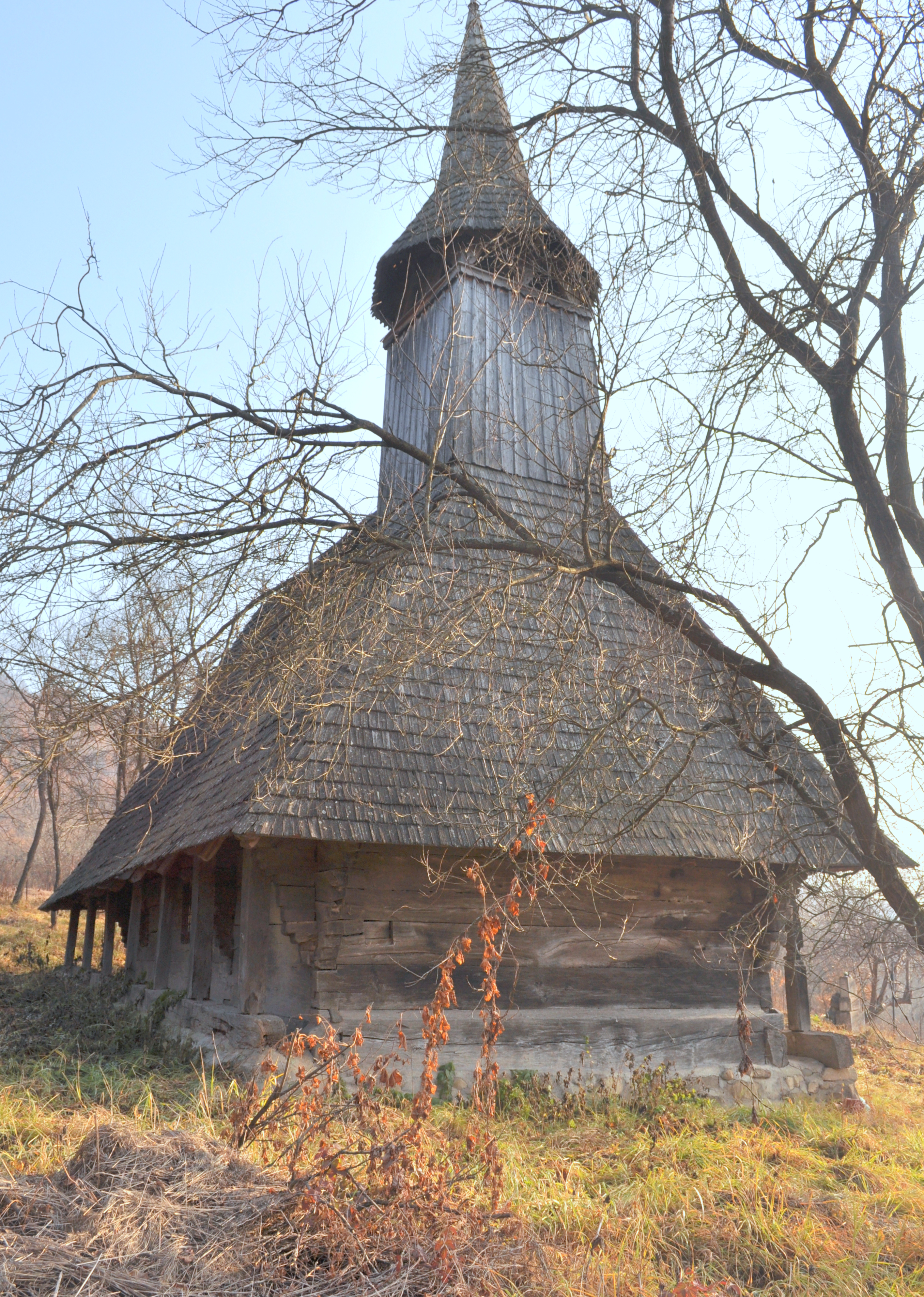
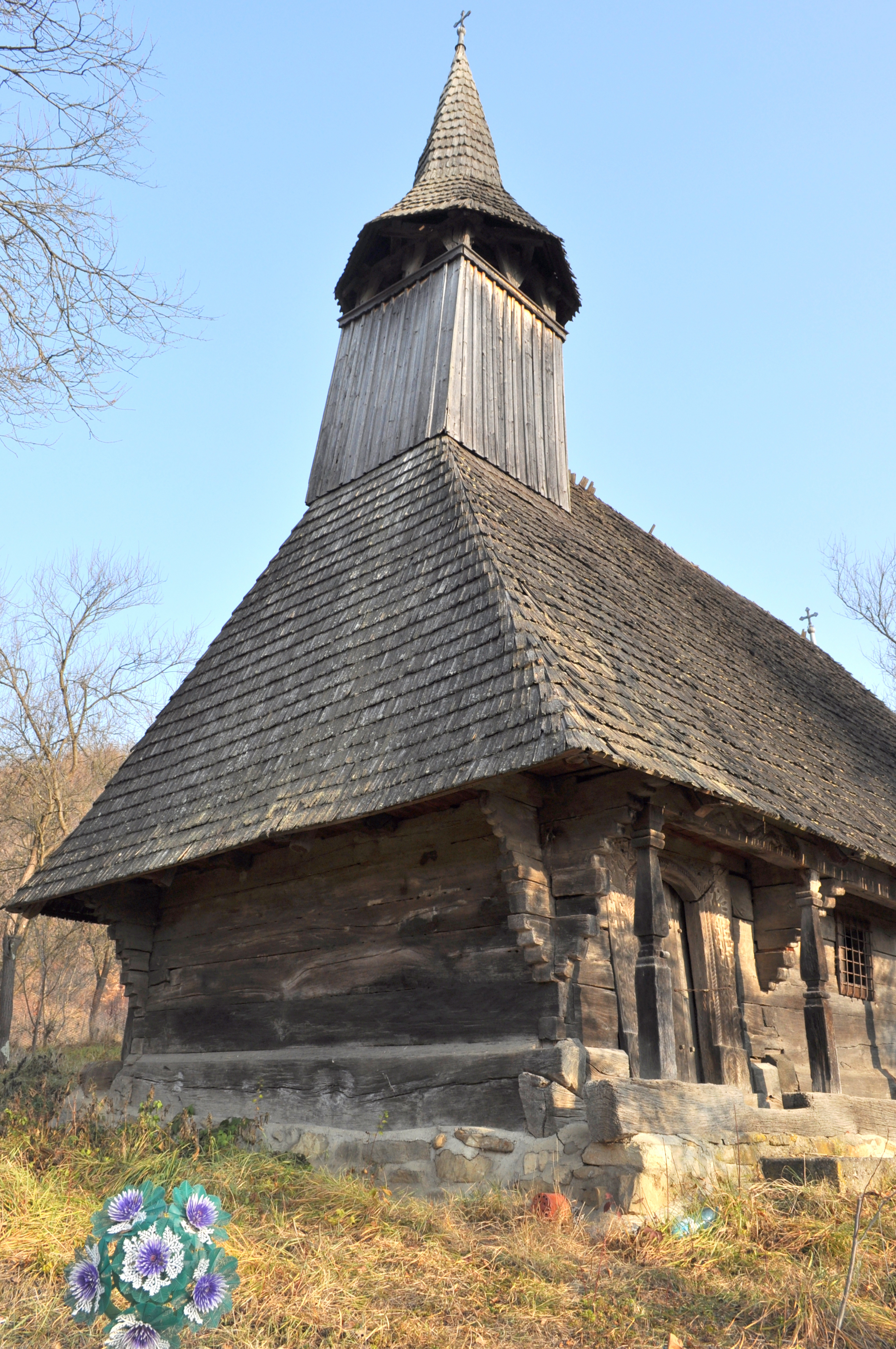
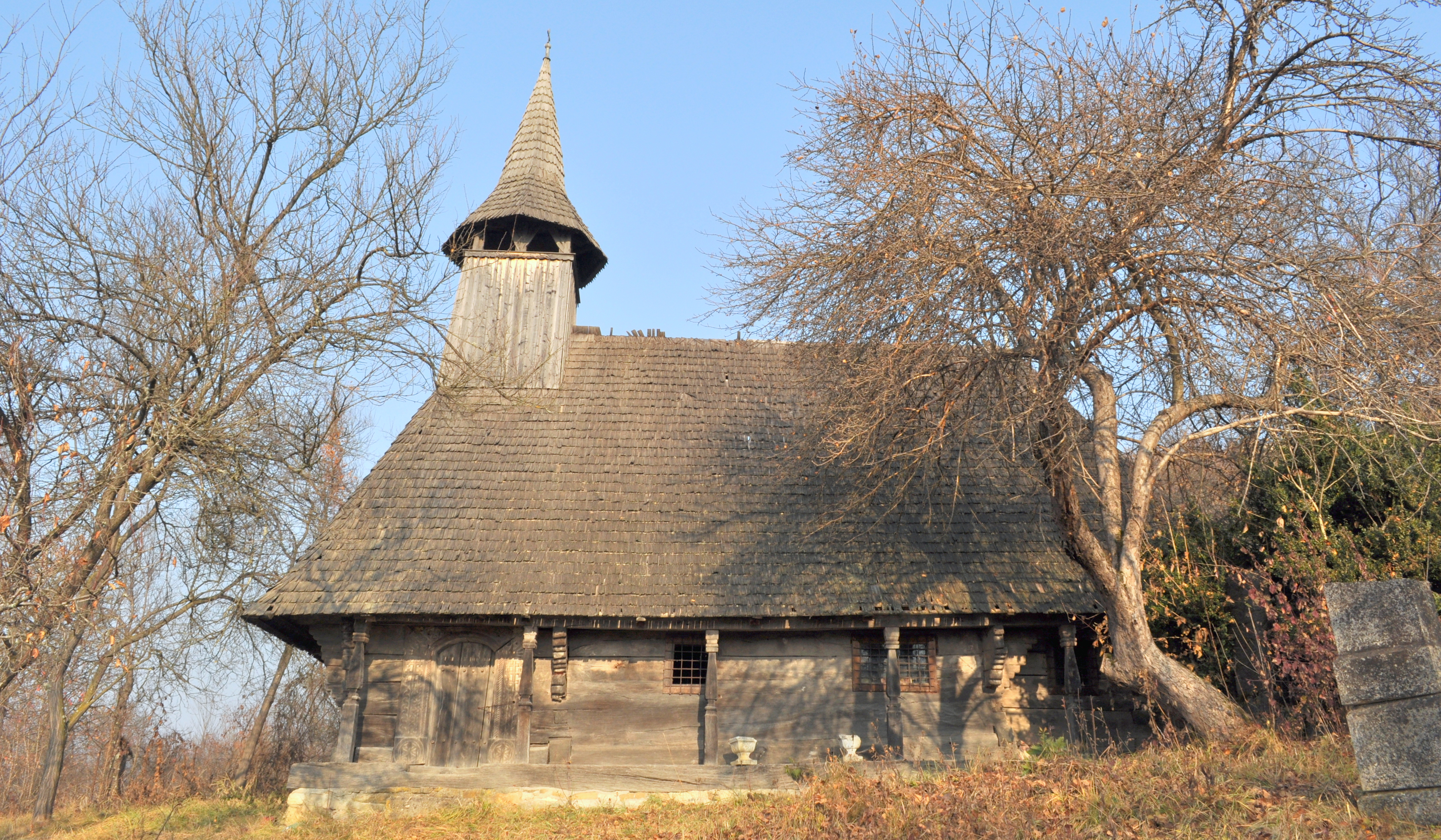
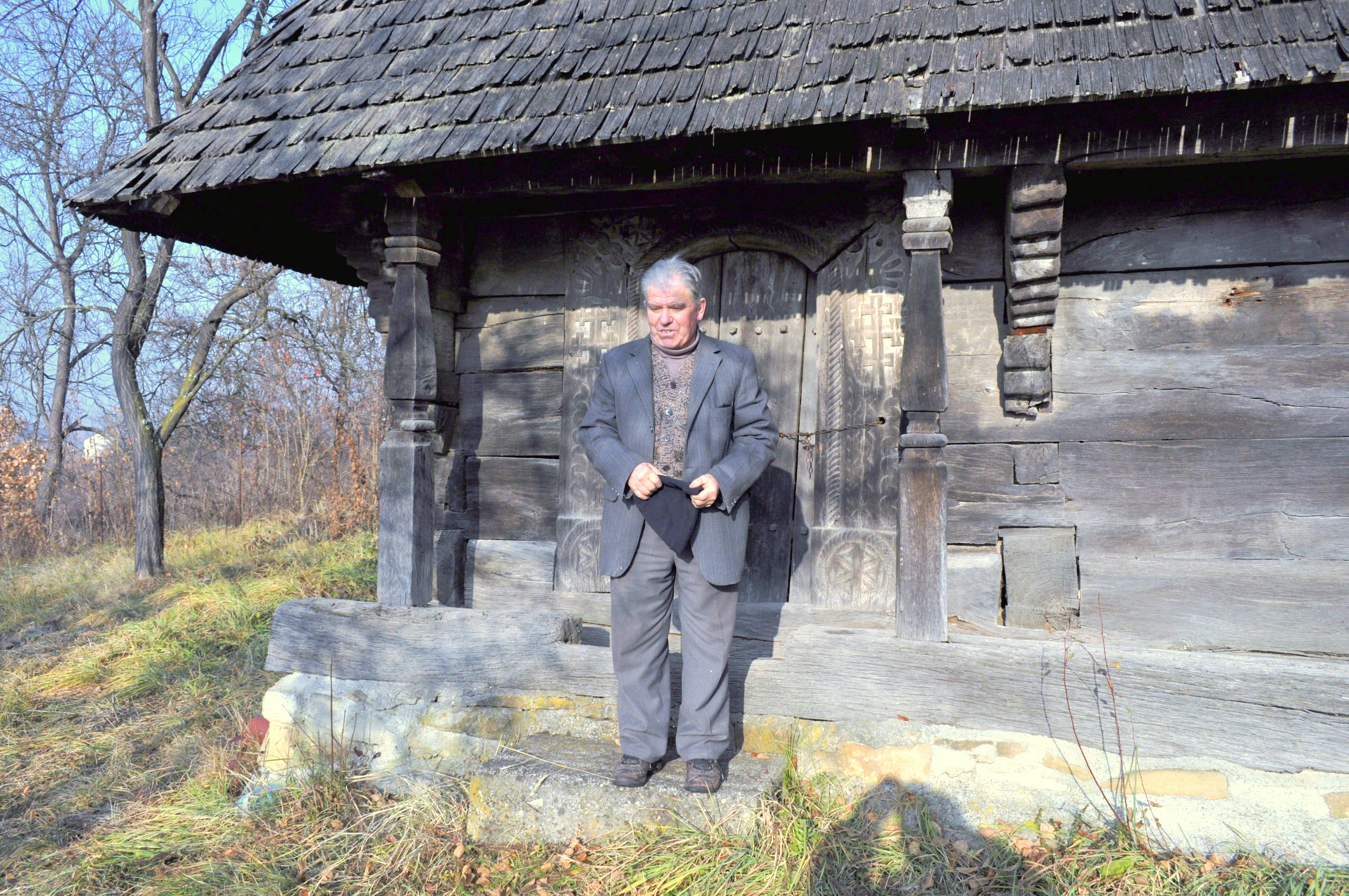
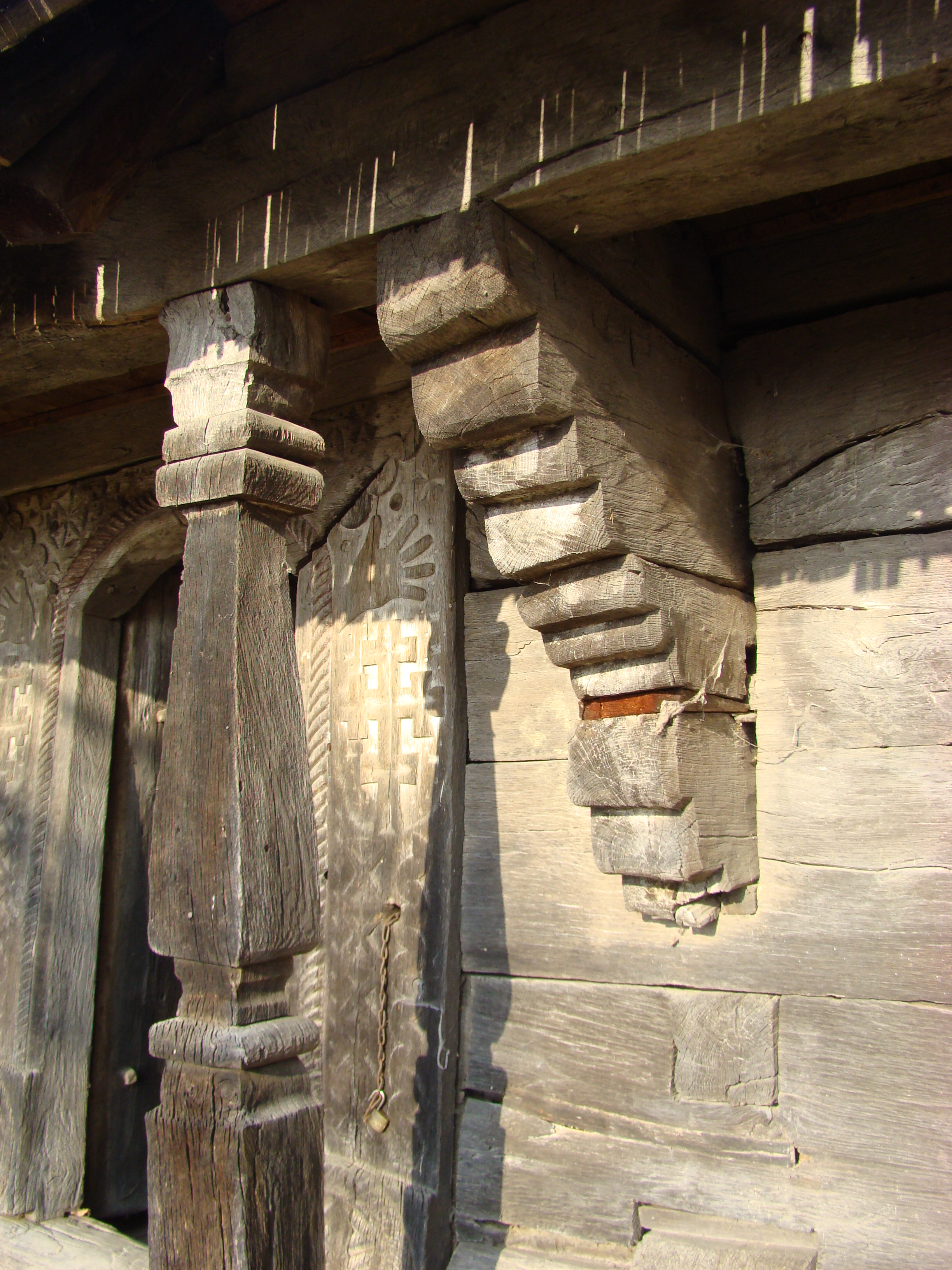
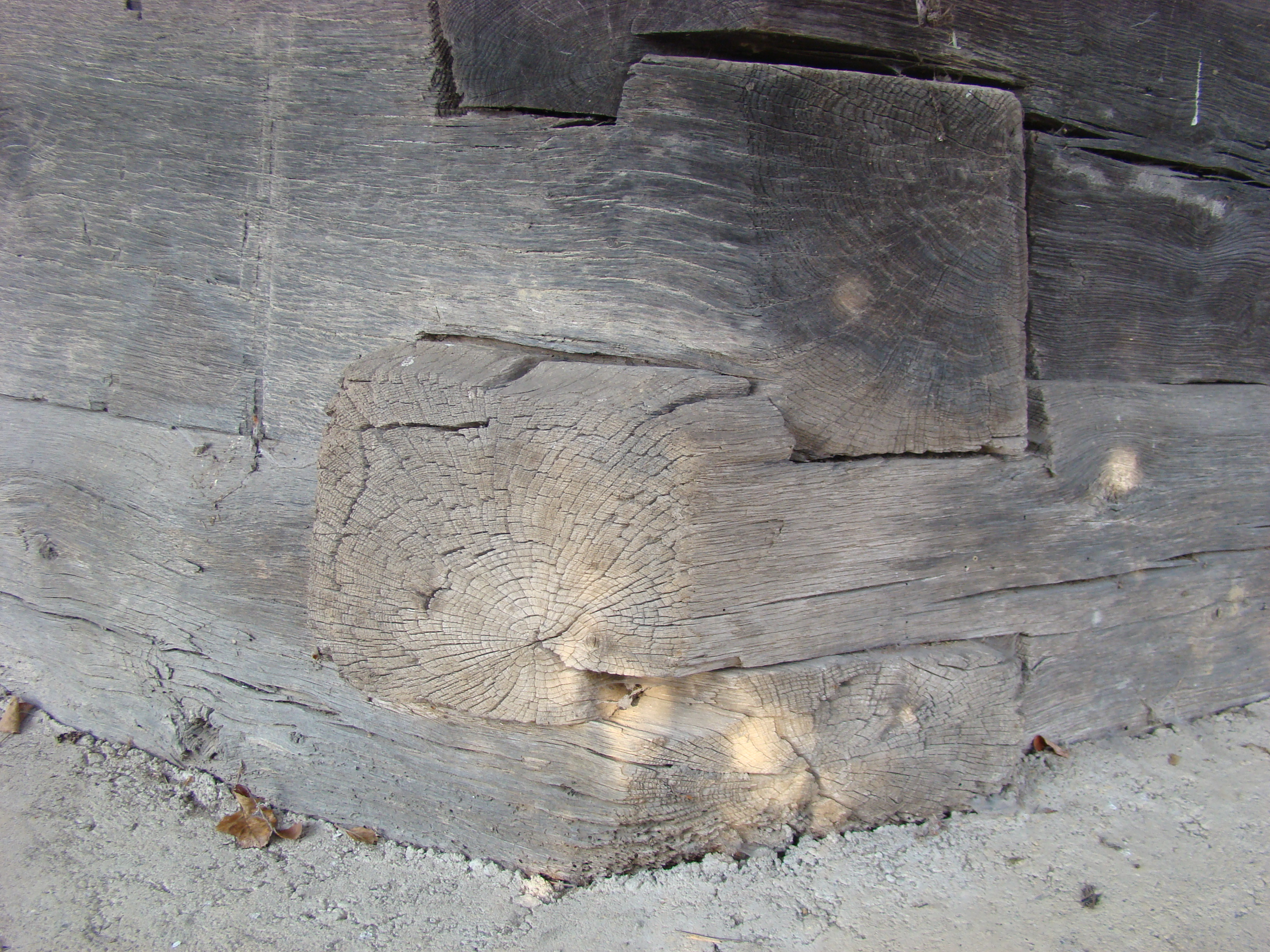
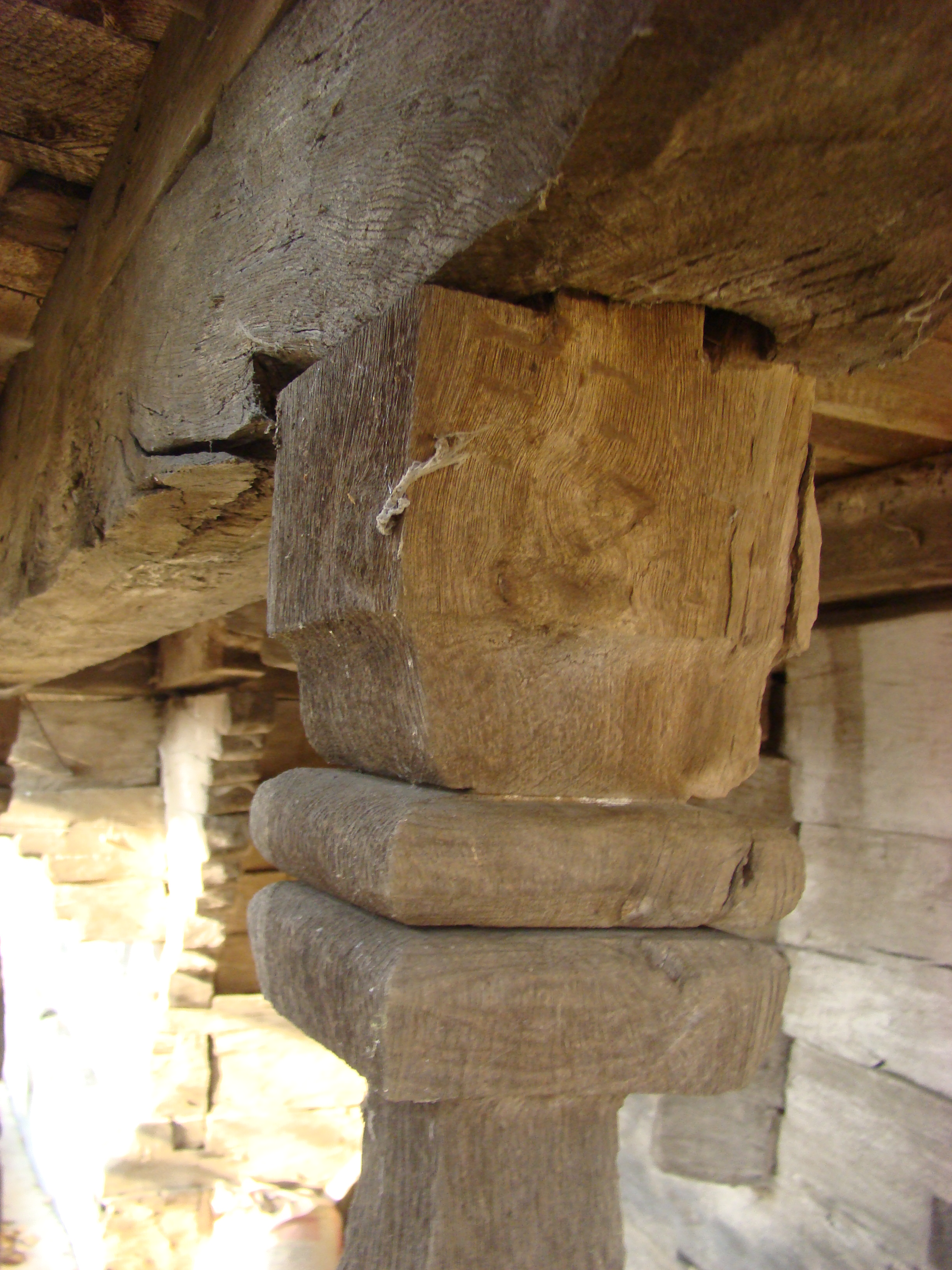
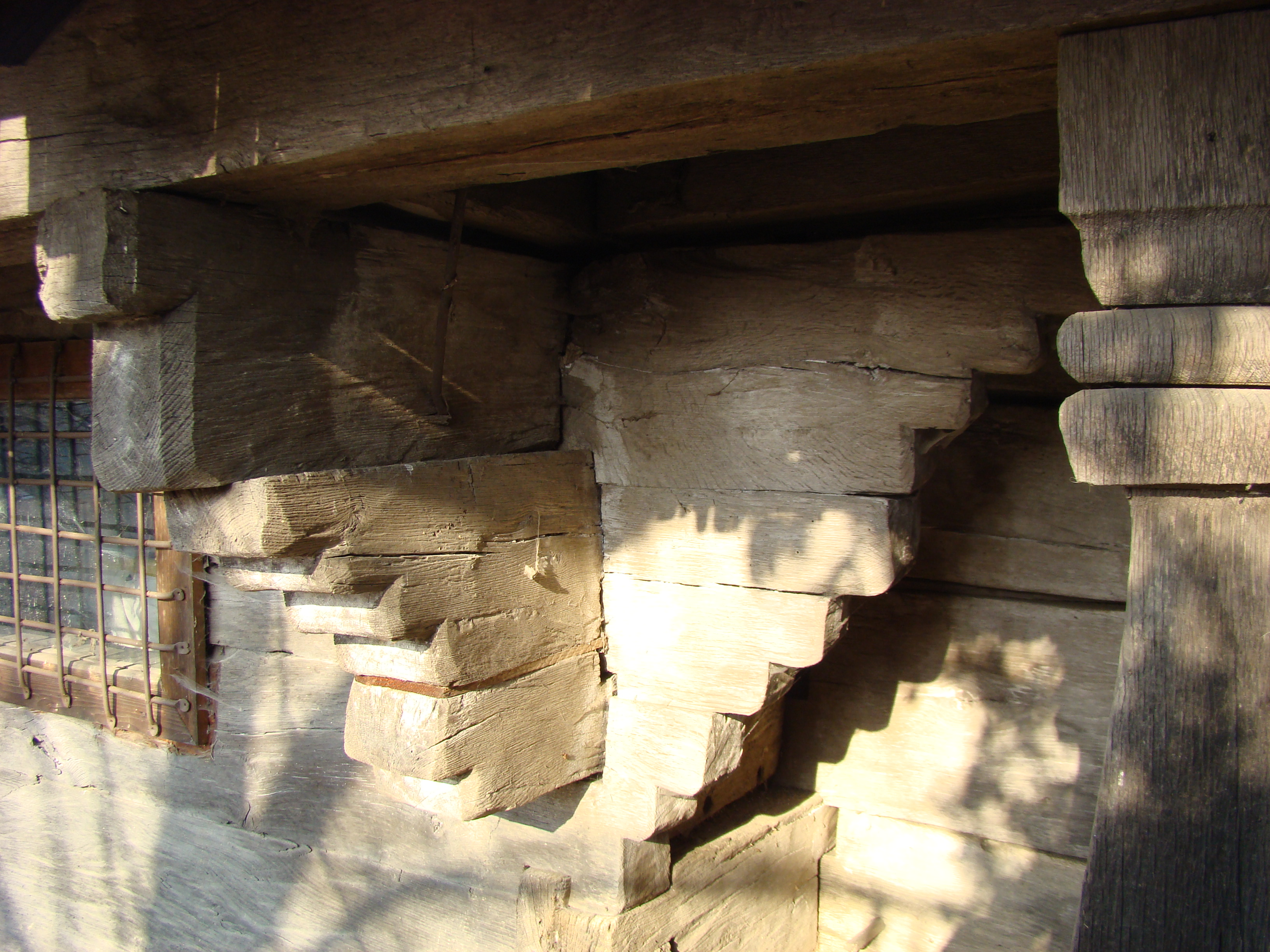
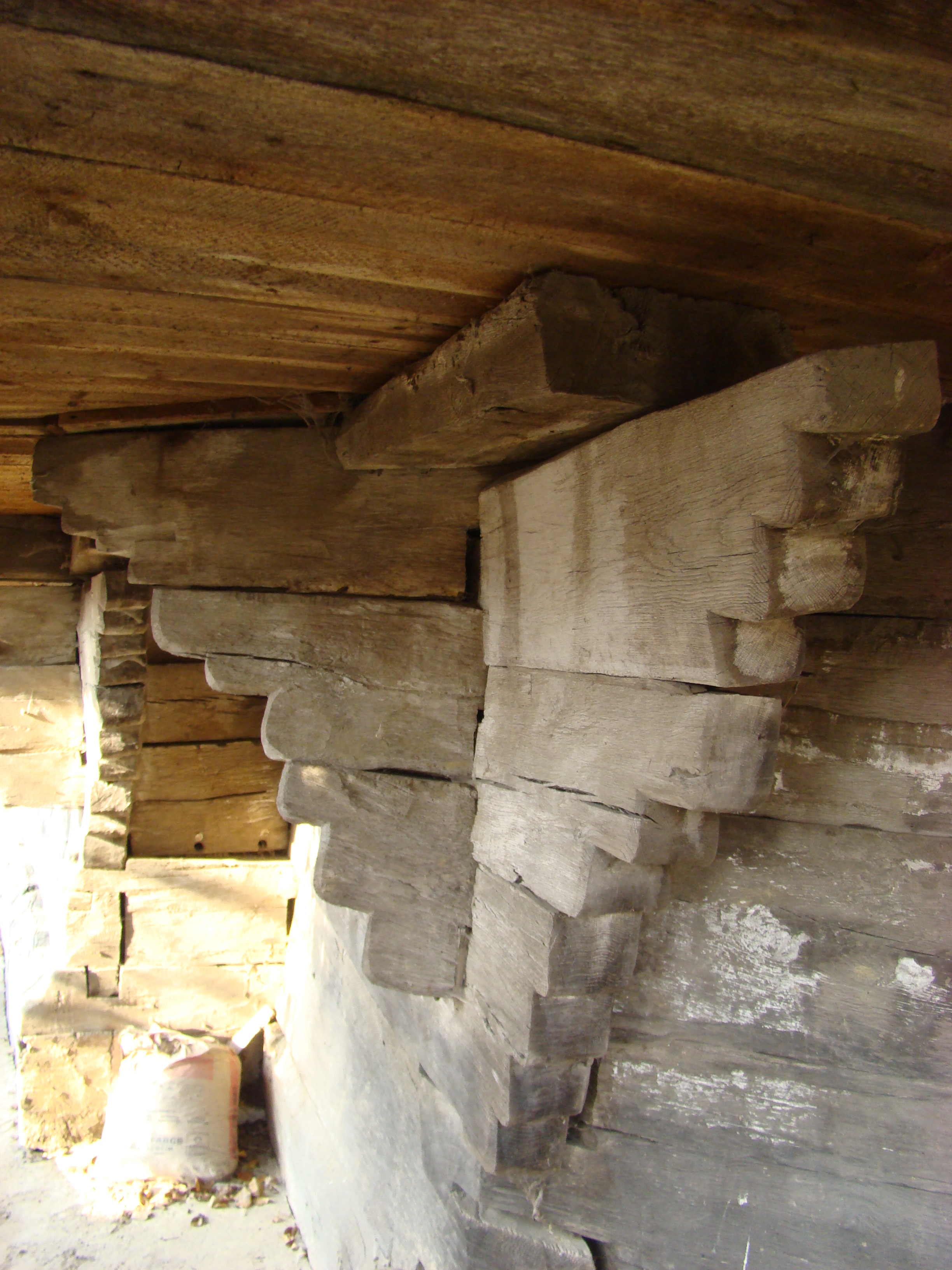
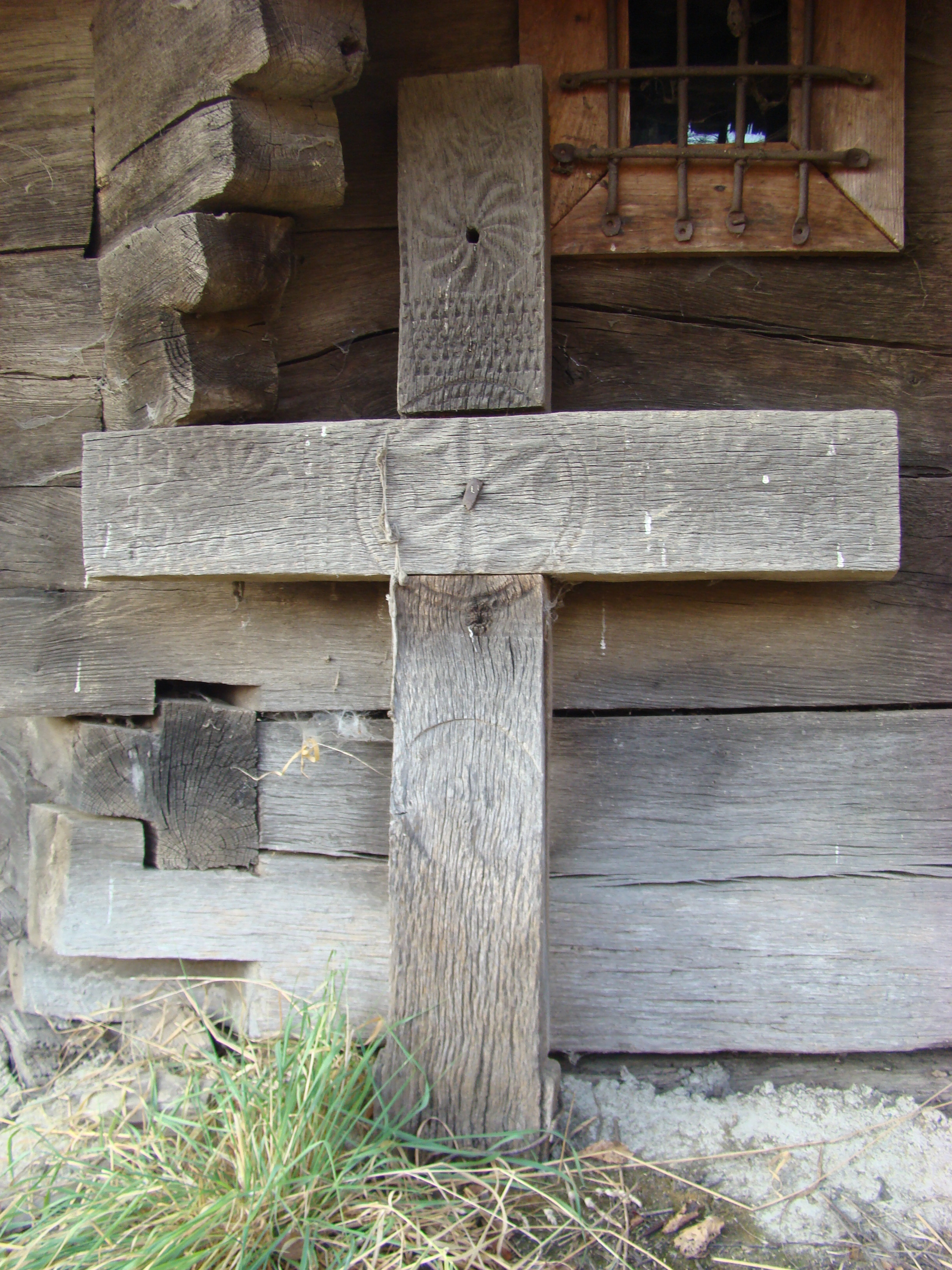
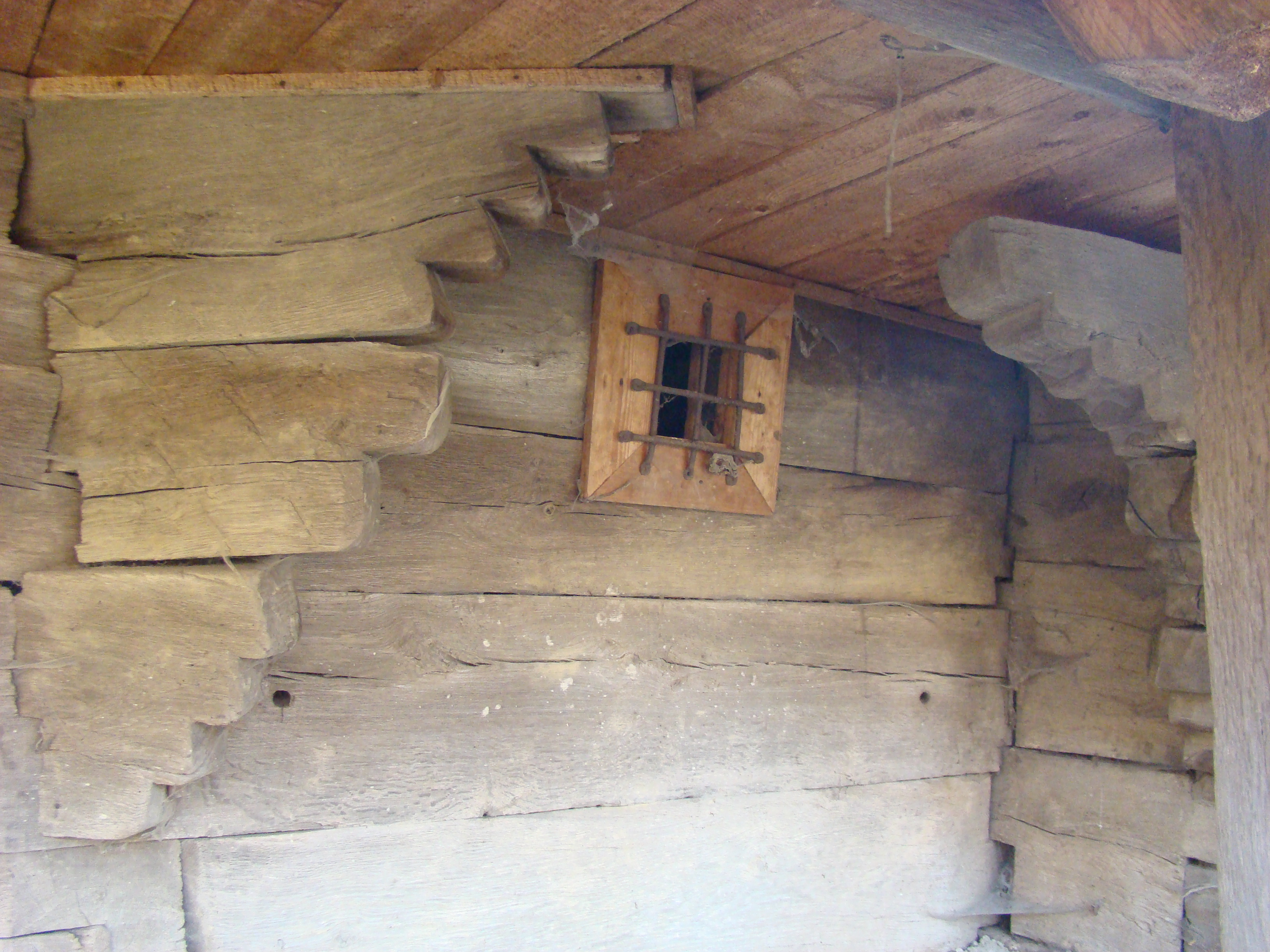
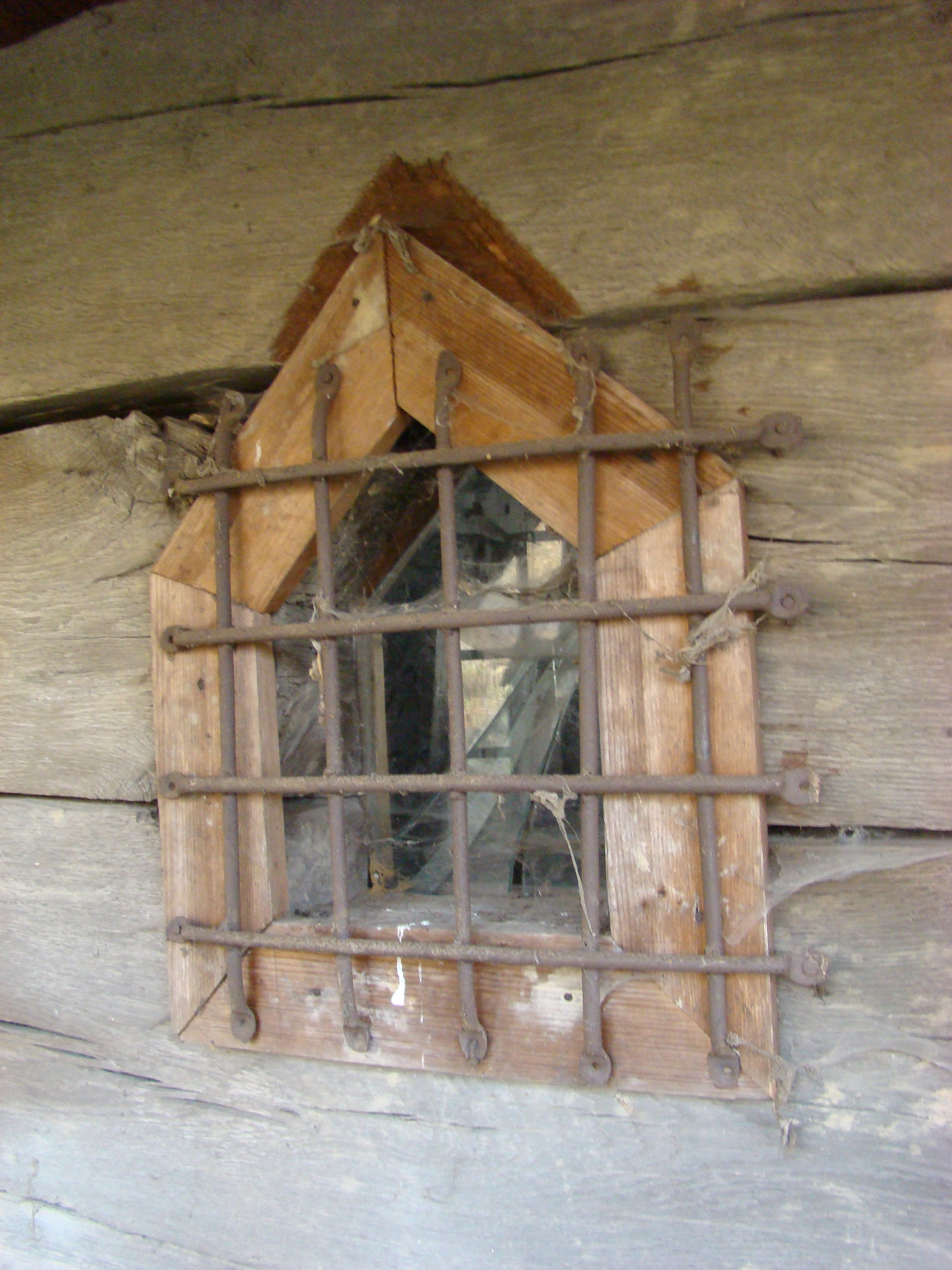
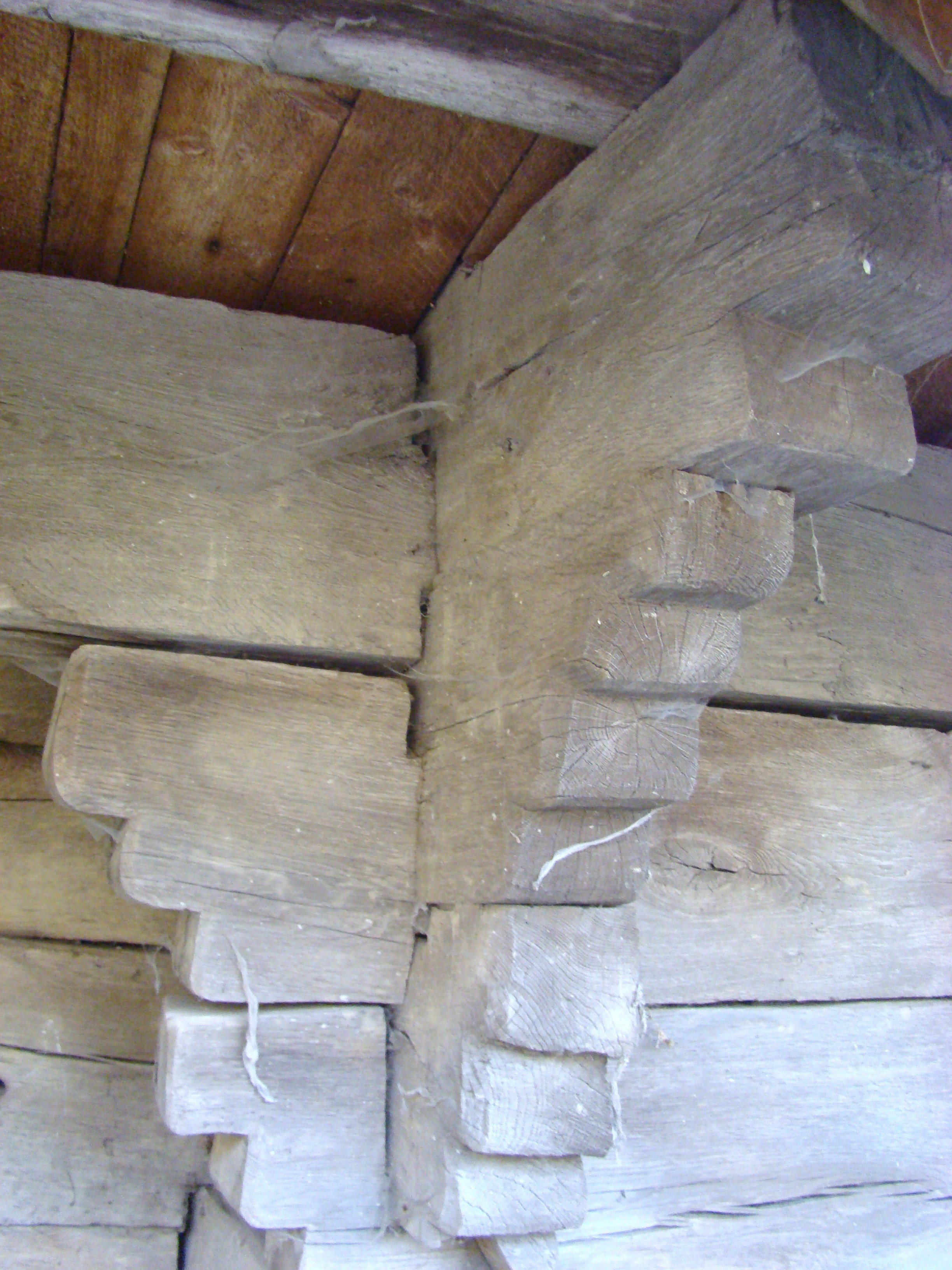
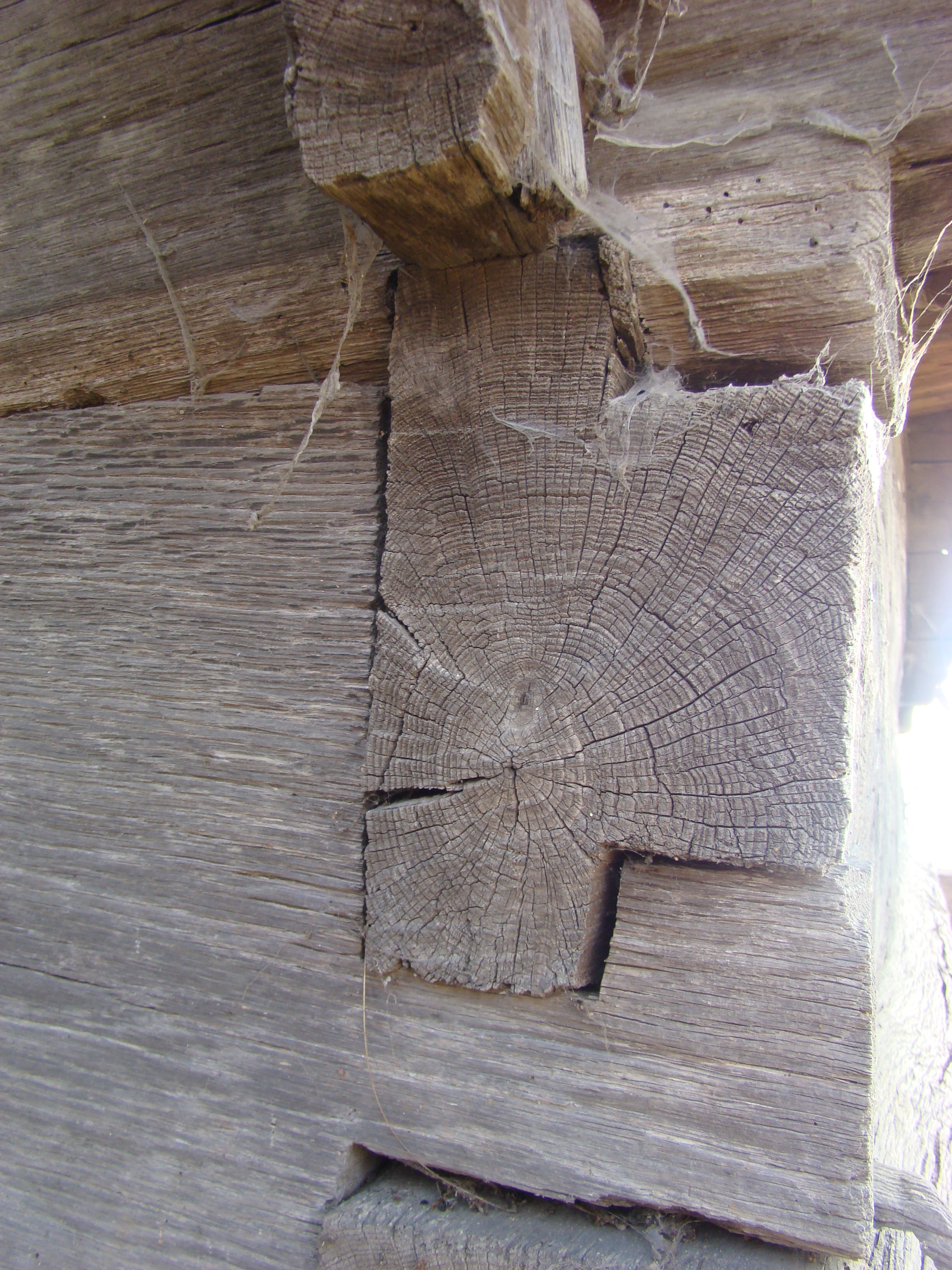
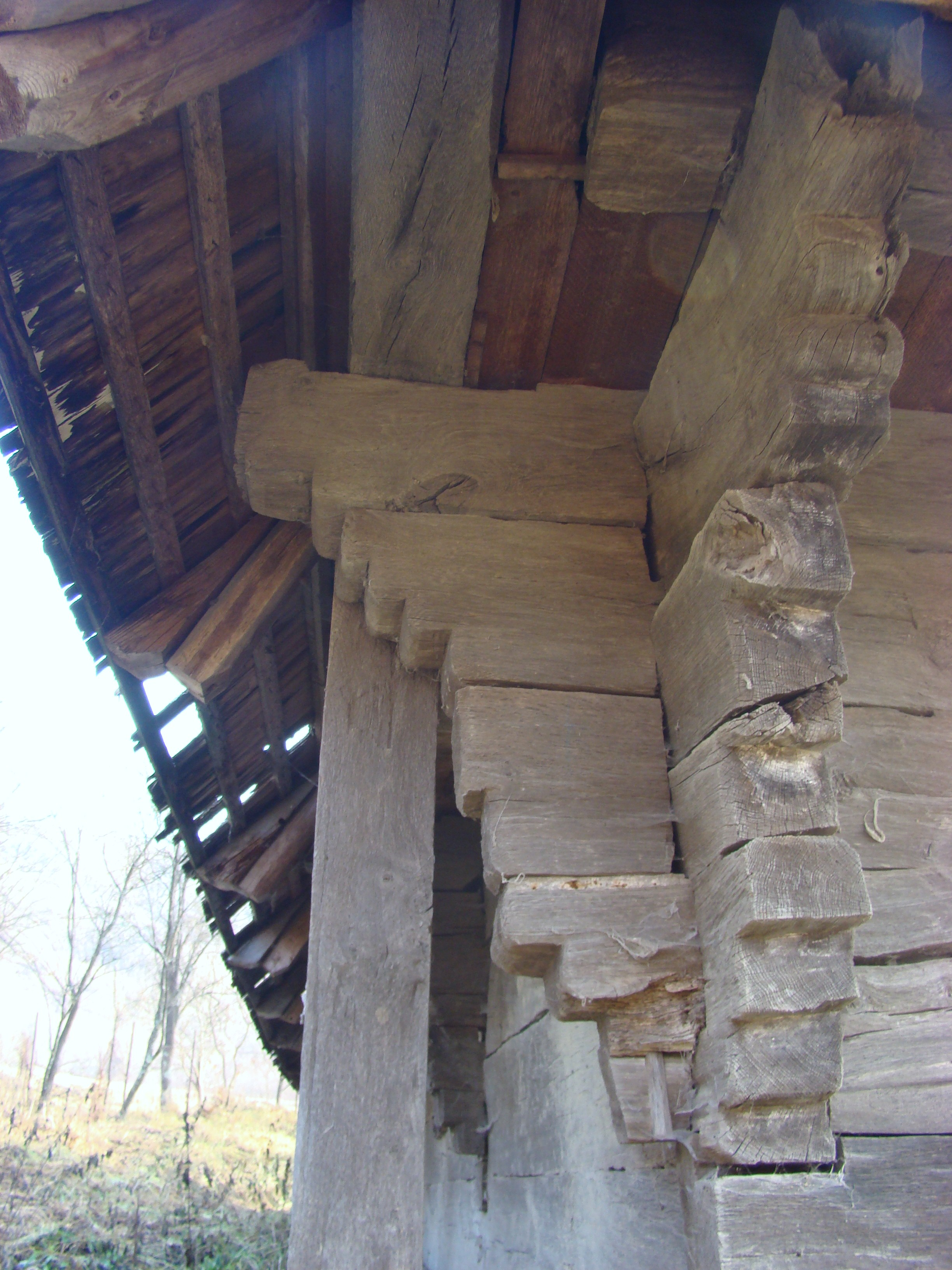
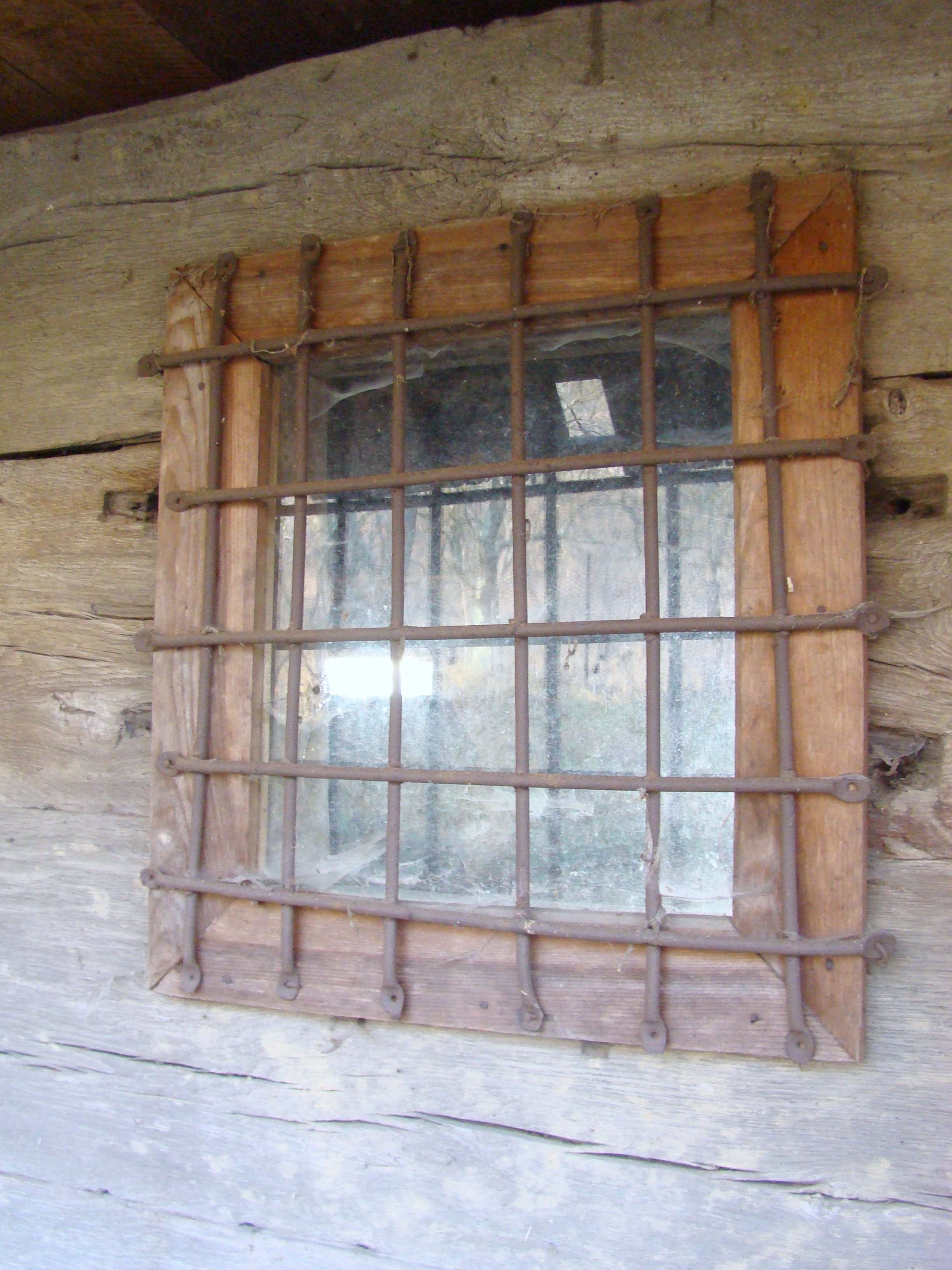
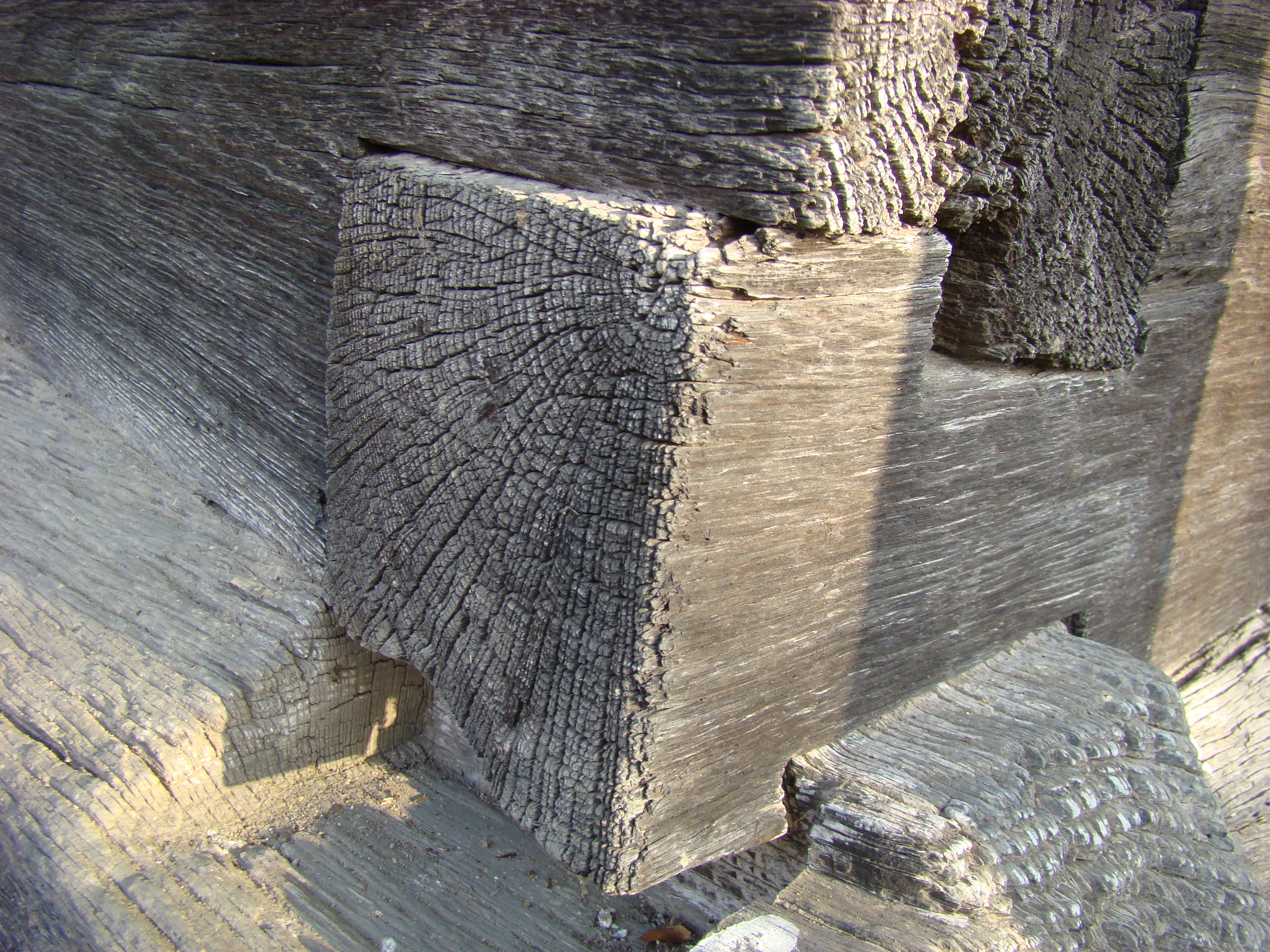
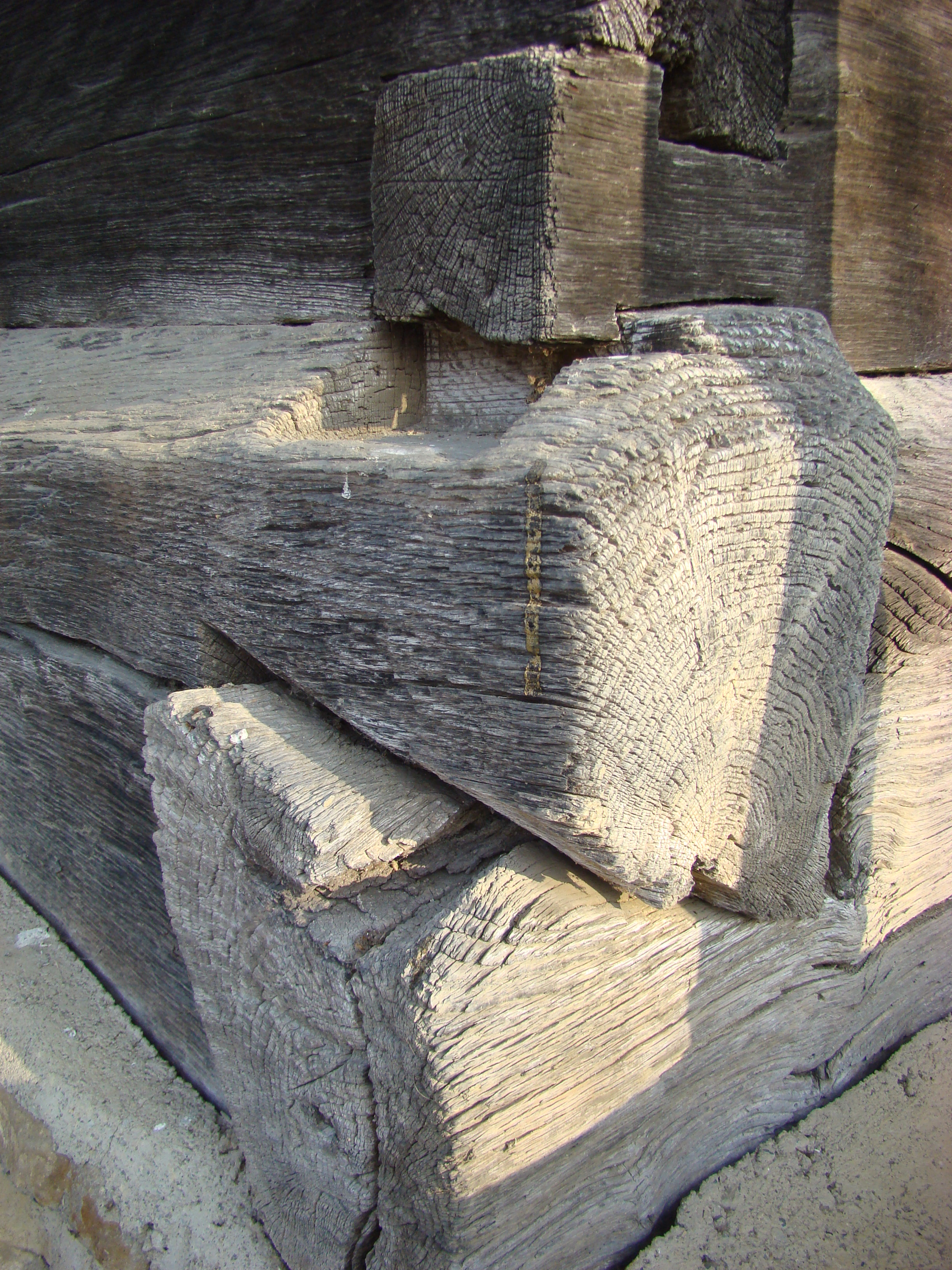
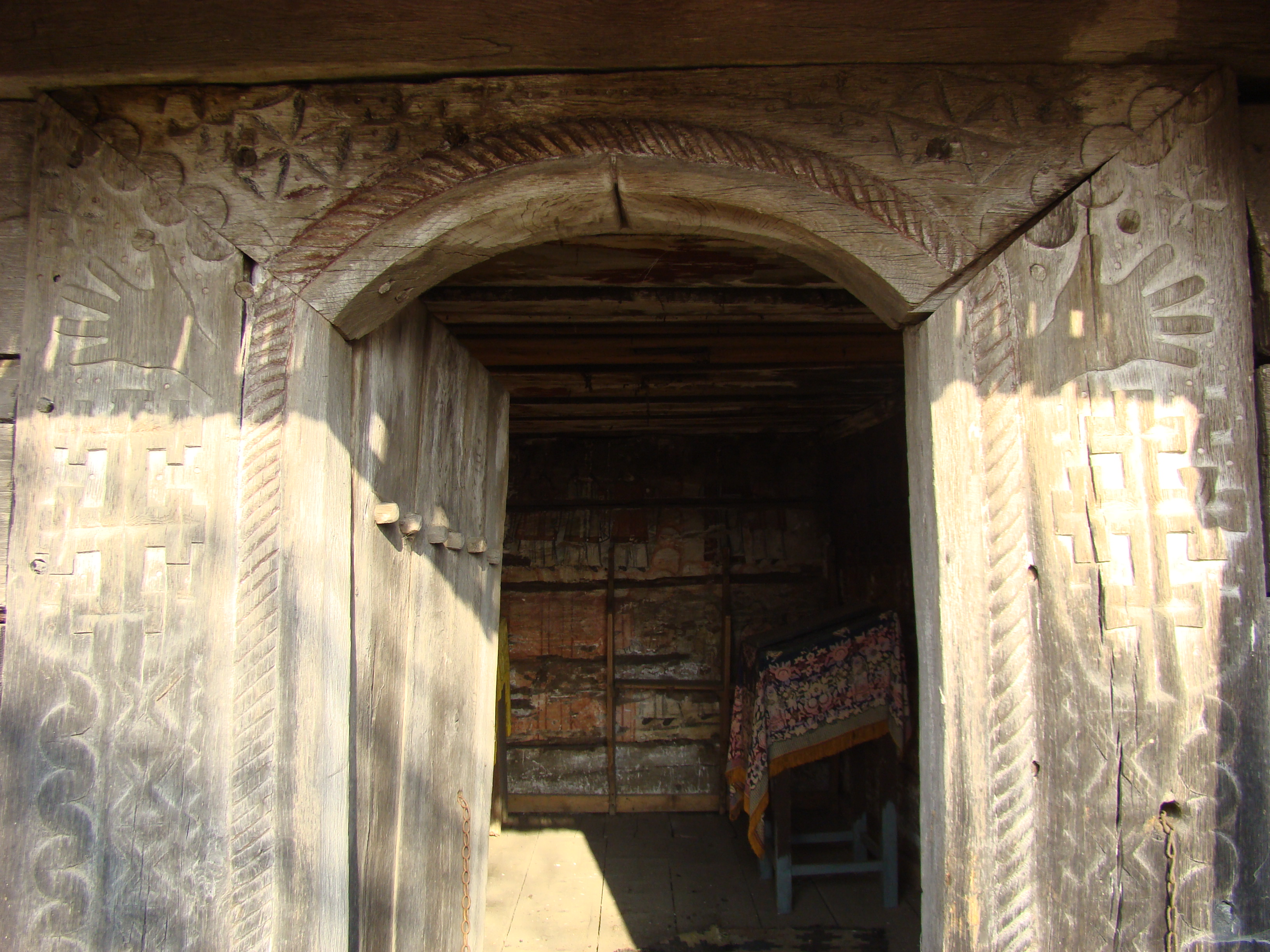
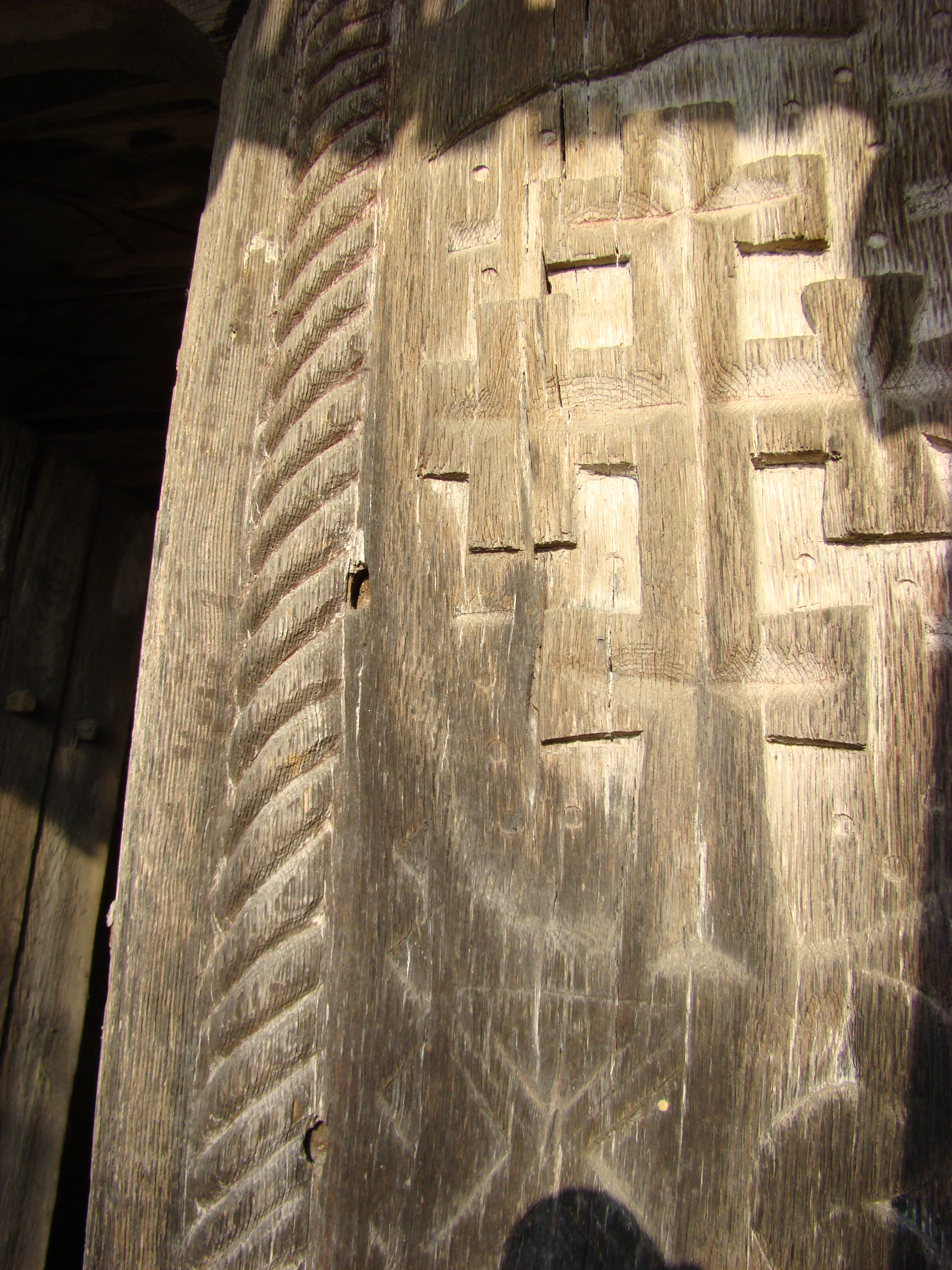
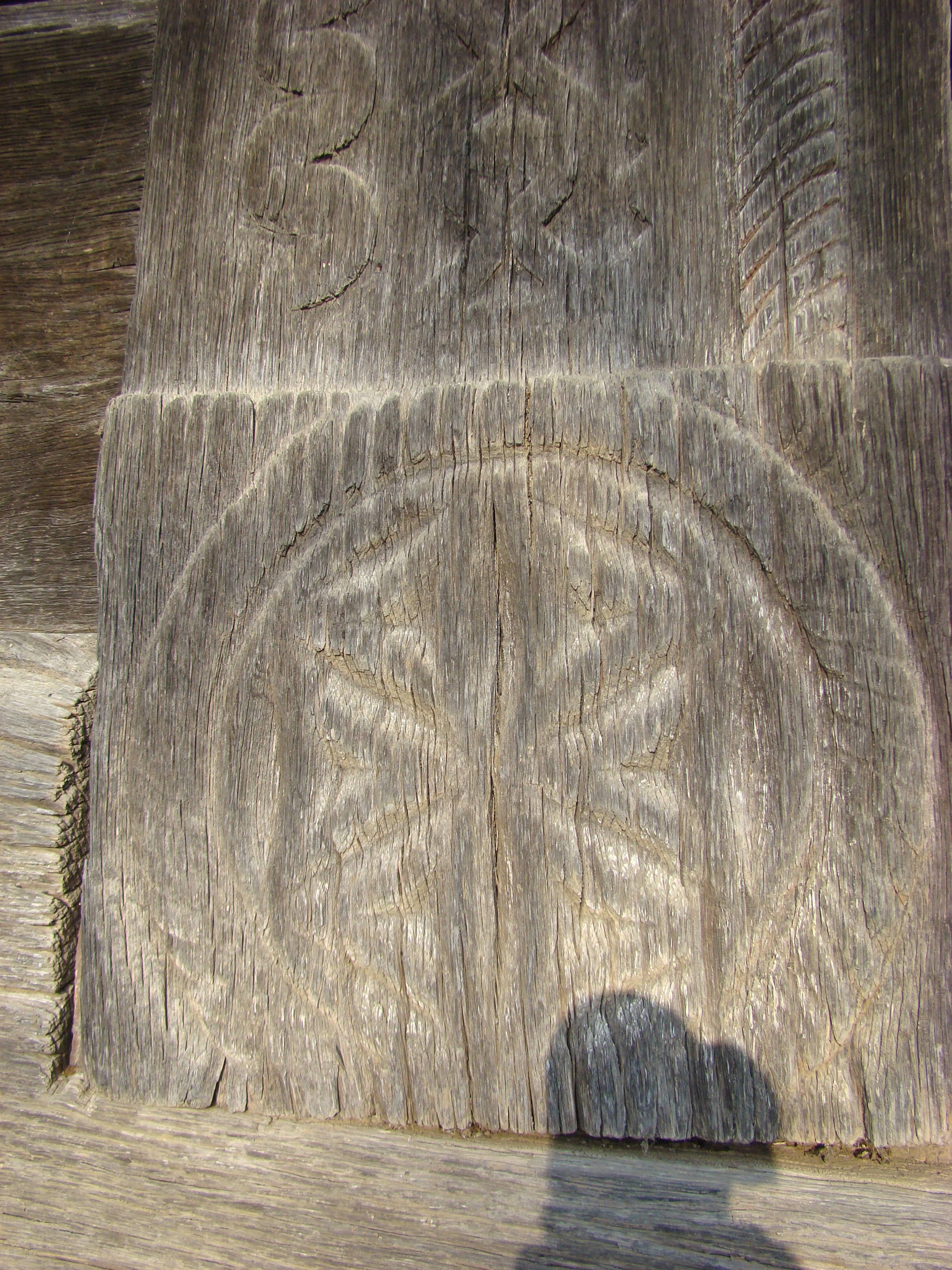
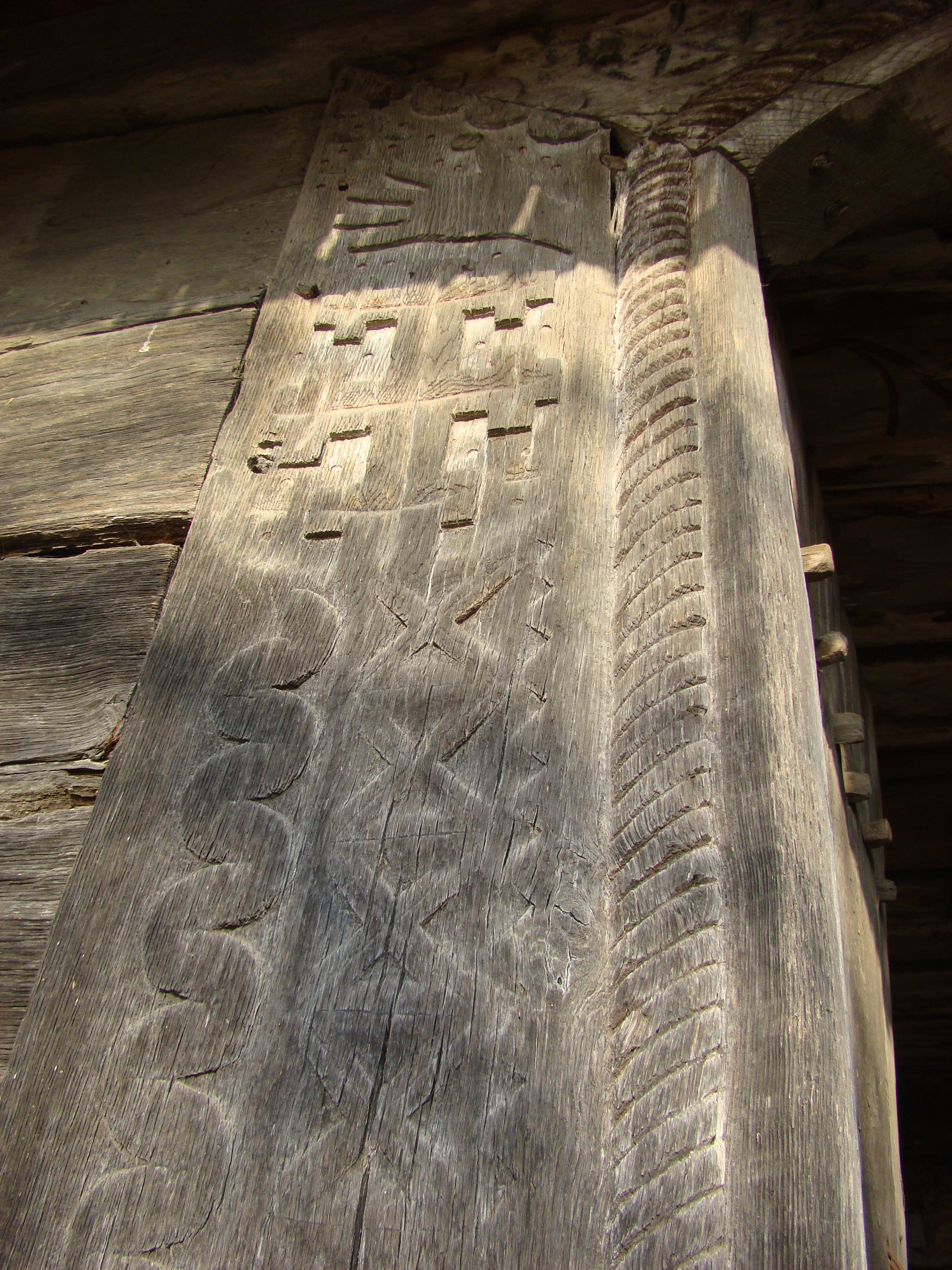
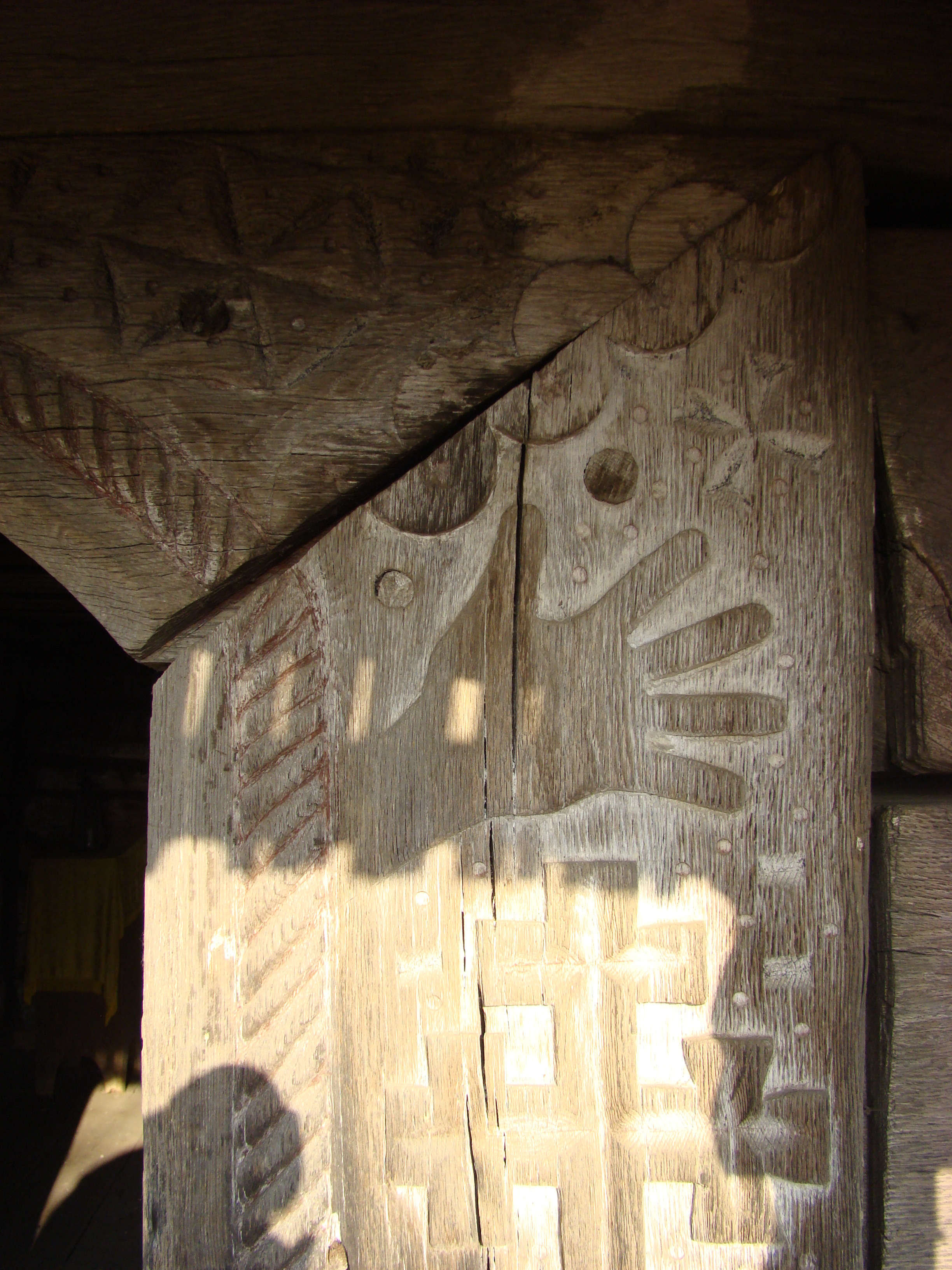

## Imagini din interior

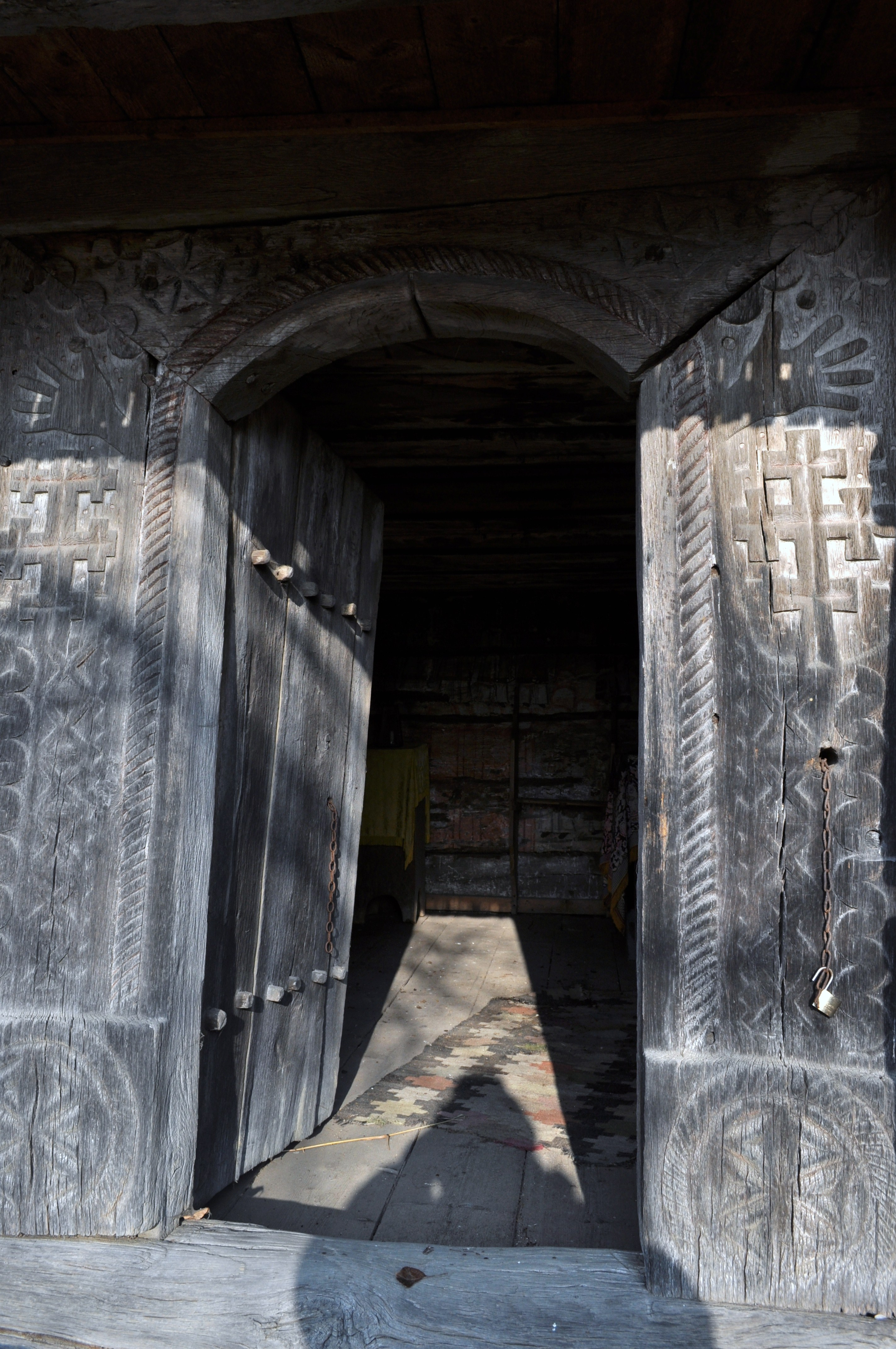
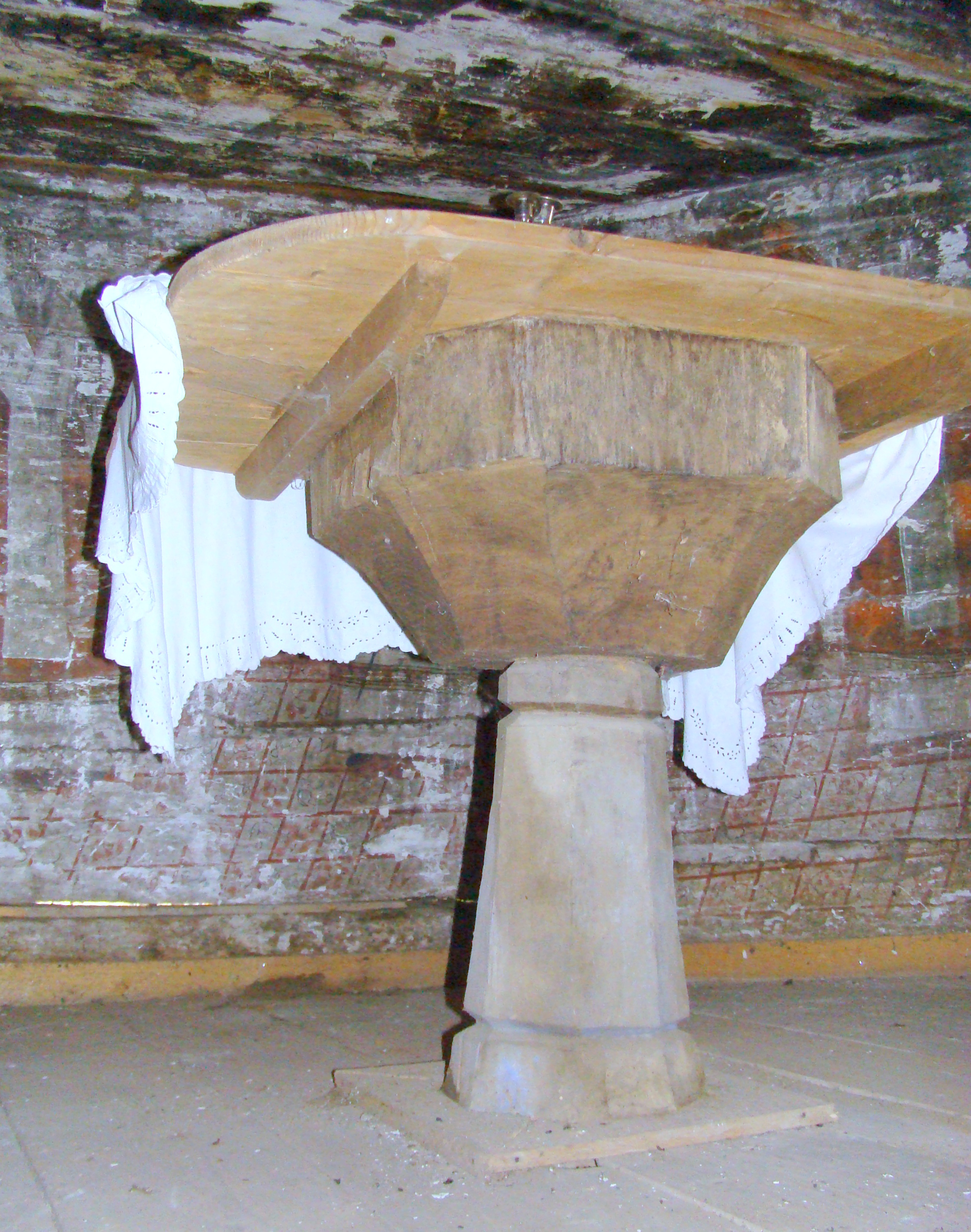
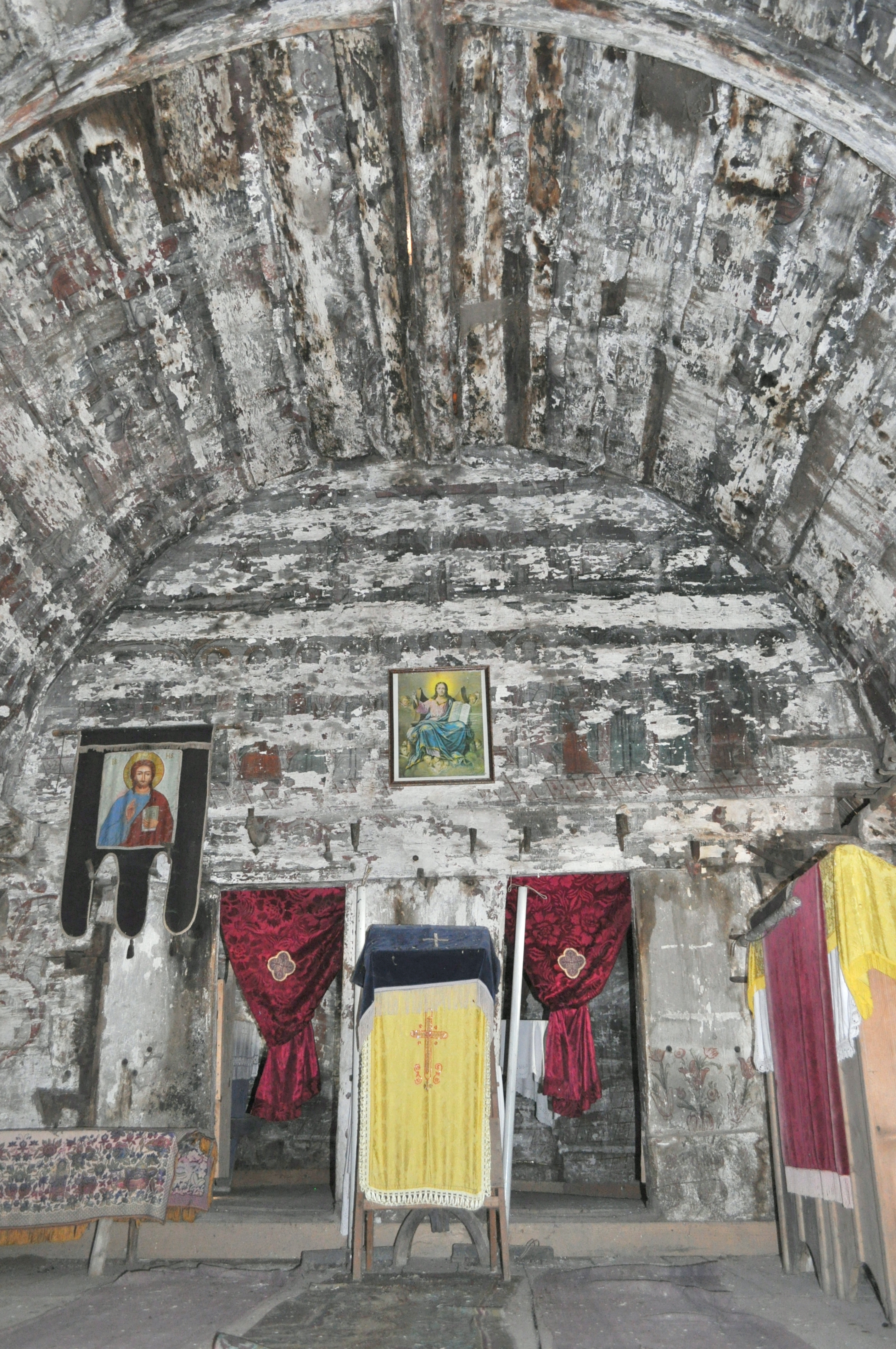
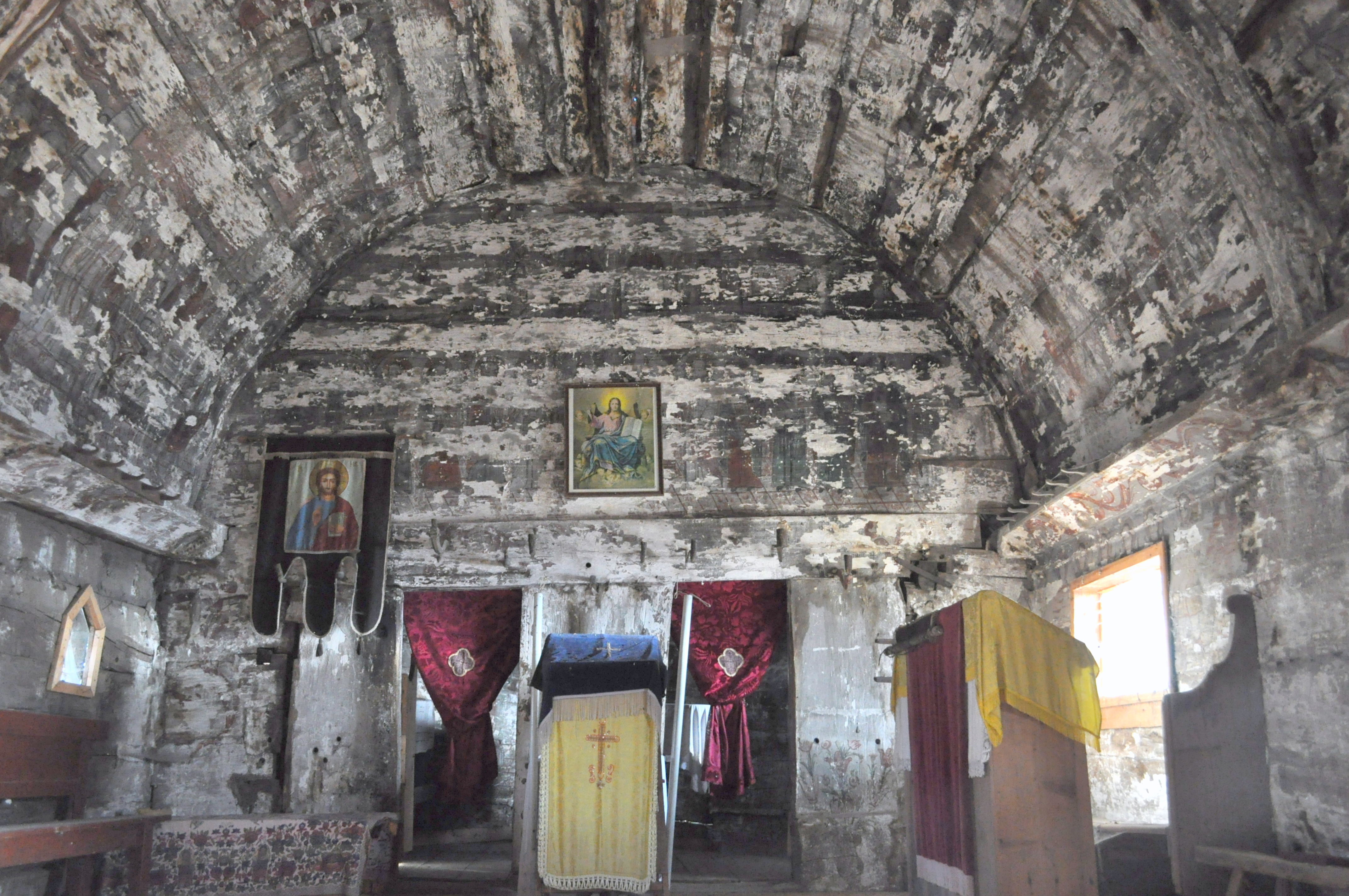
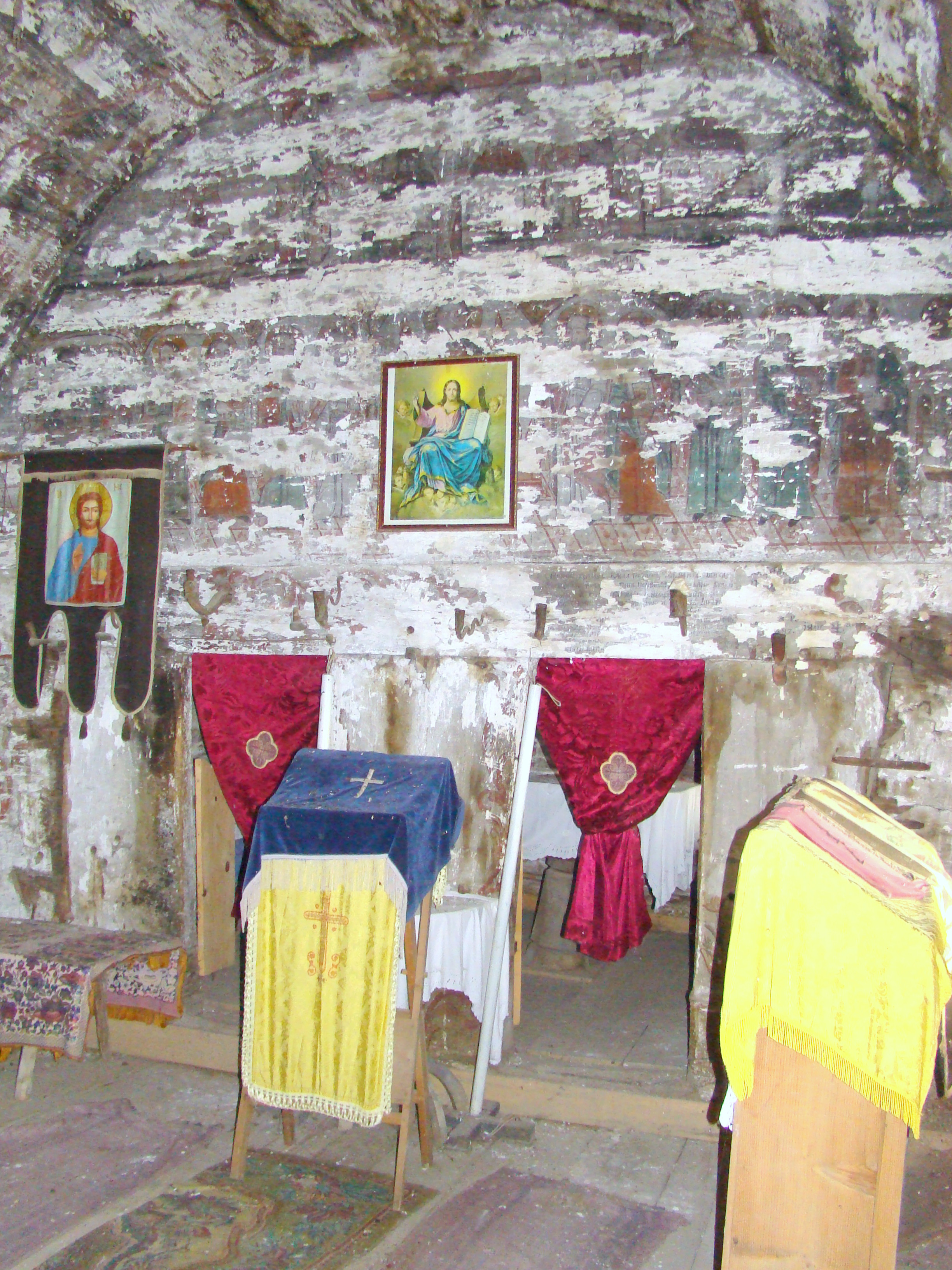
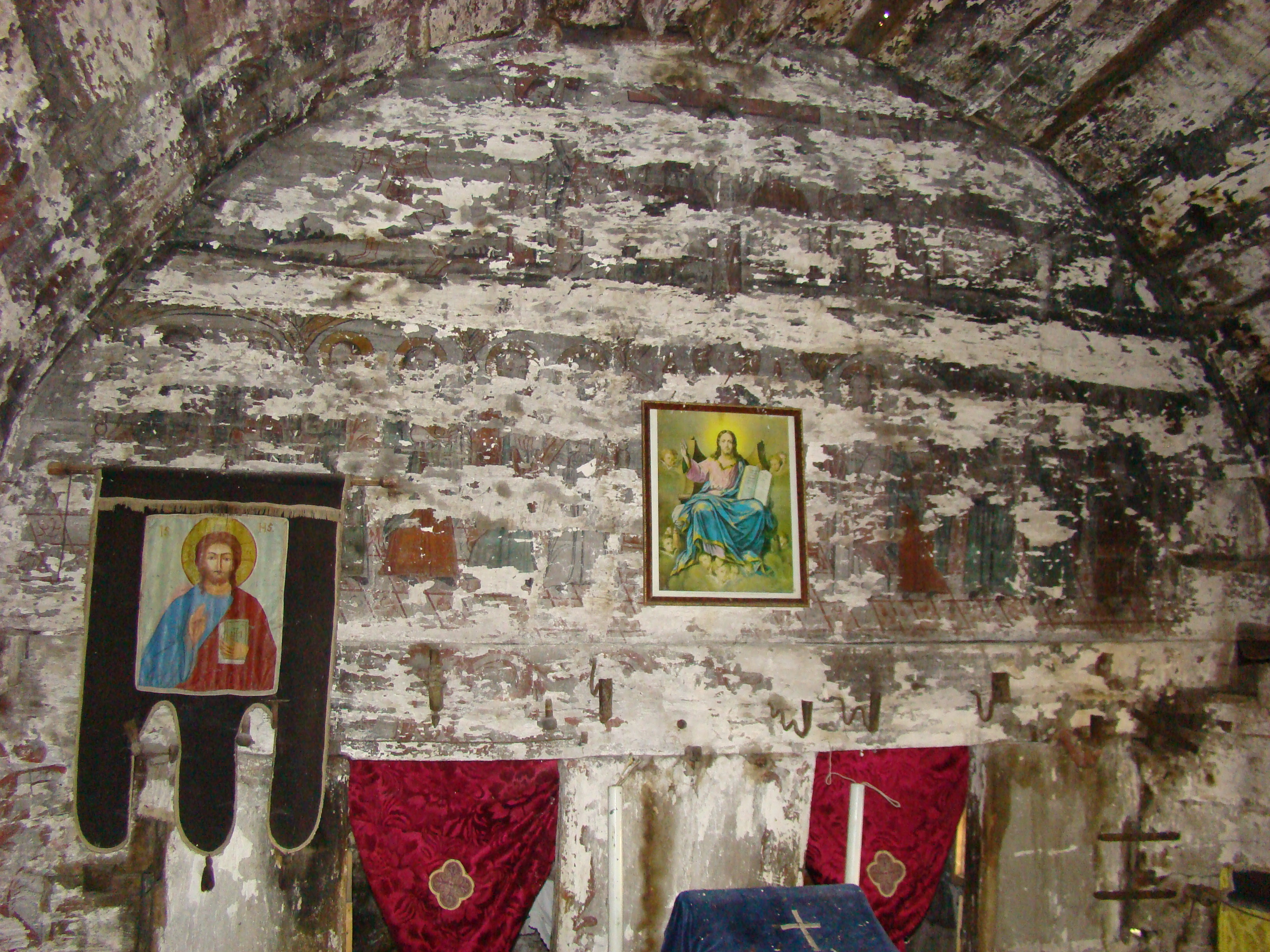
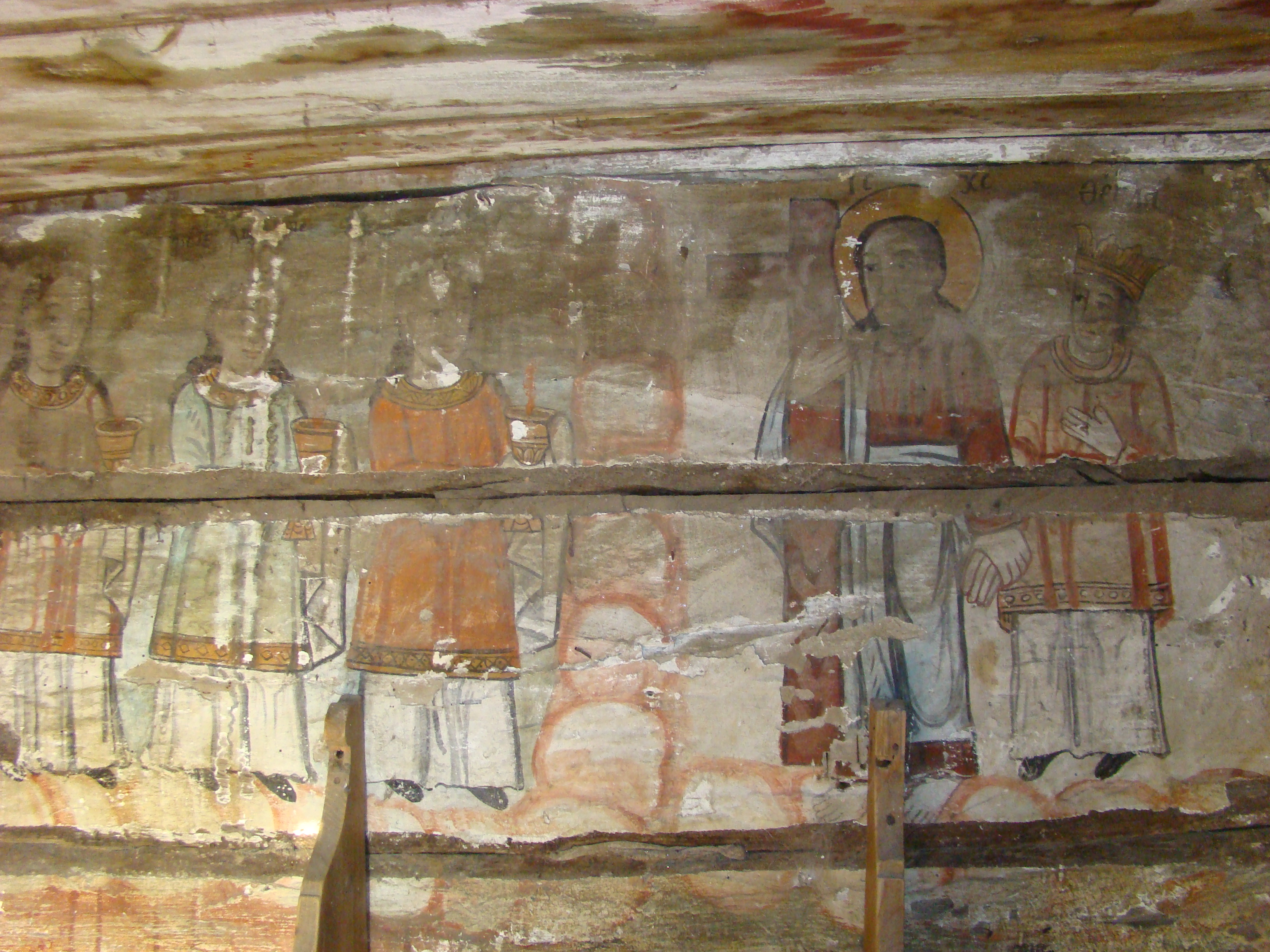
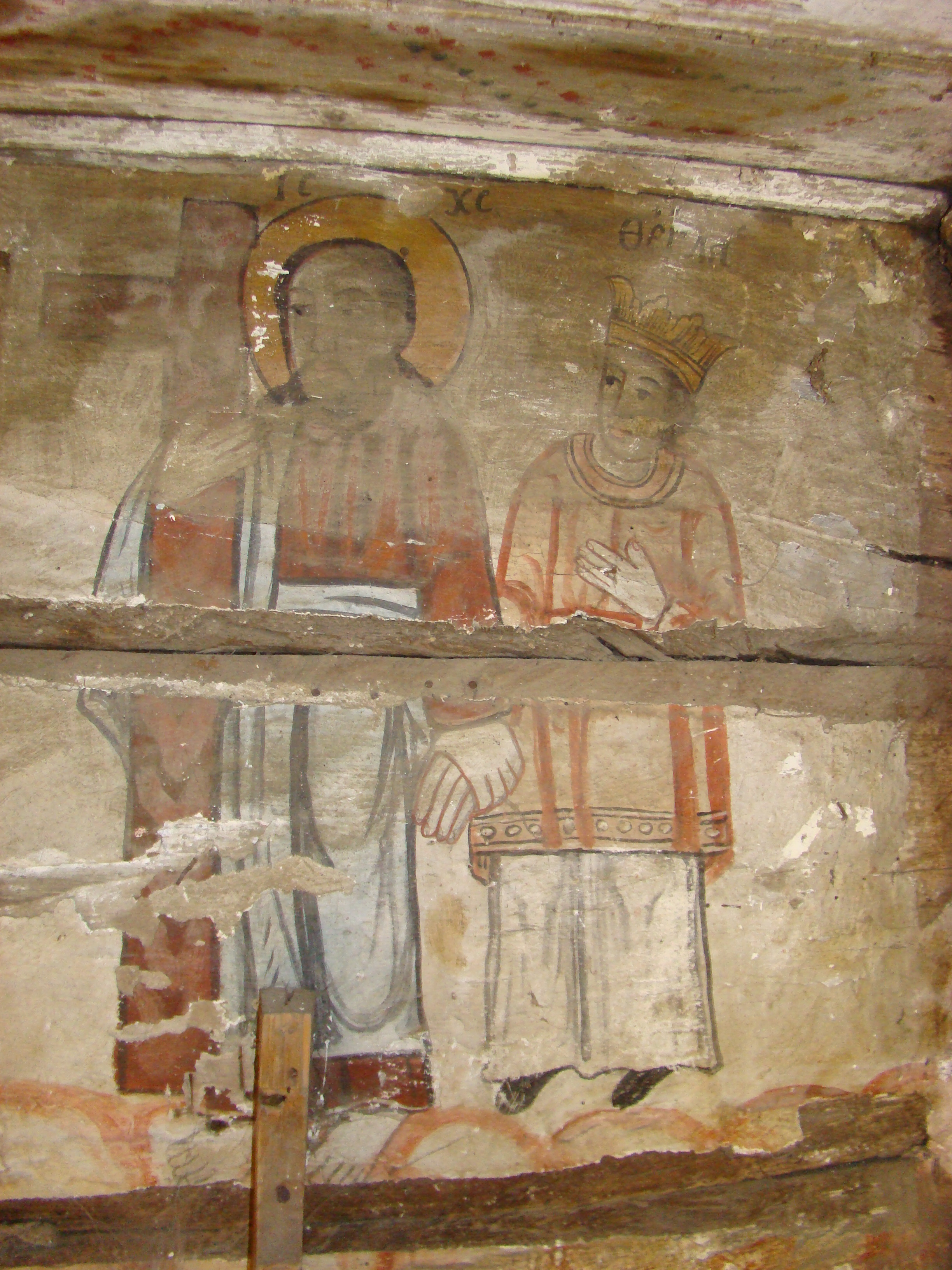
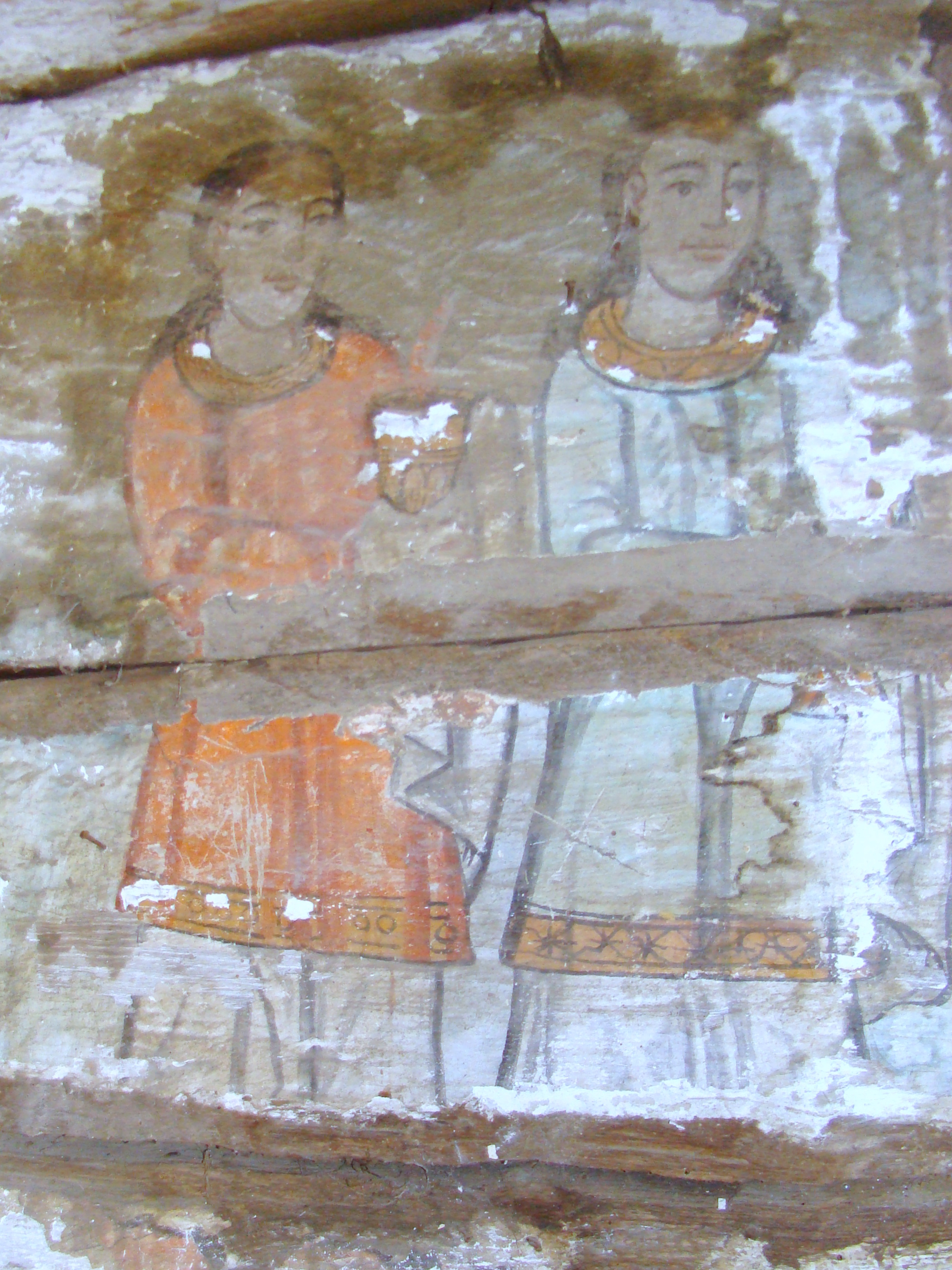
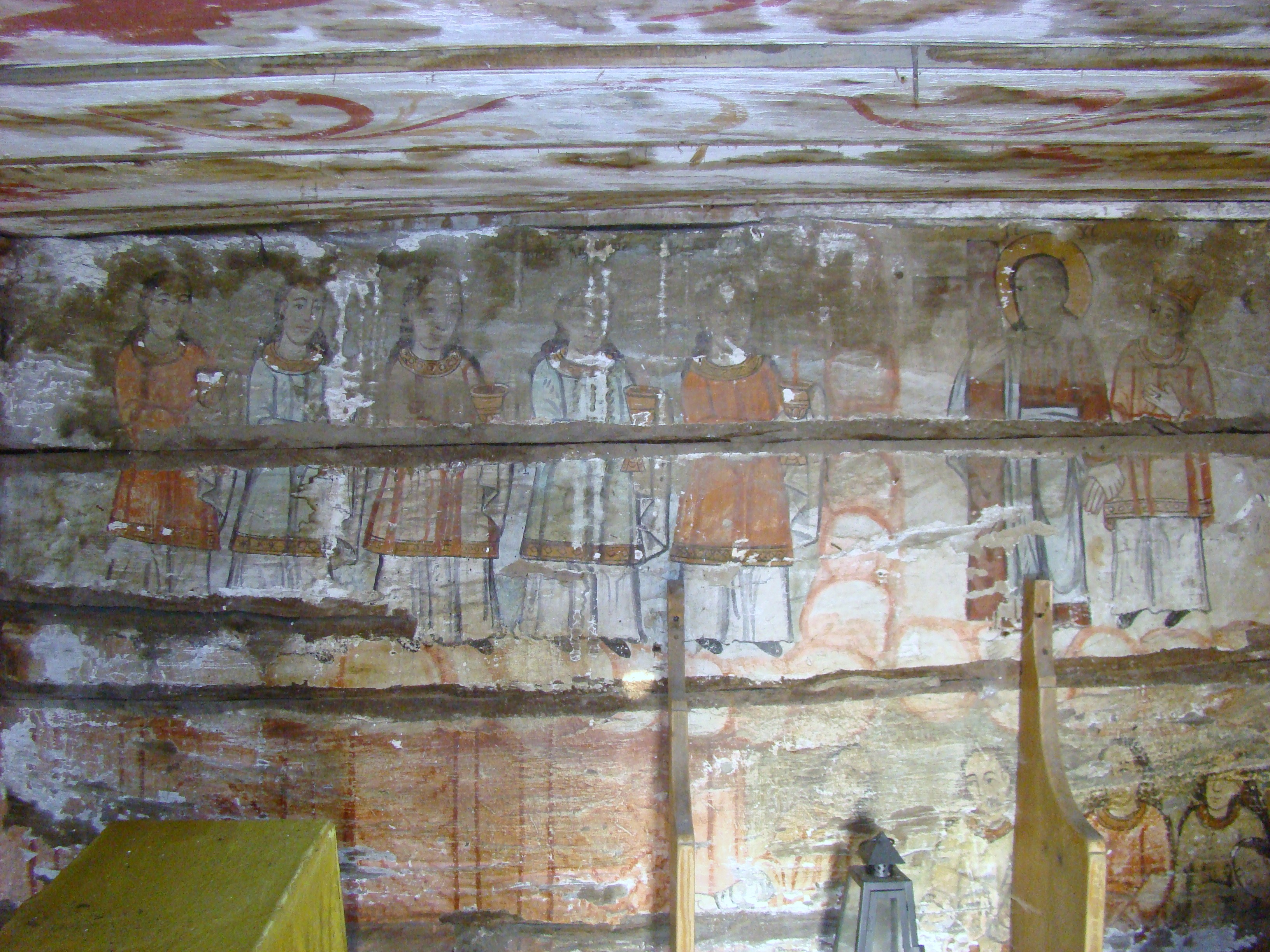
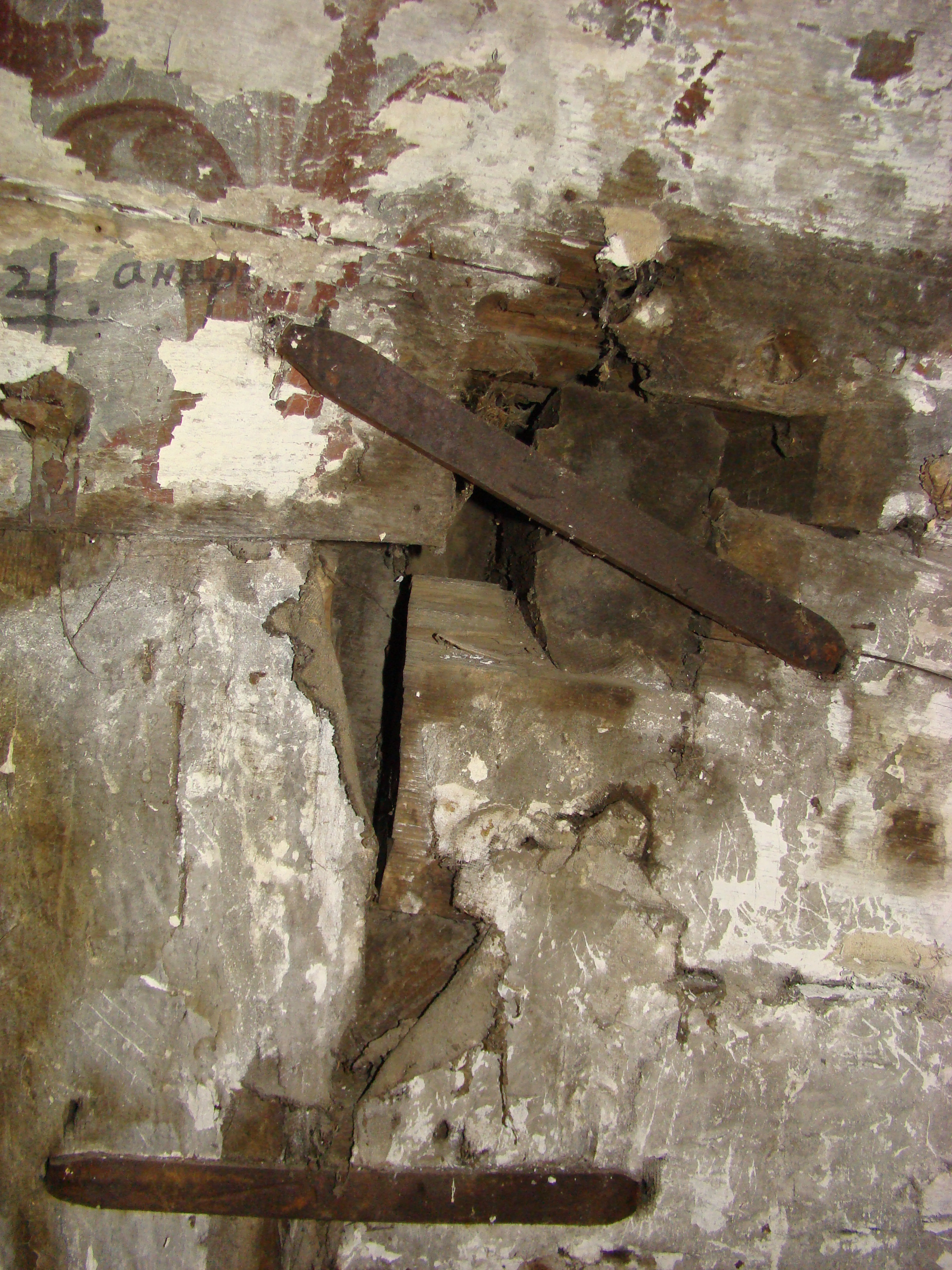
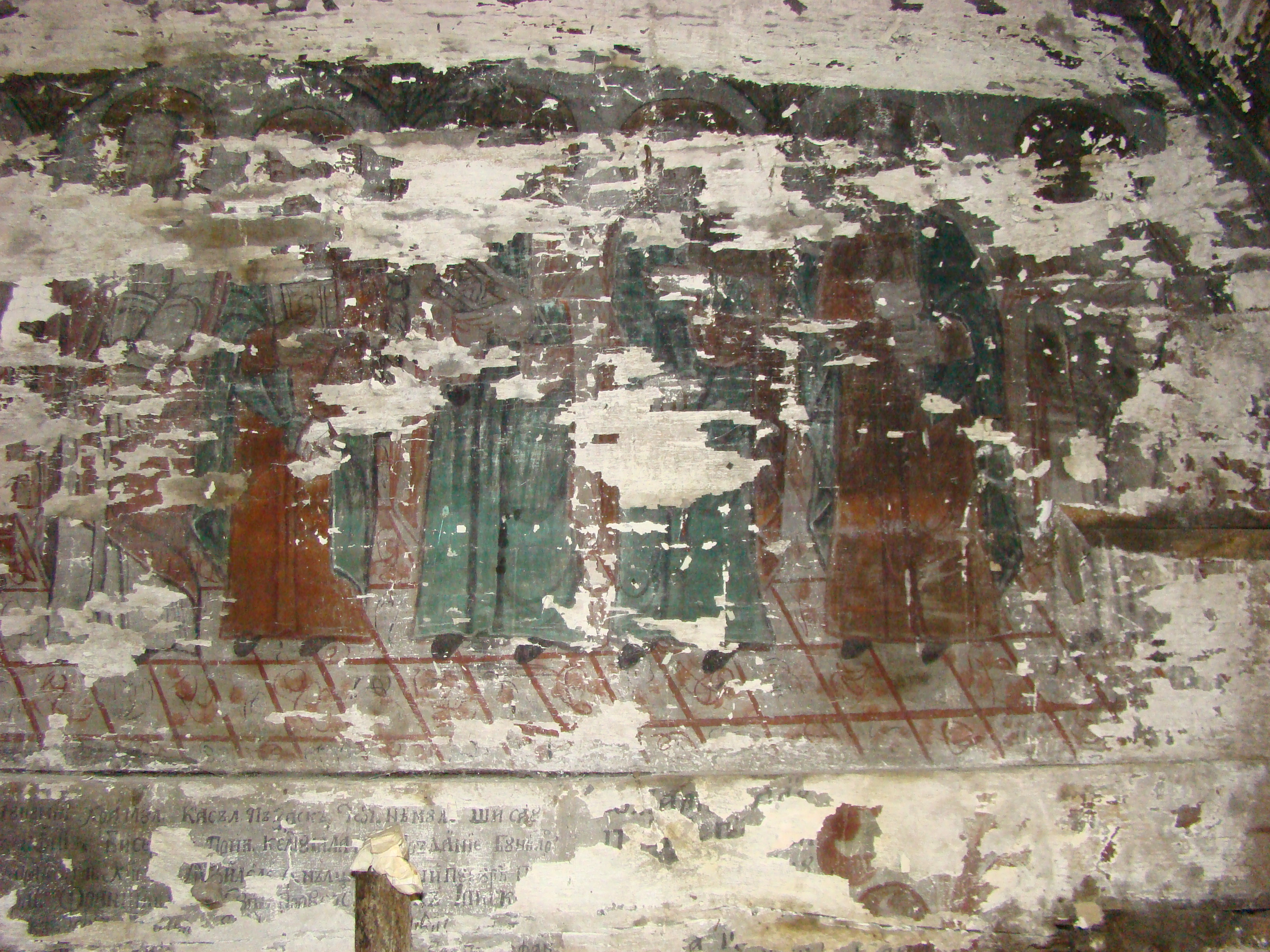
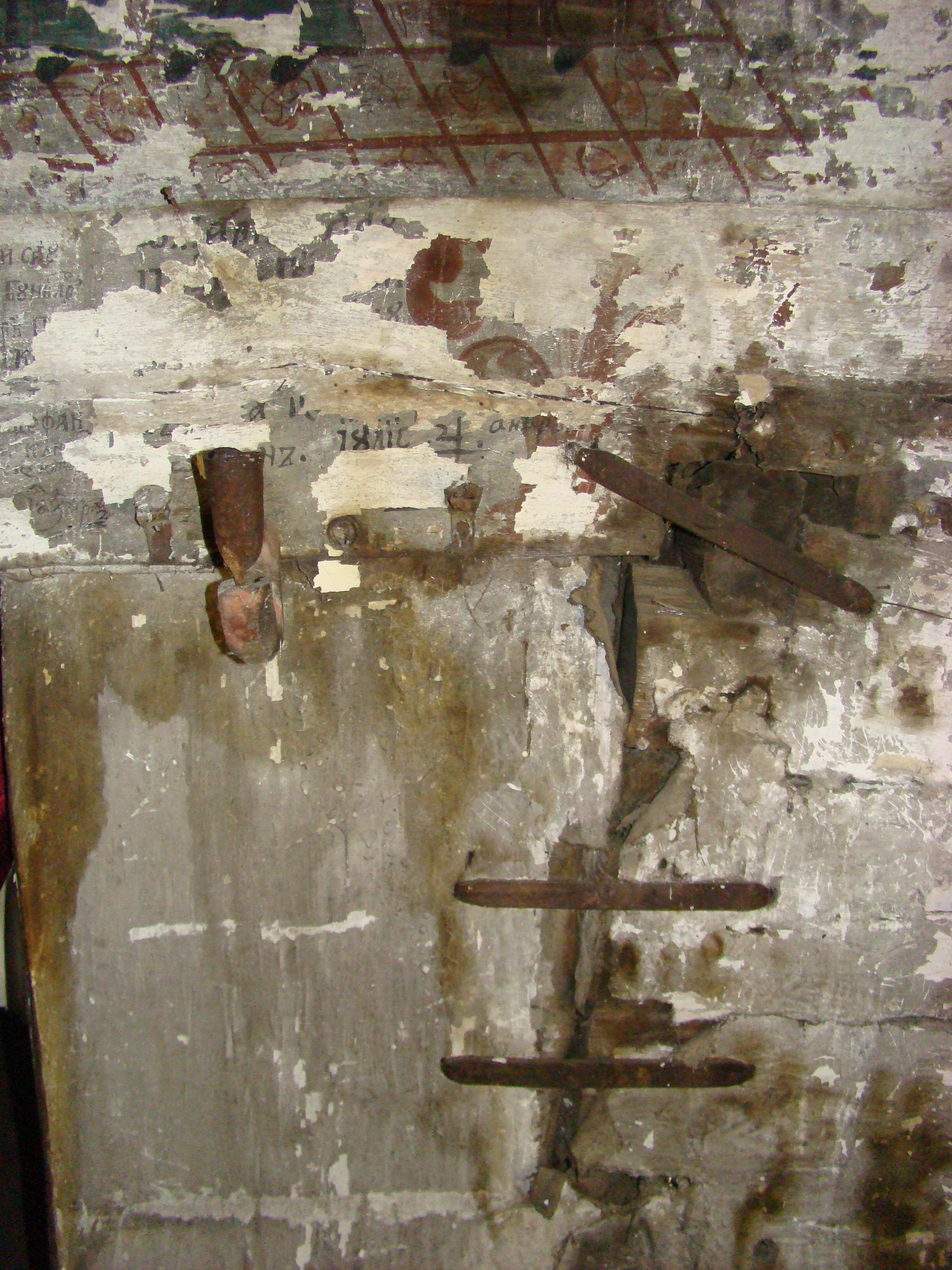
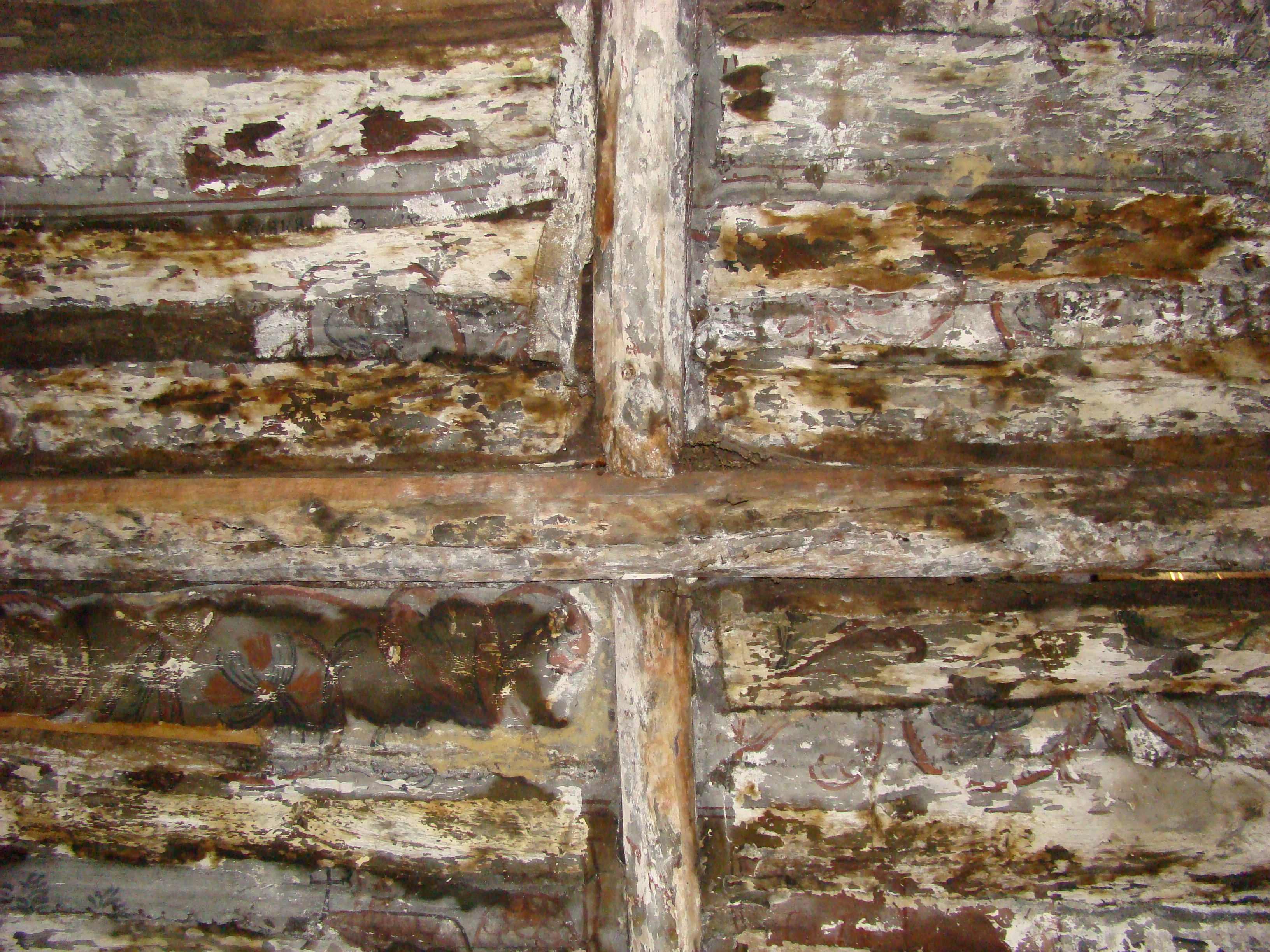
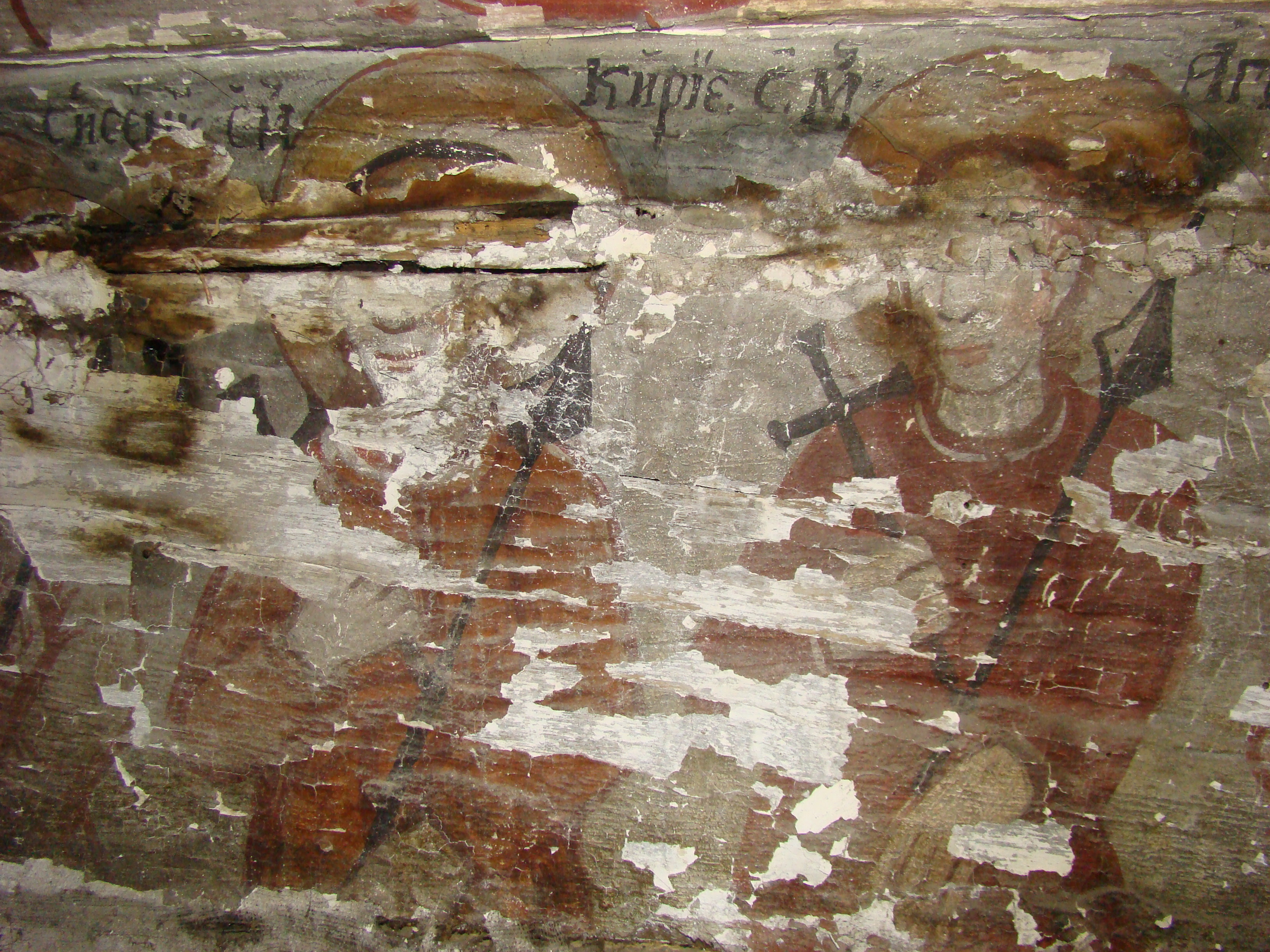
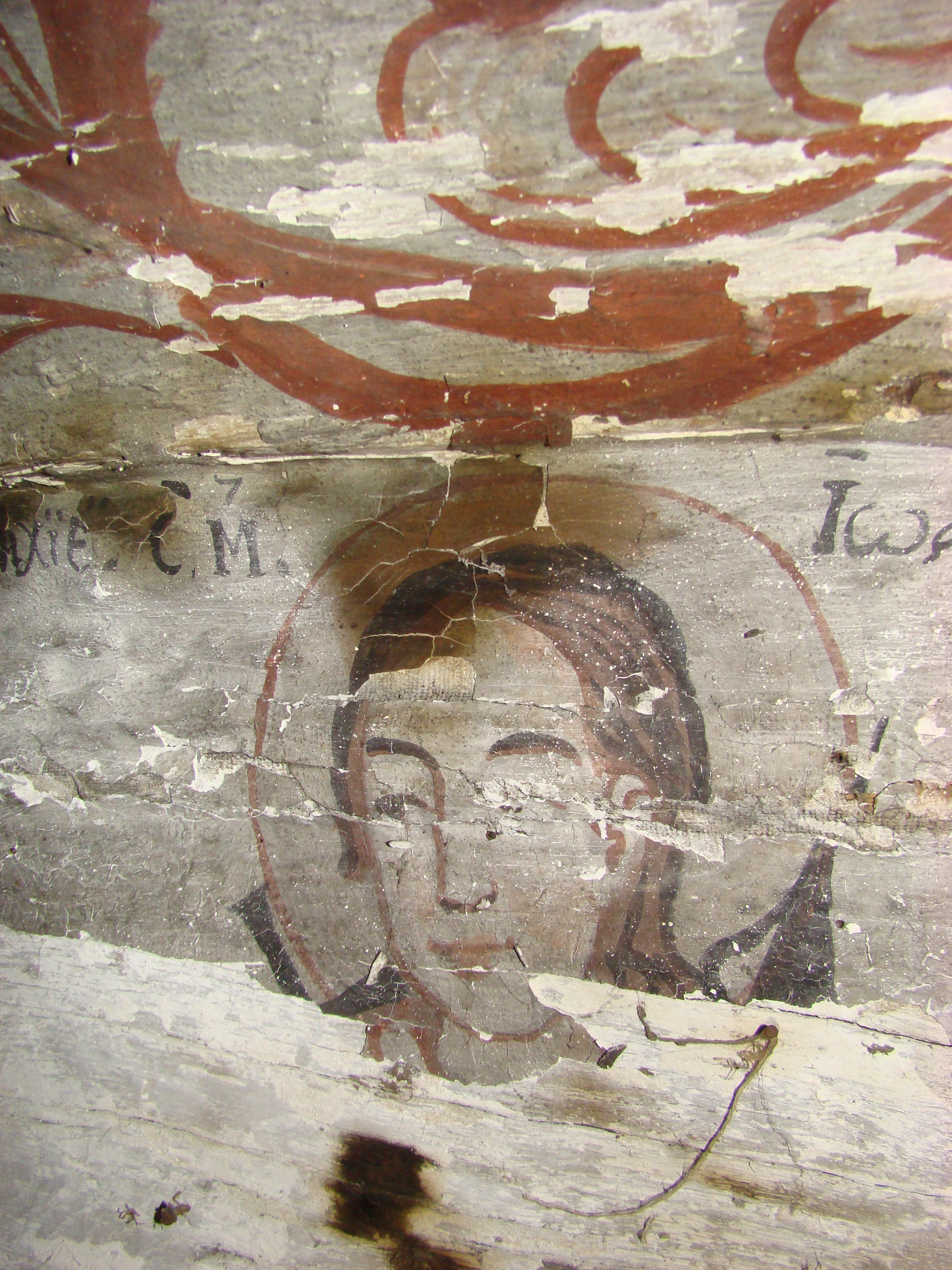
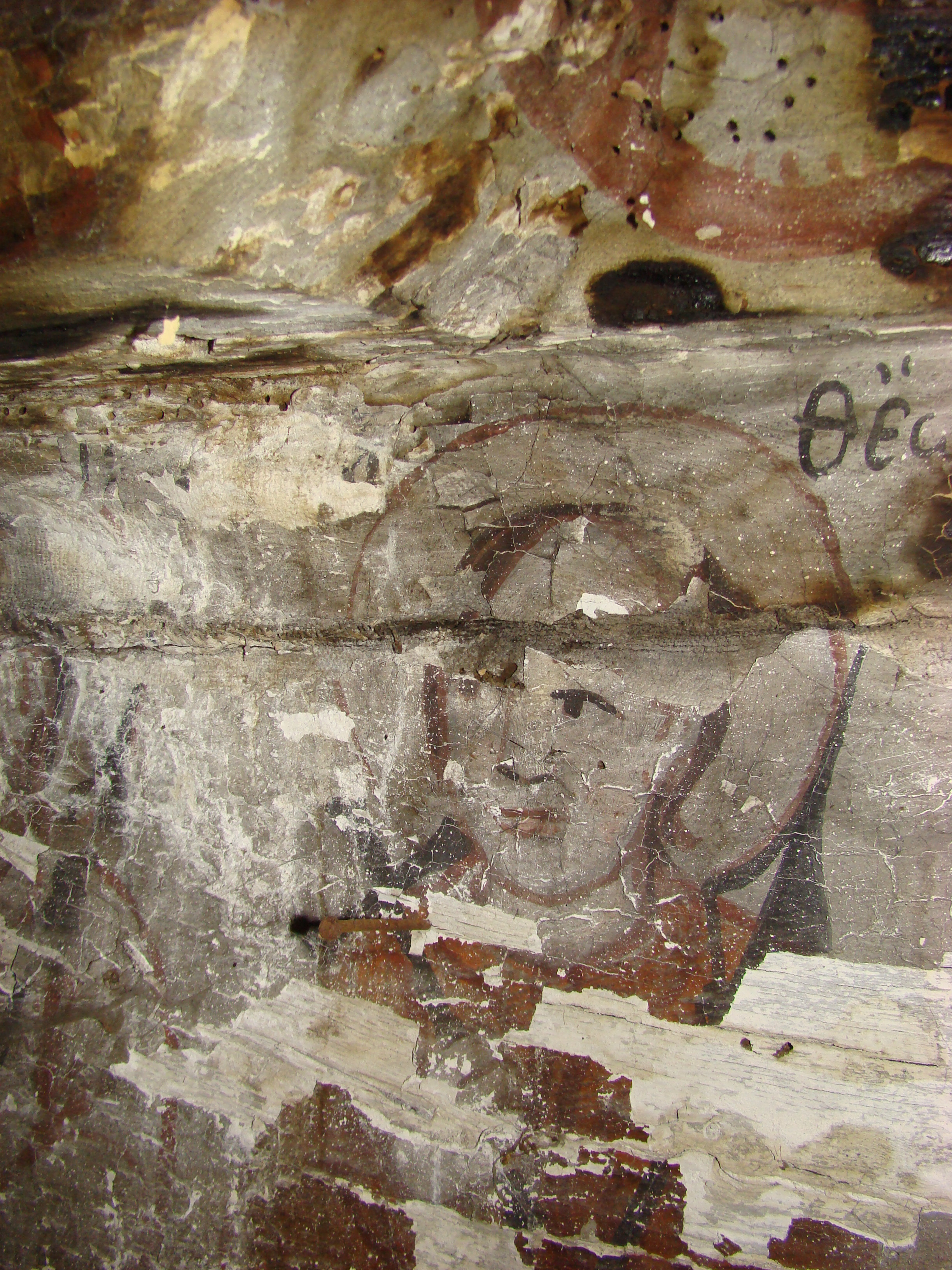
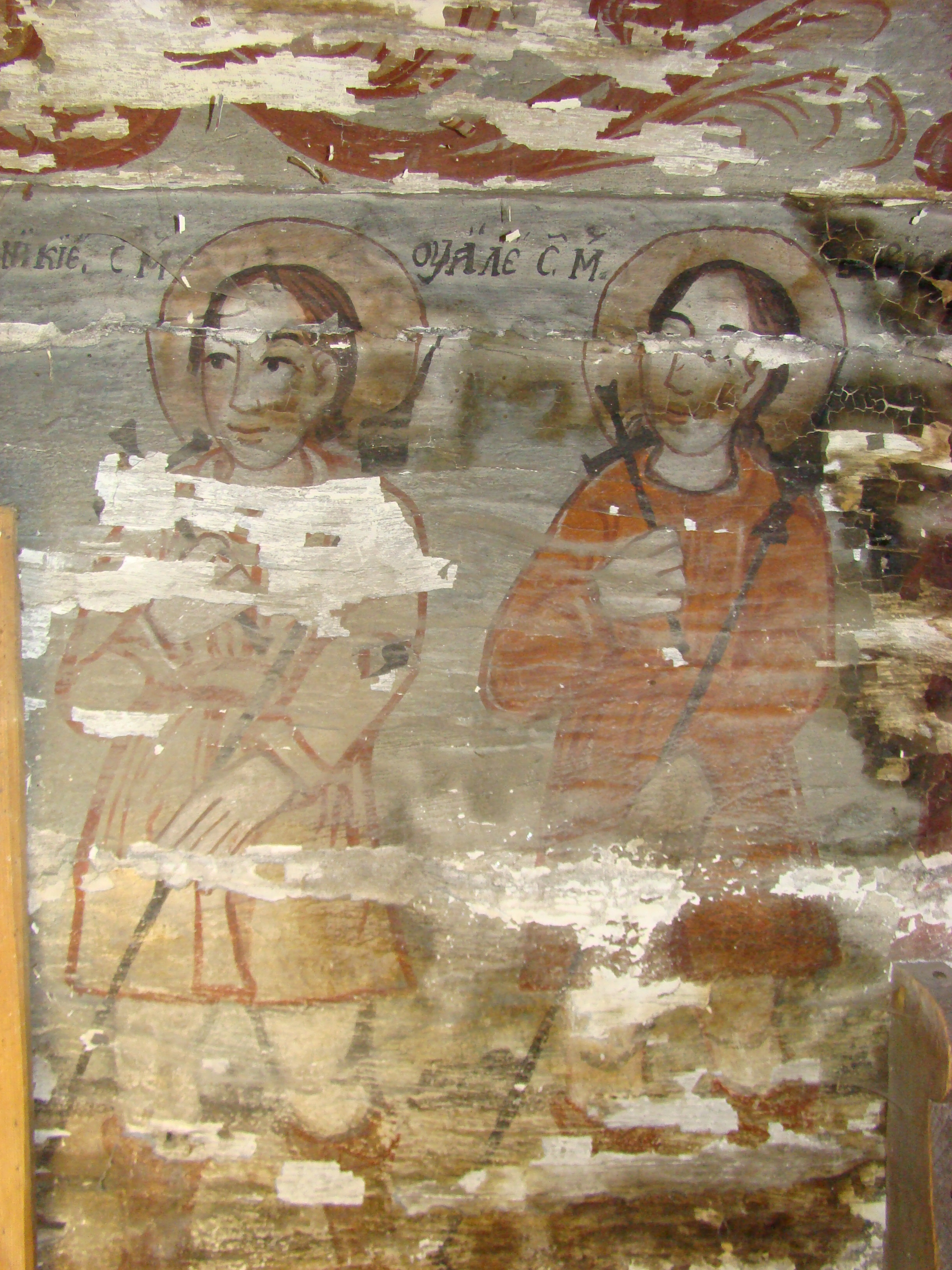
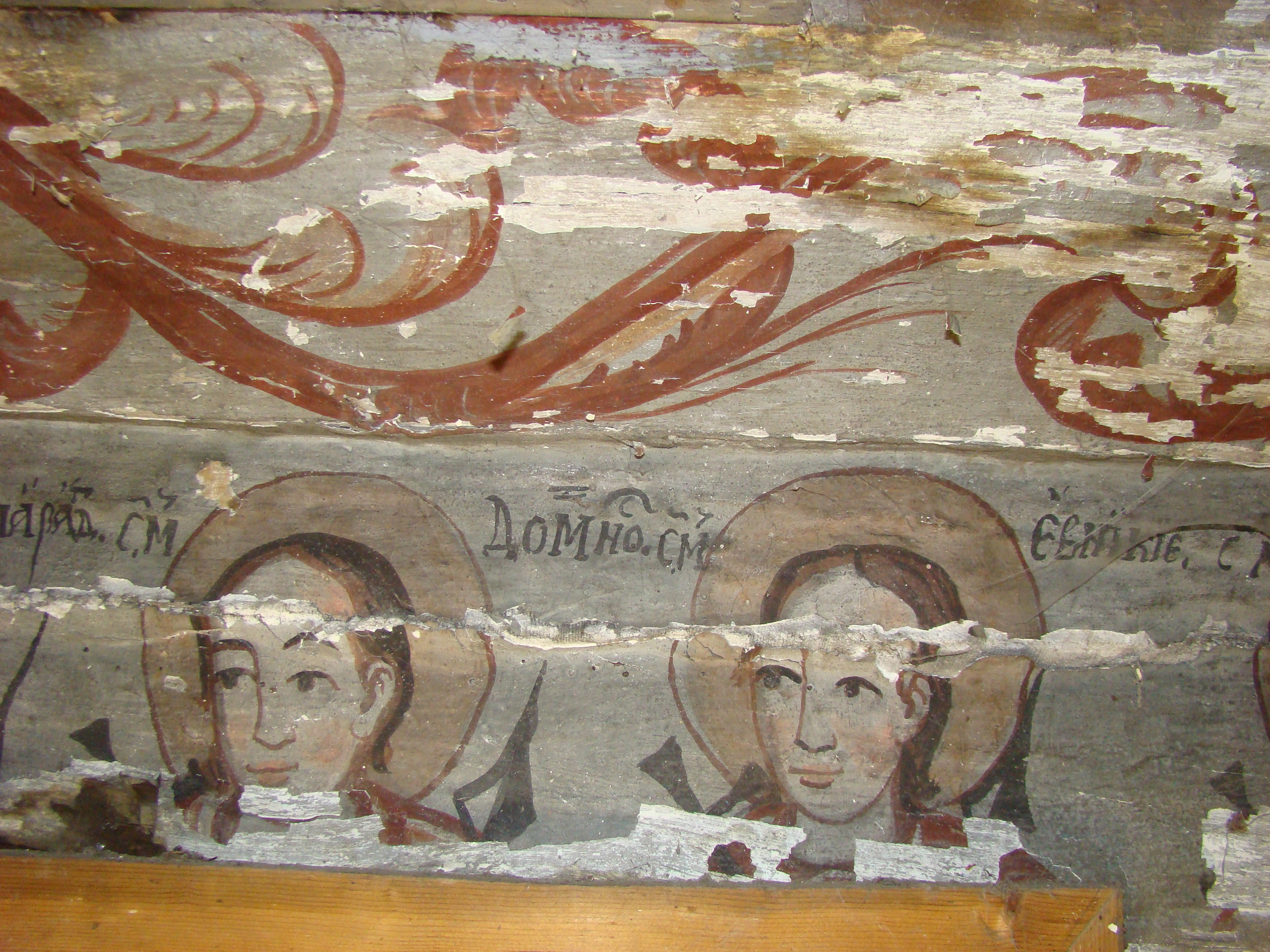
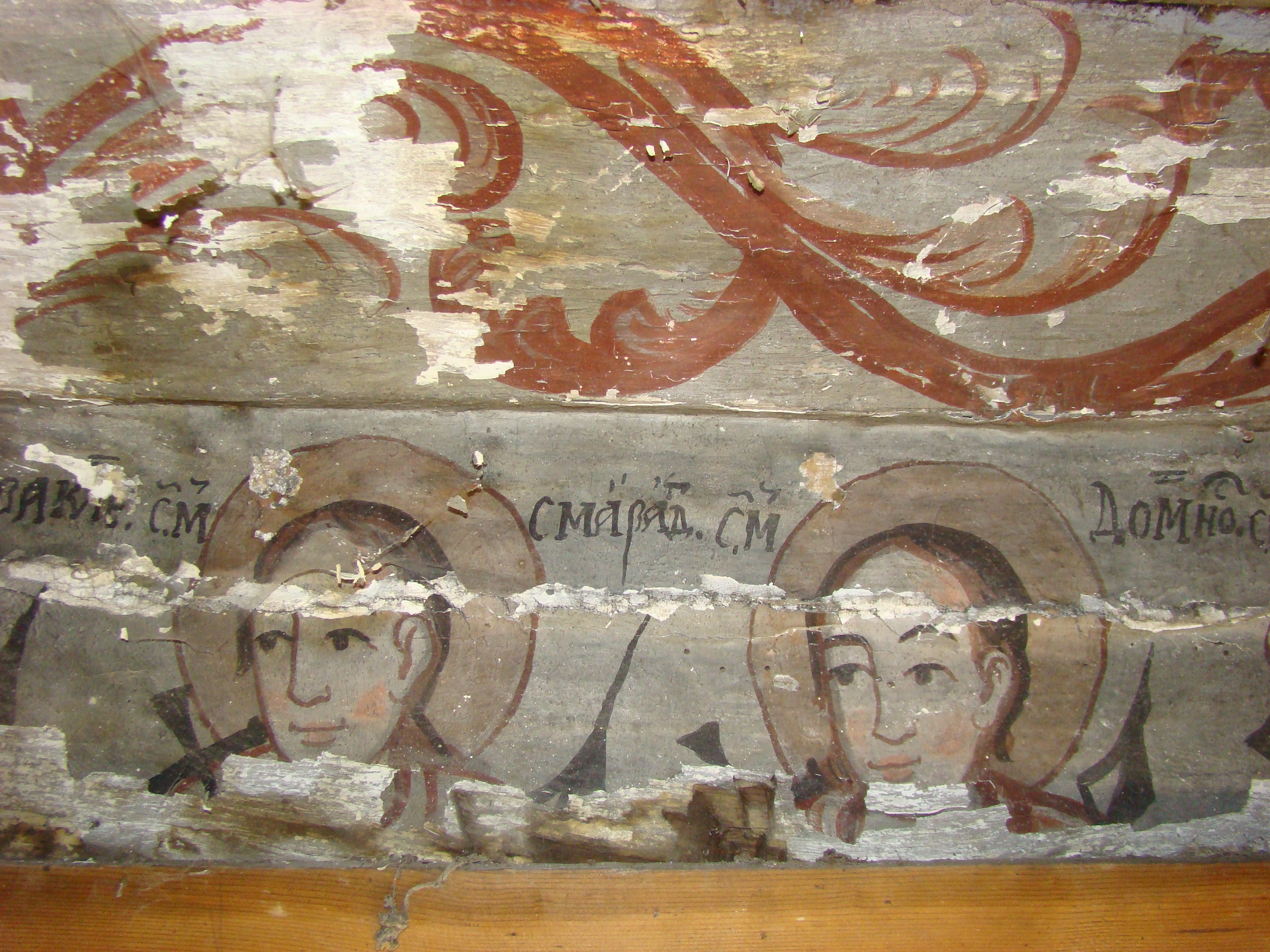
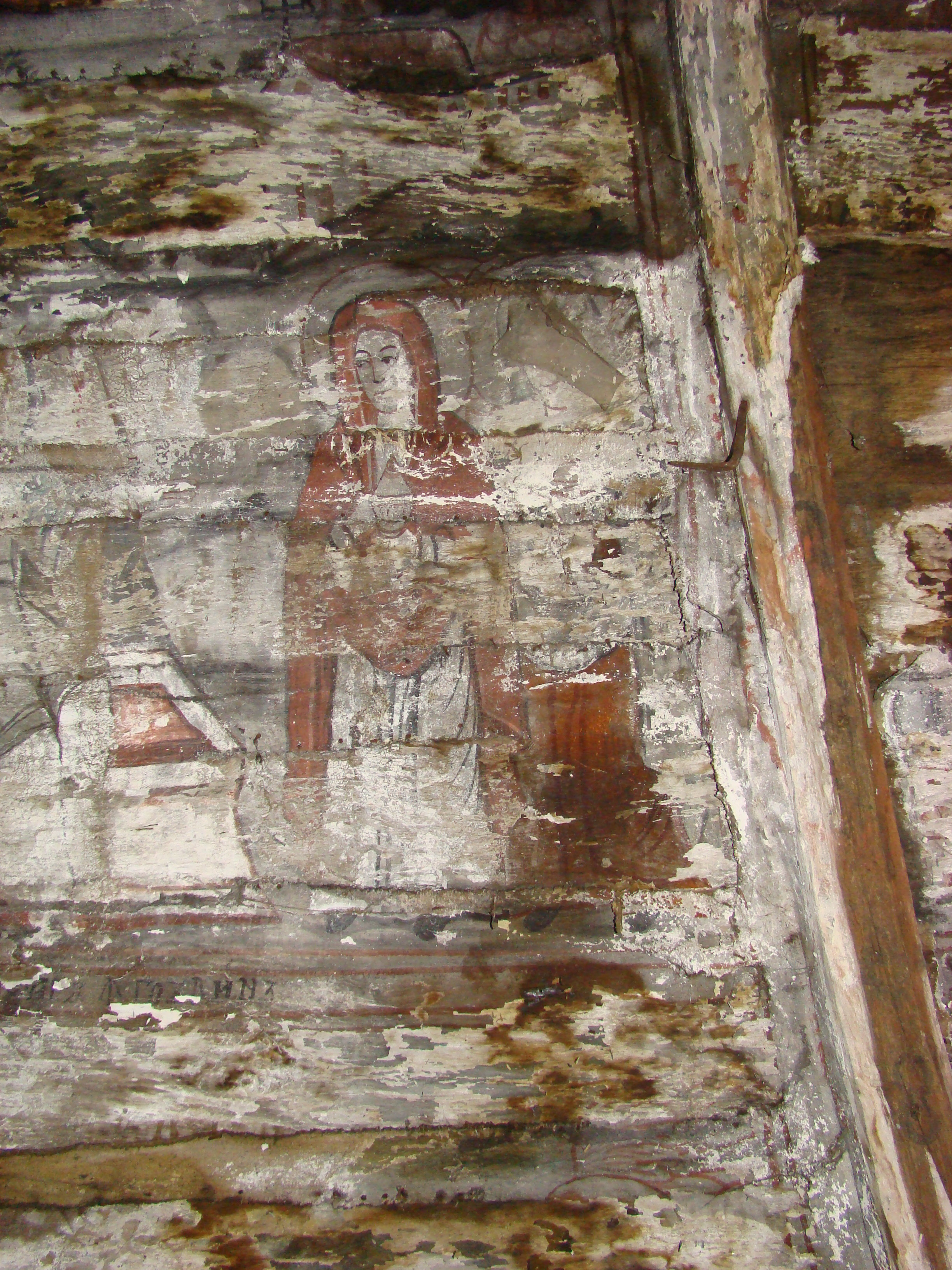
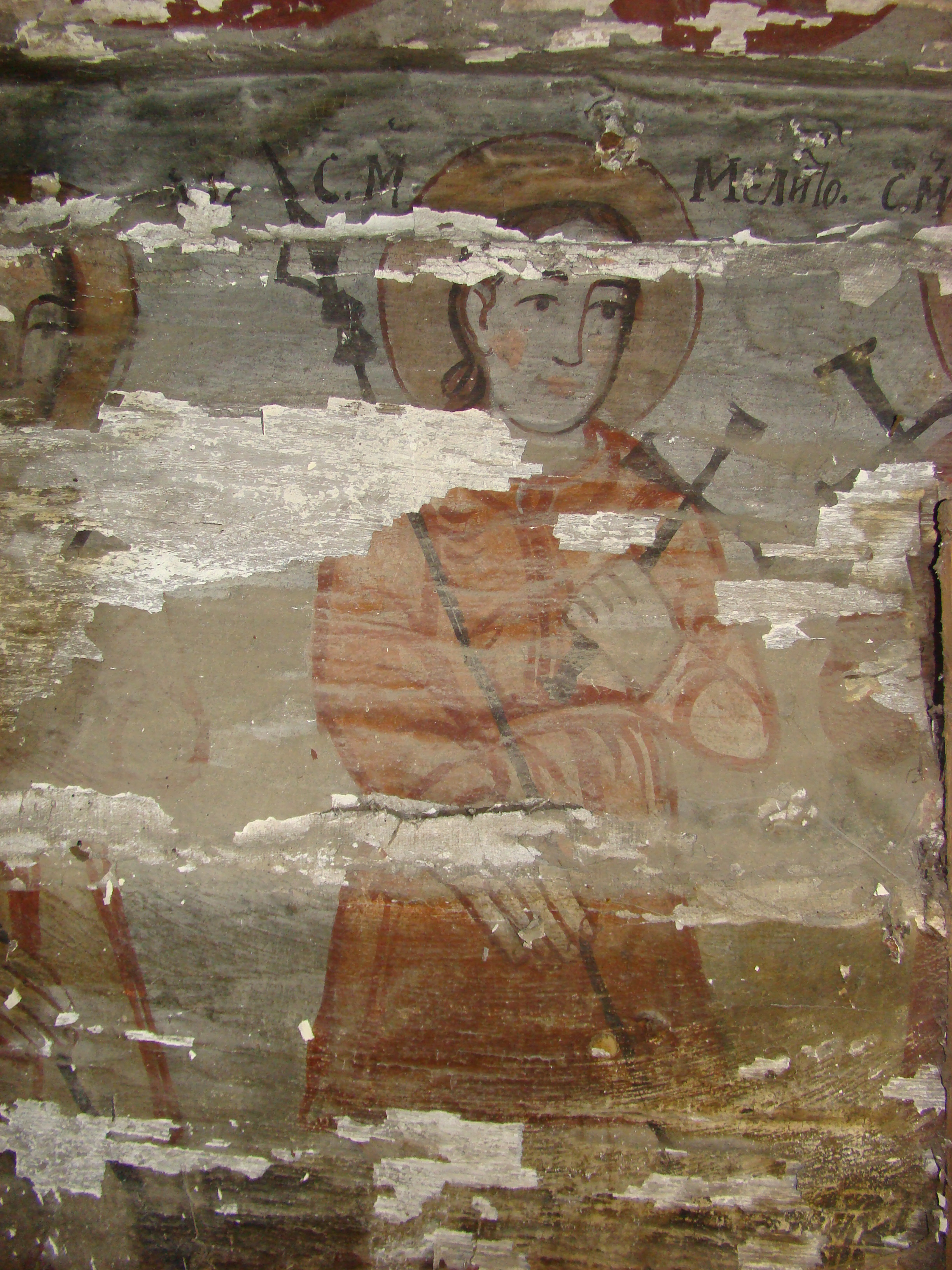
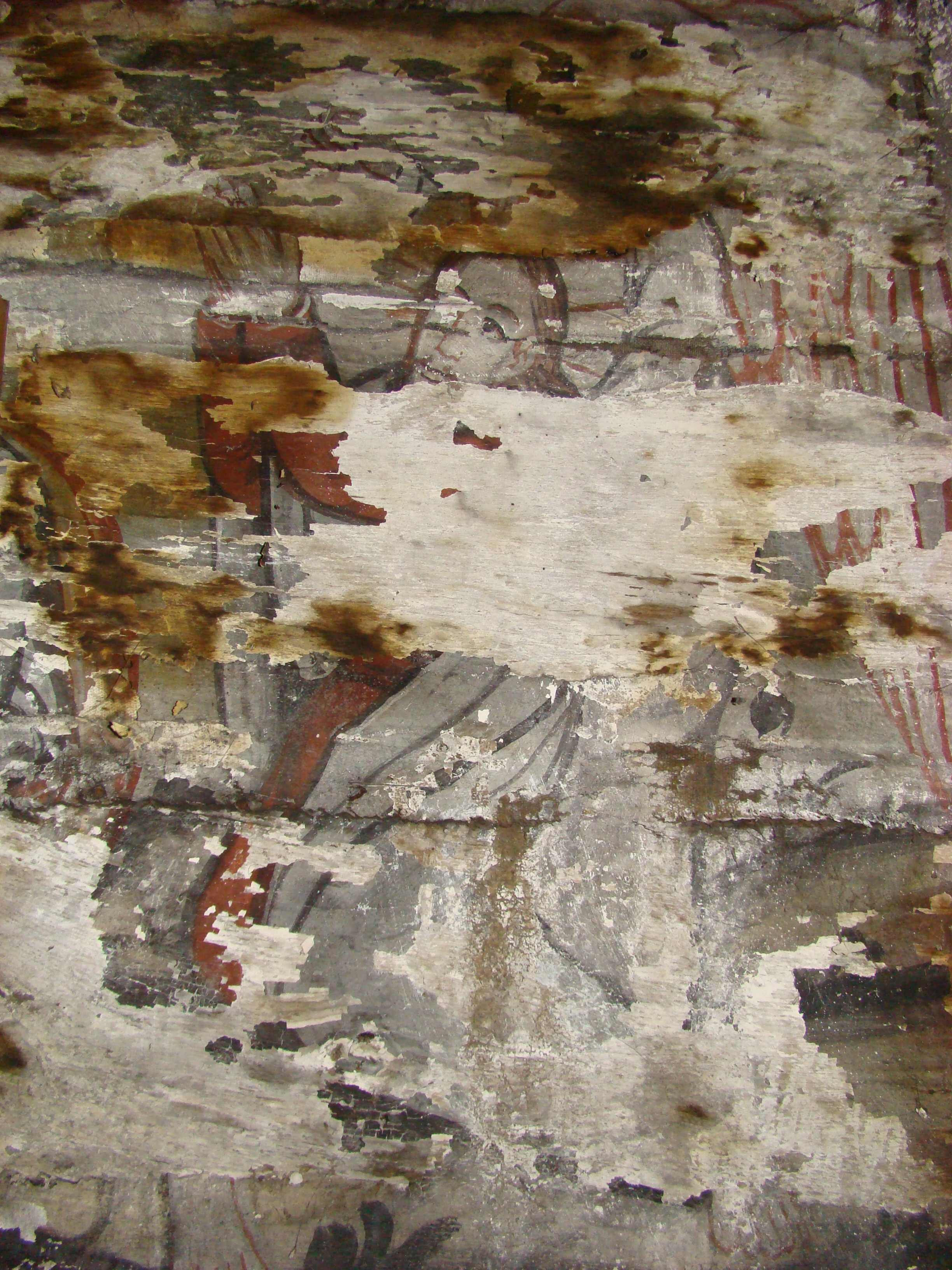
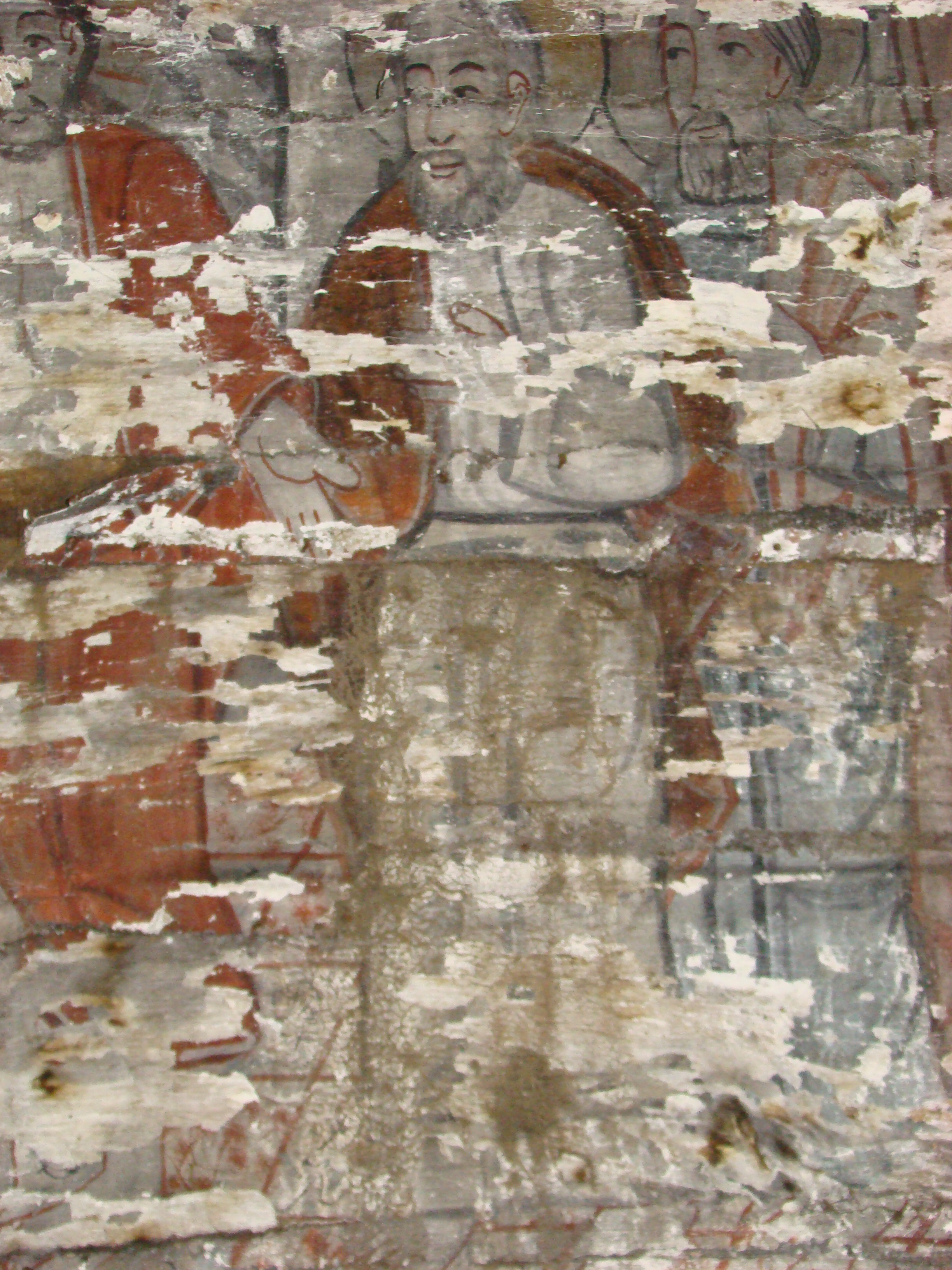
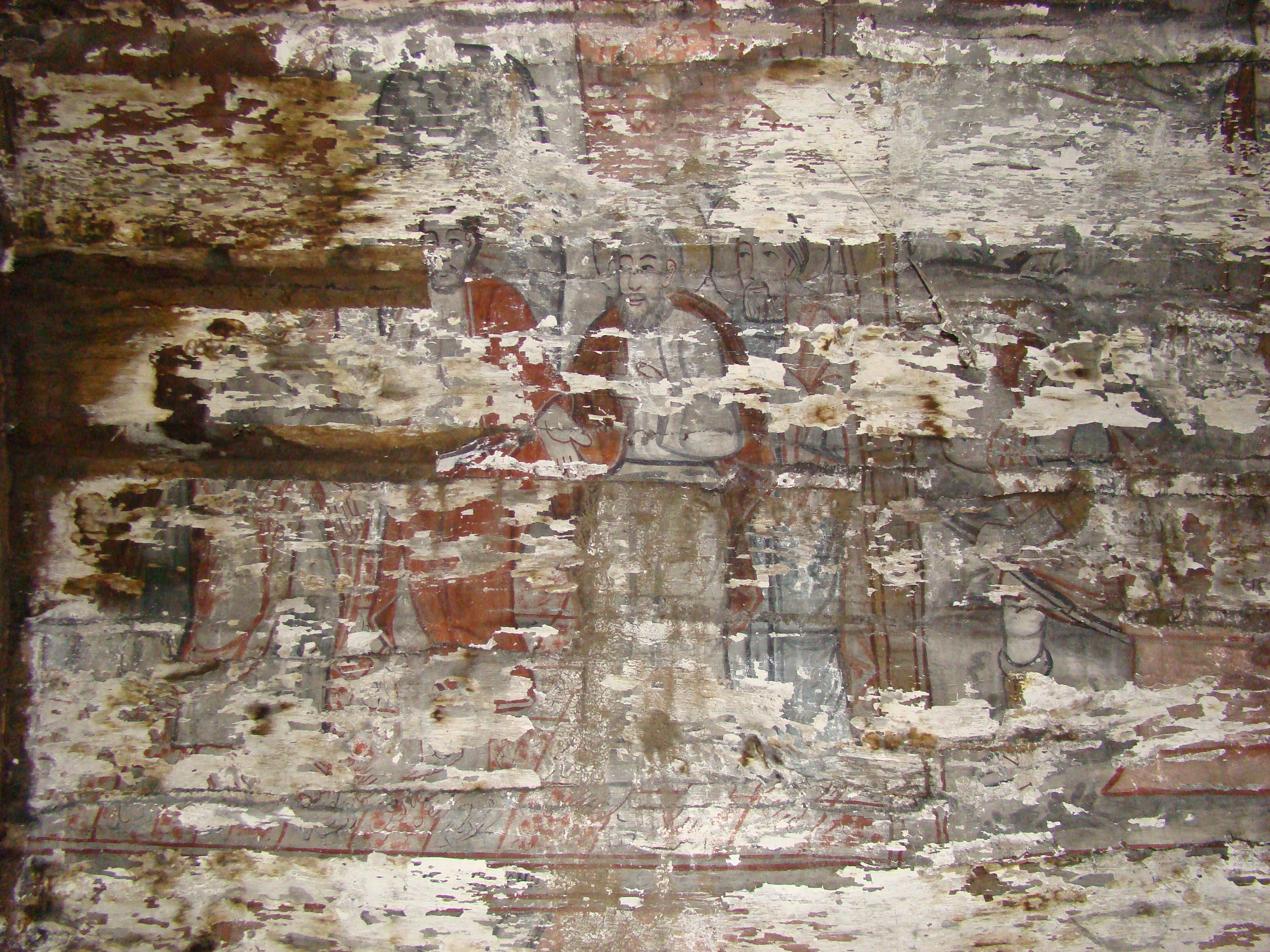
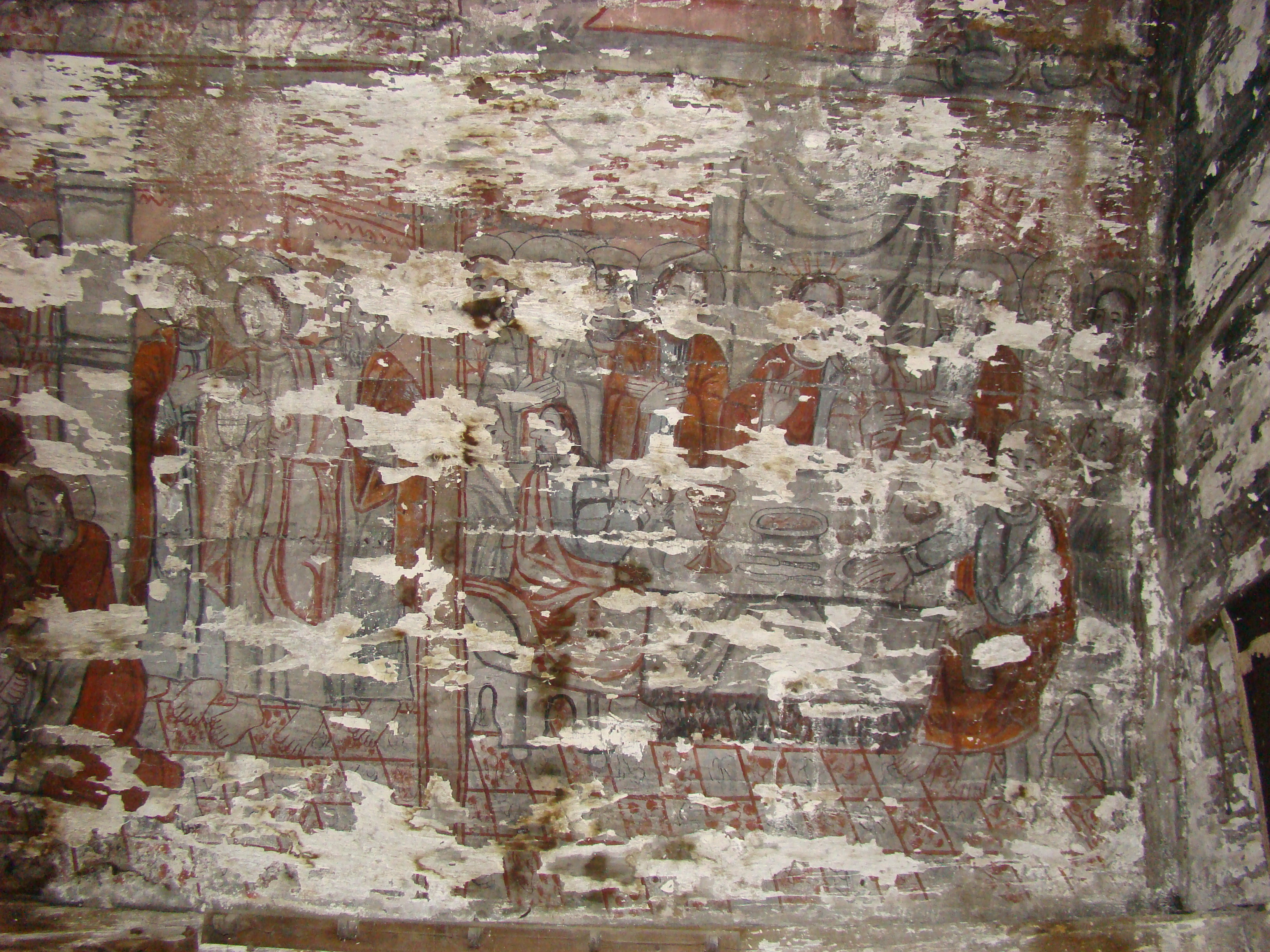
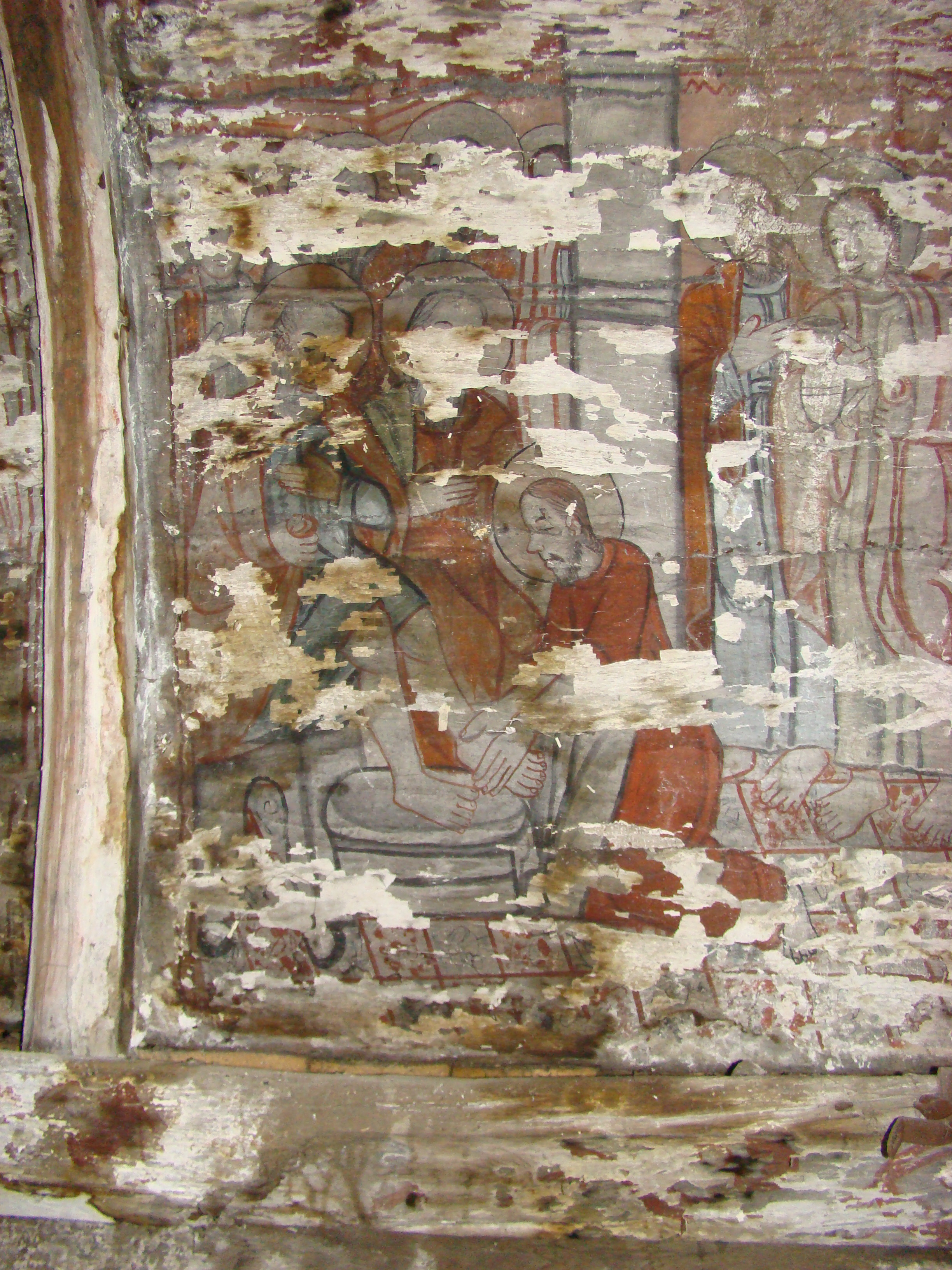
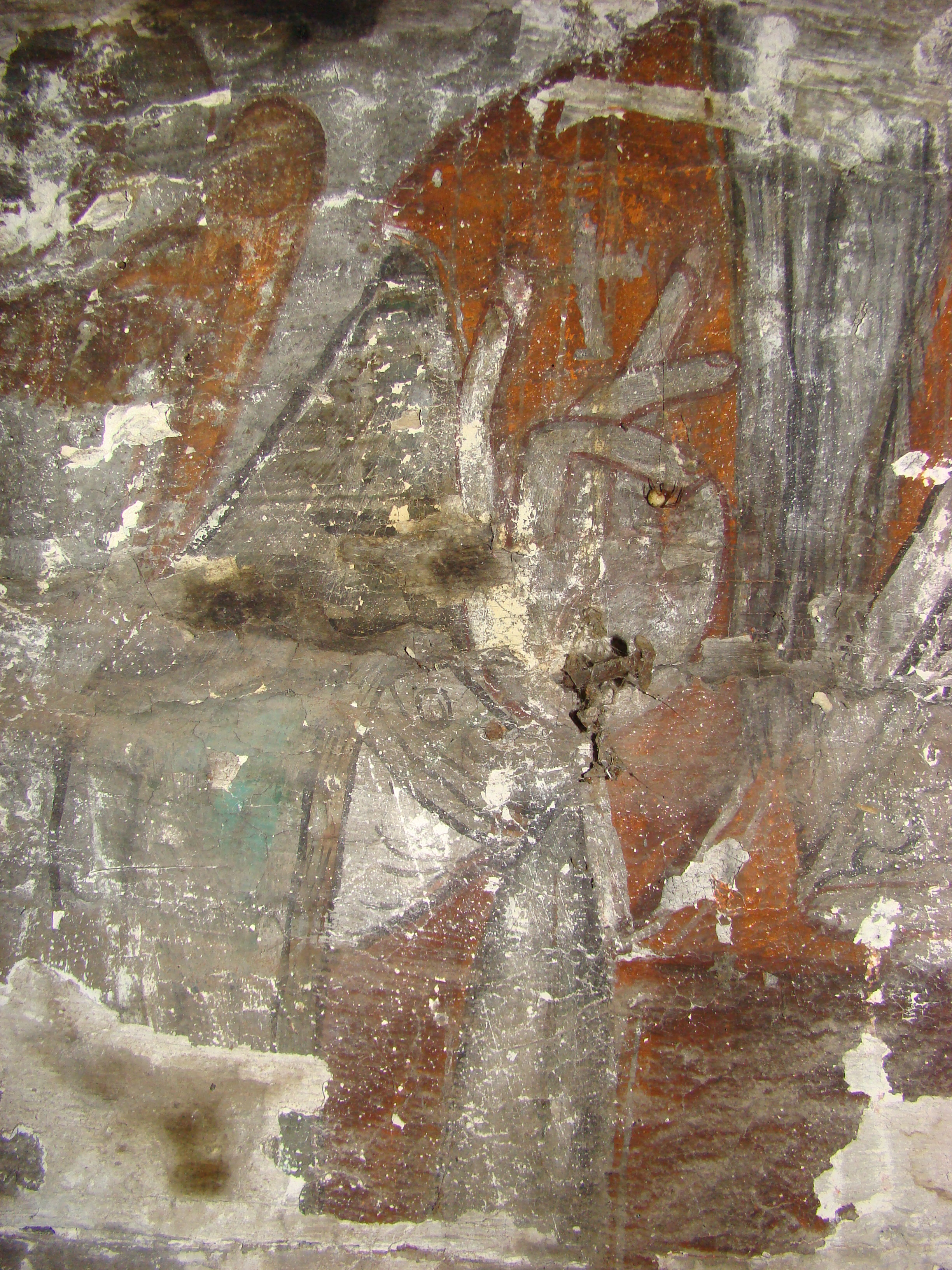
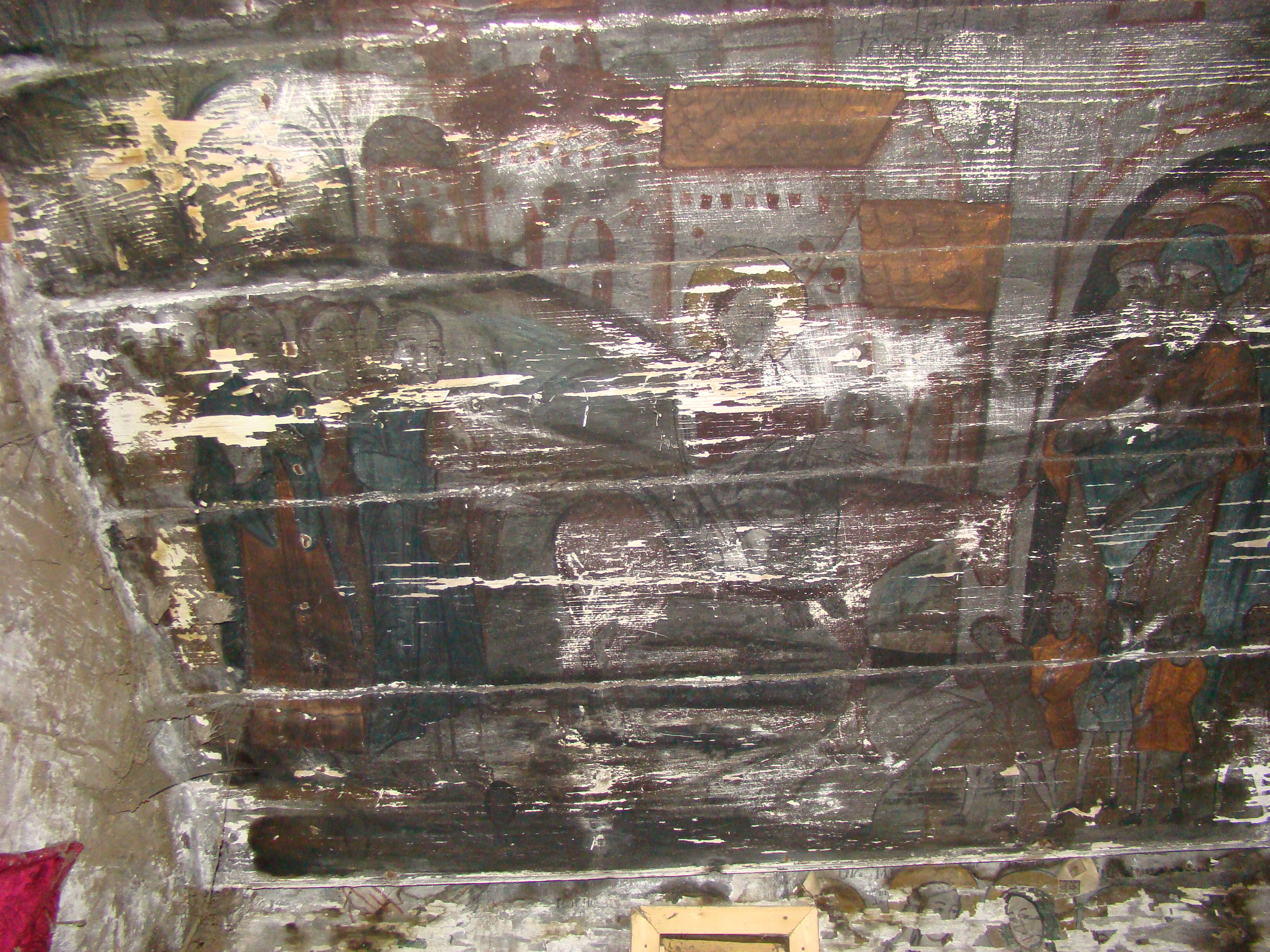
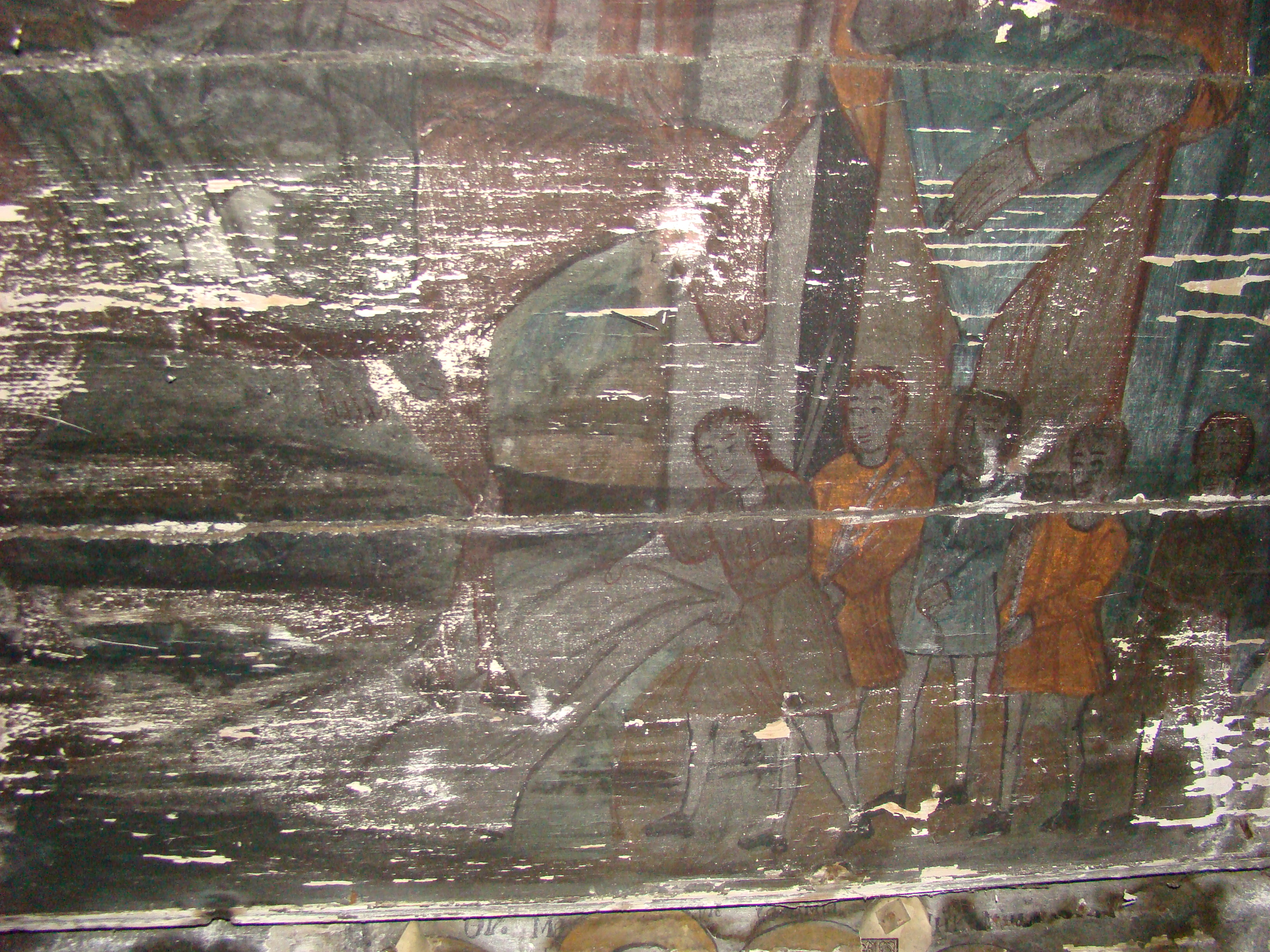
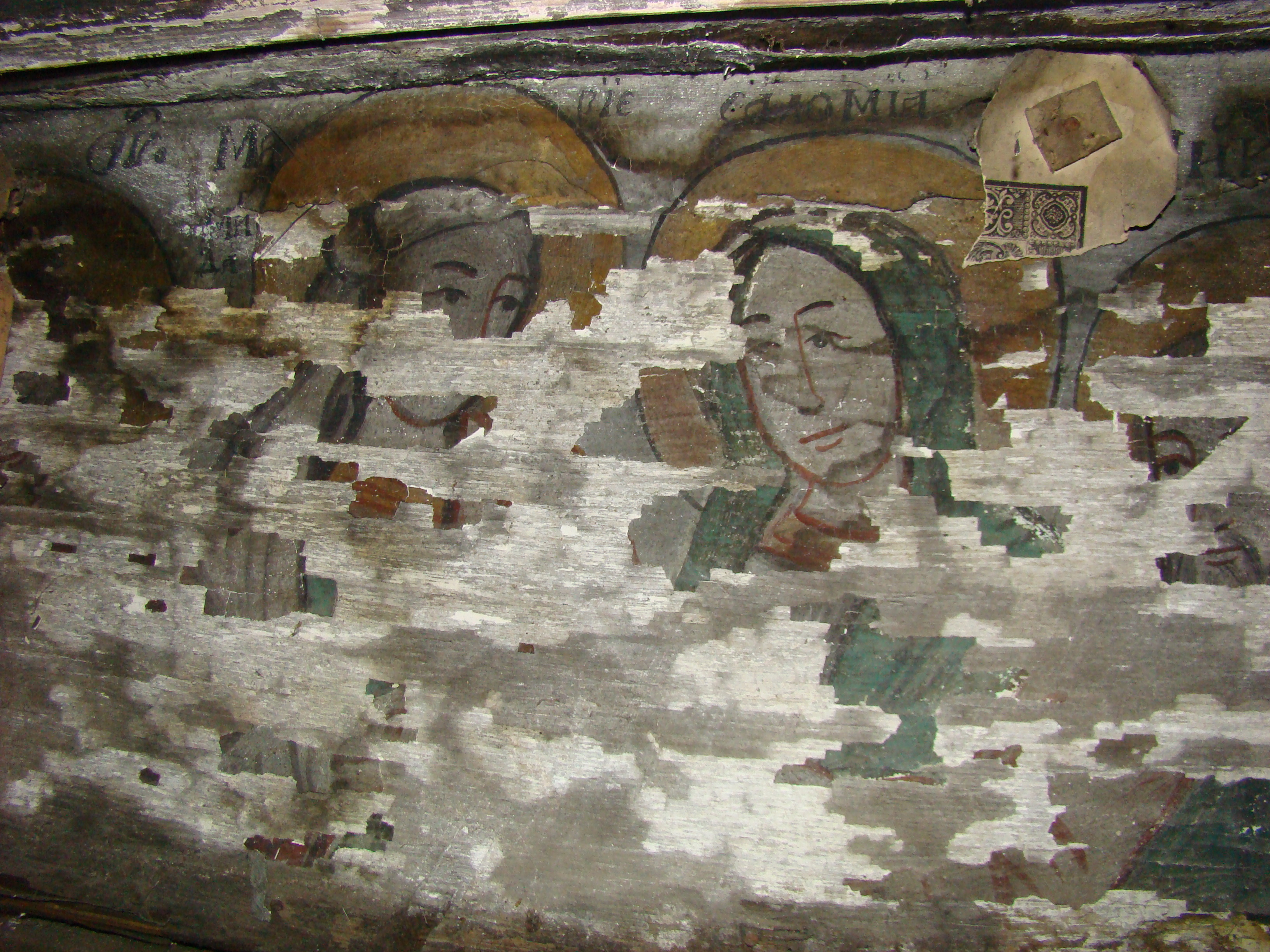
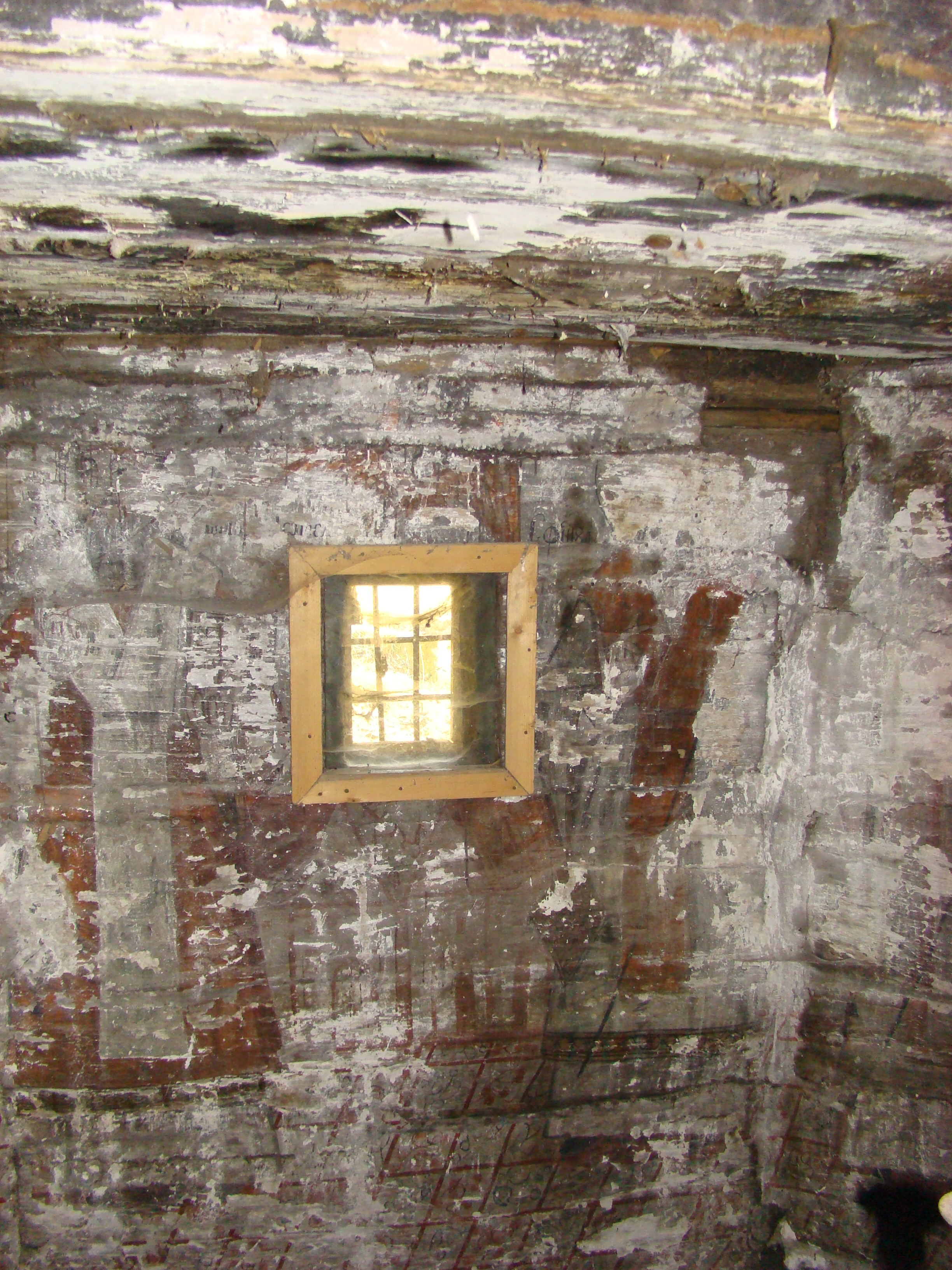
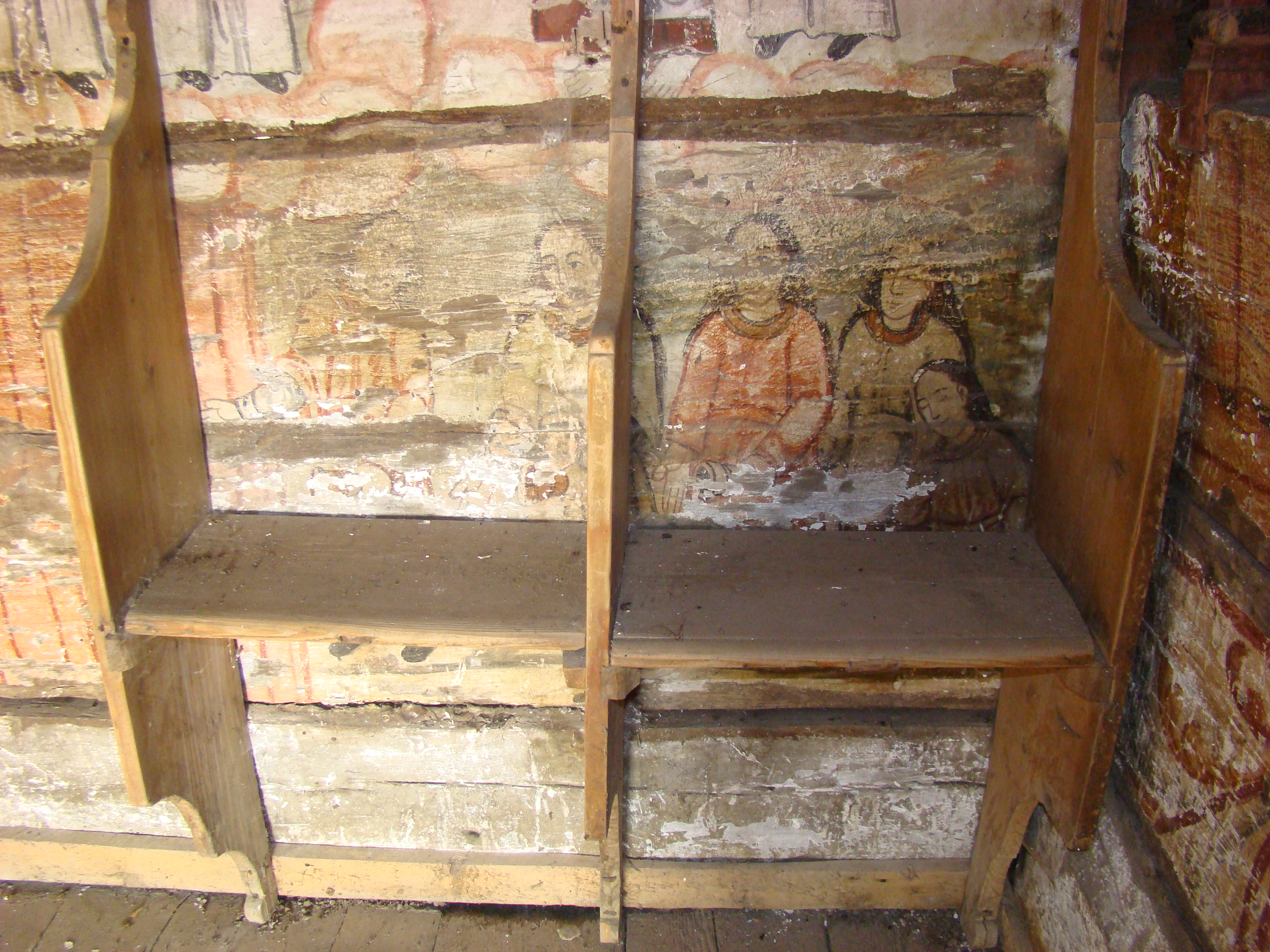
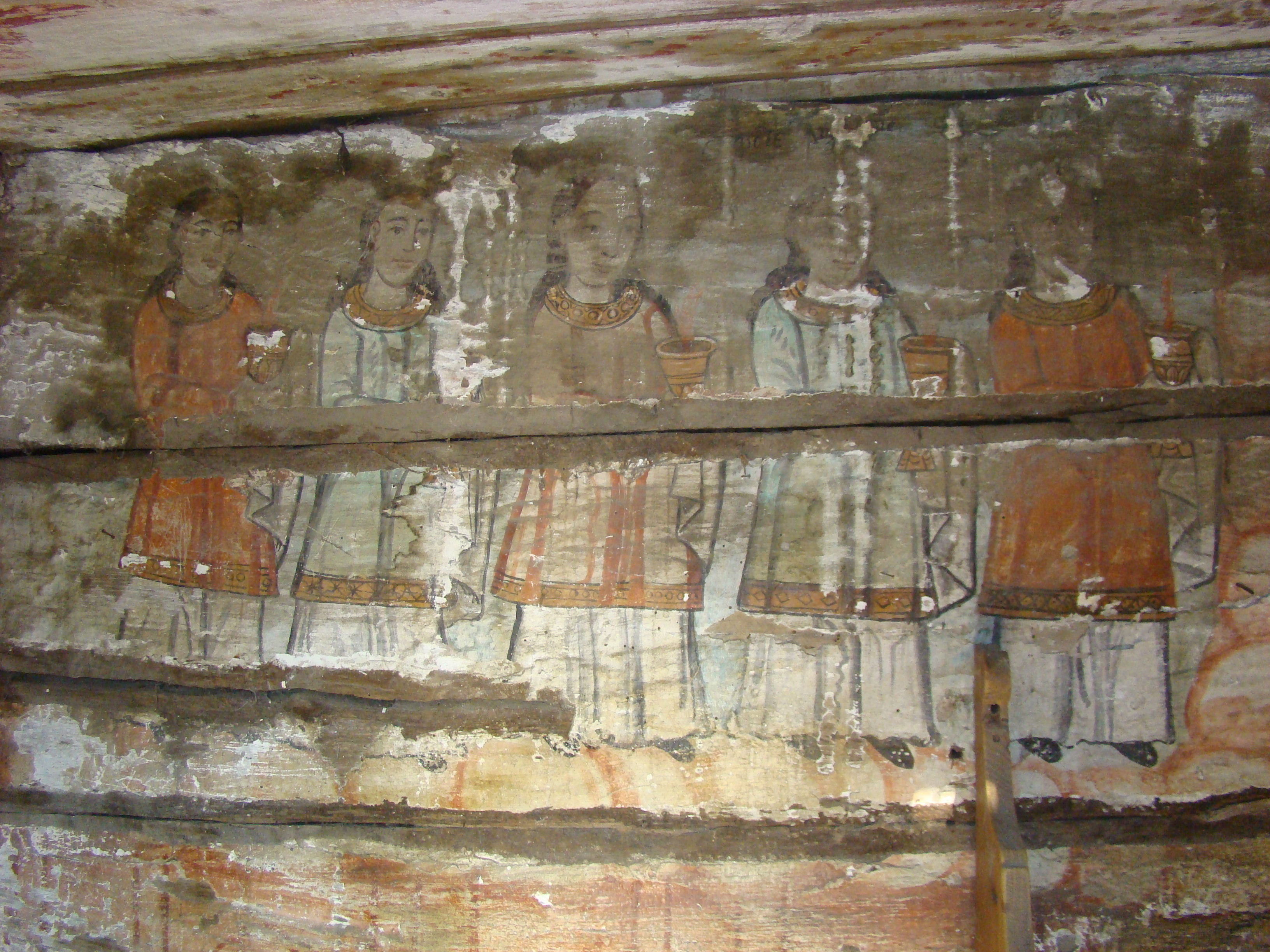
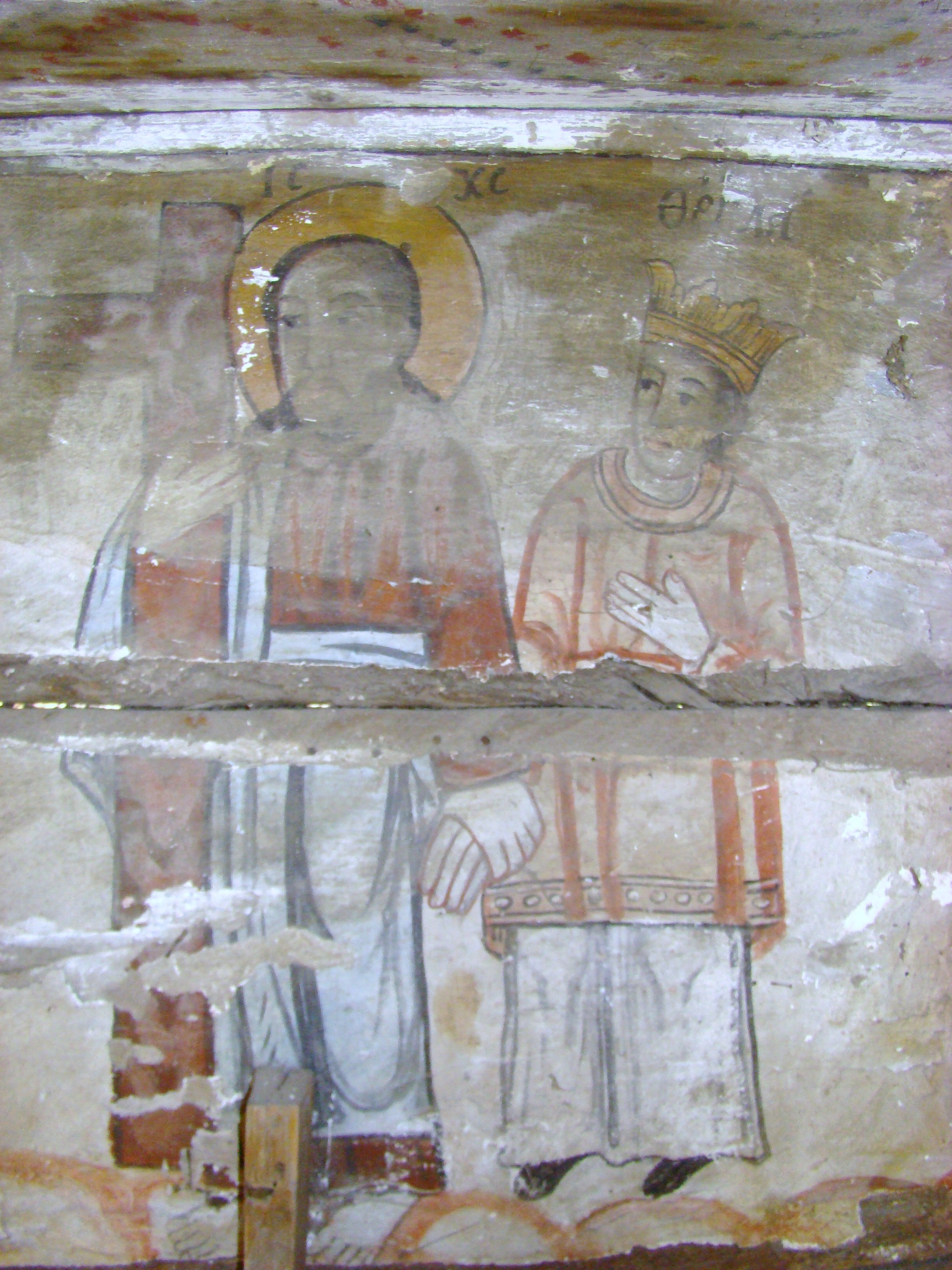
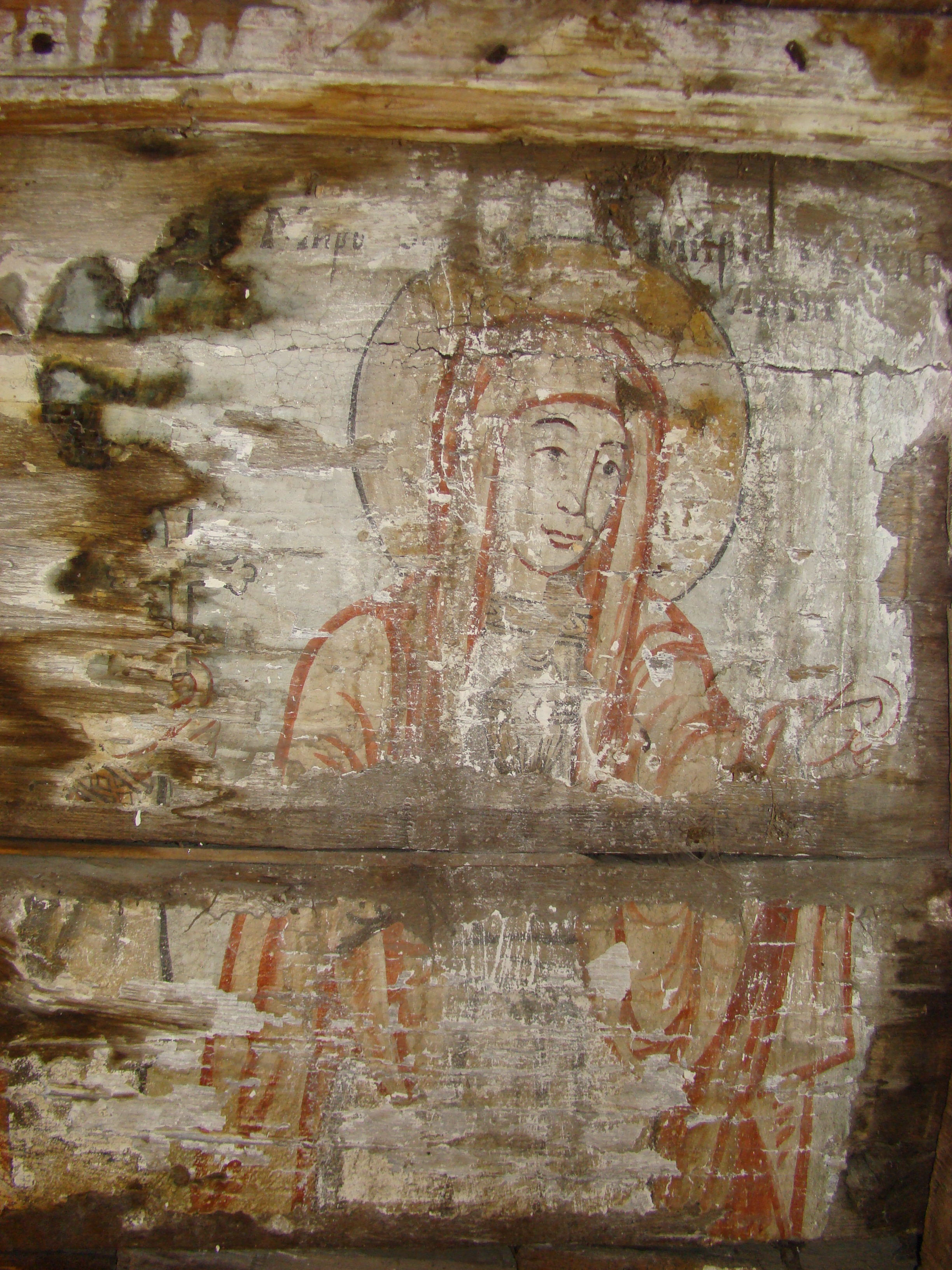
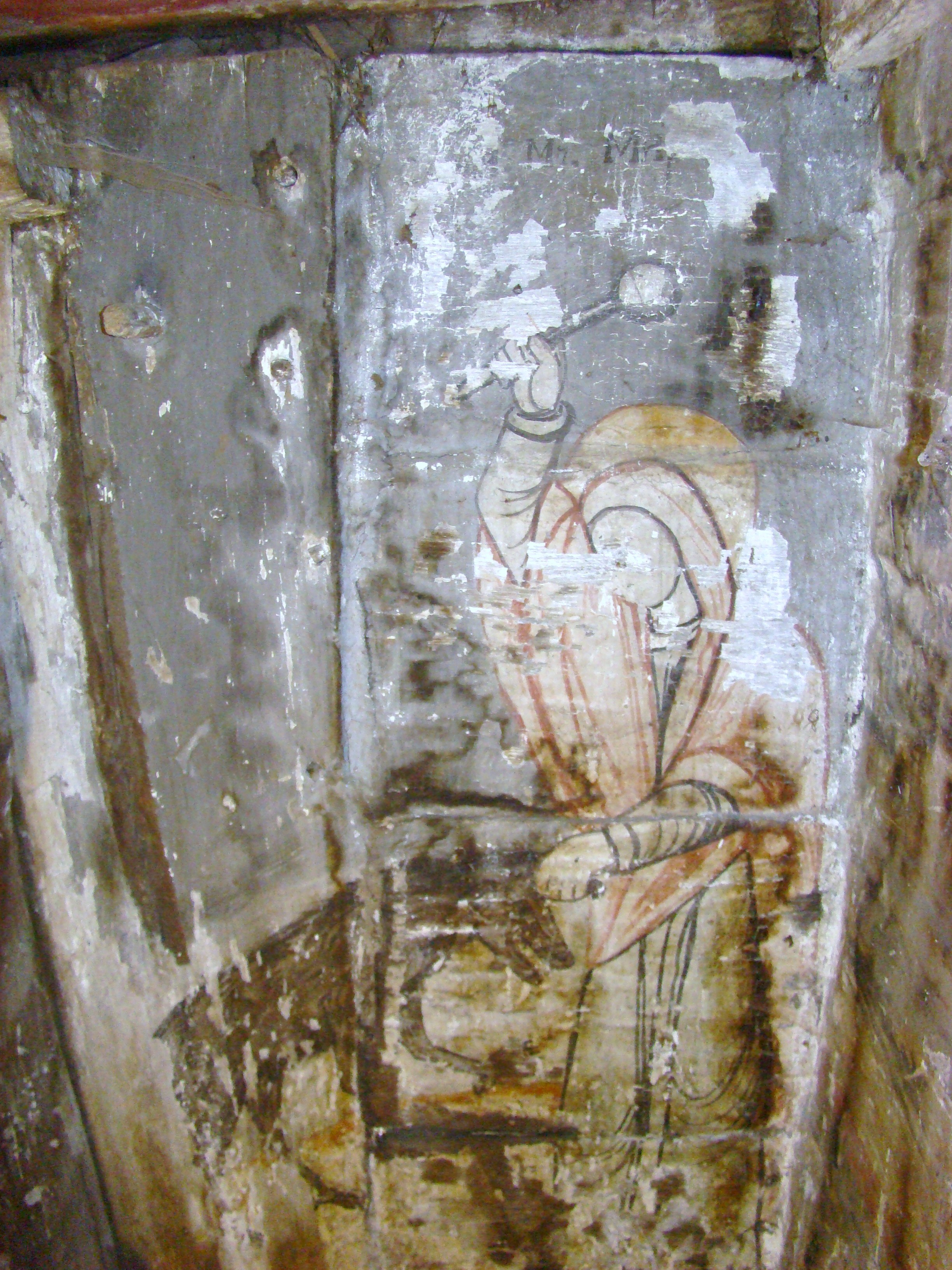
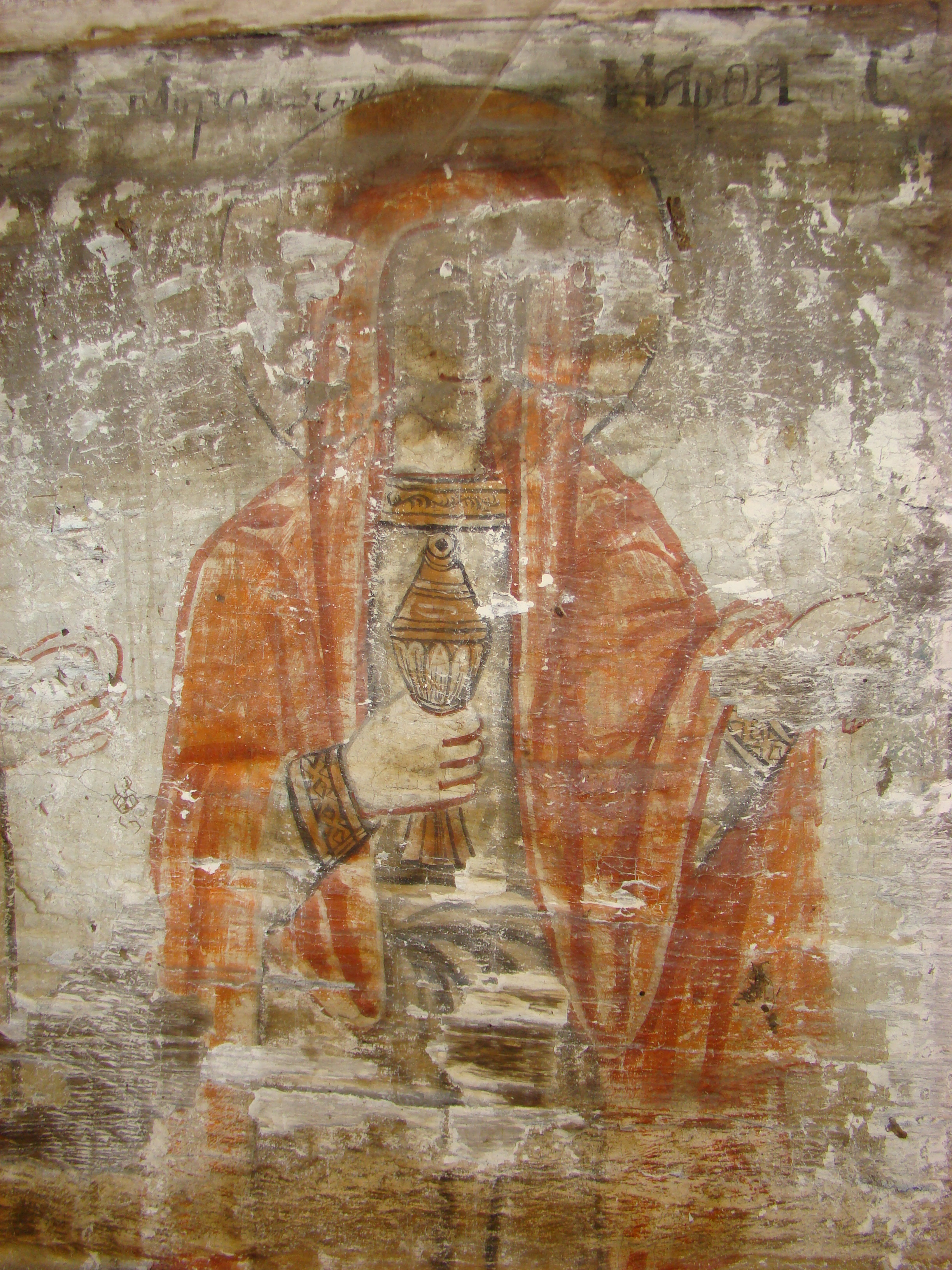
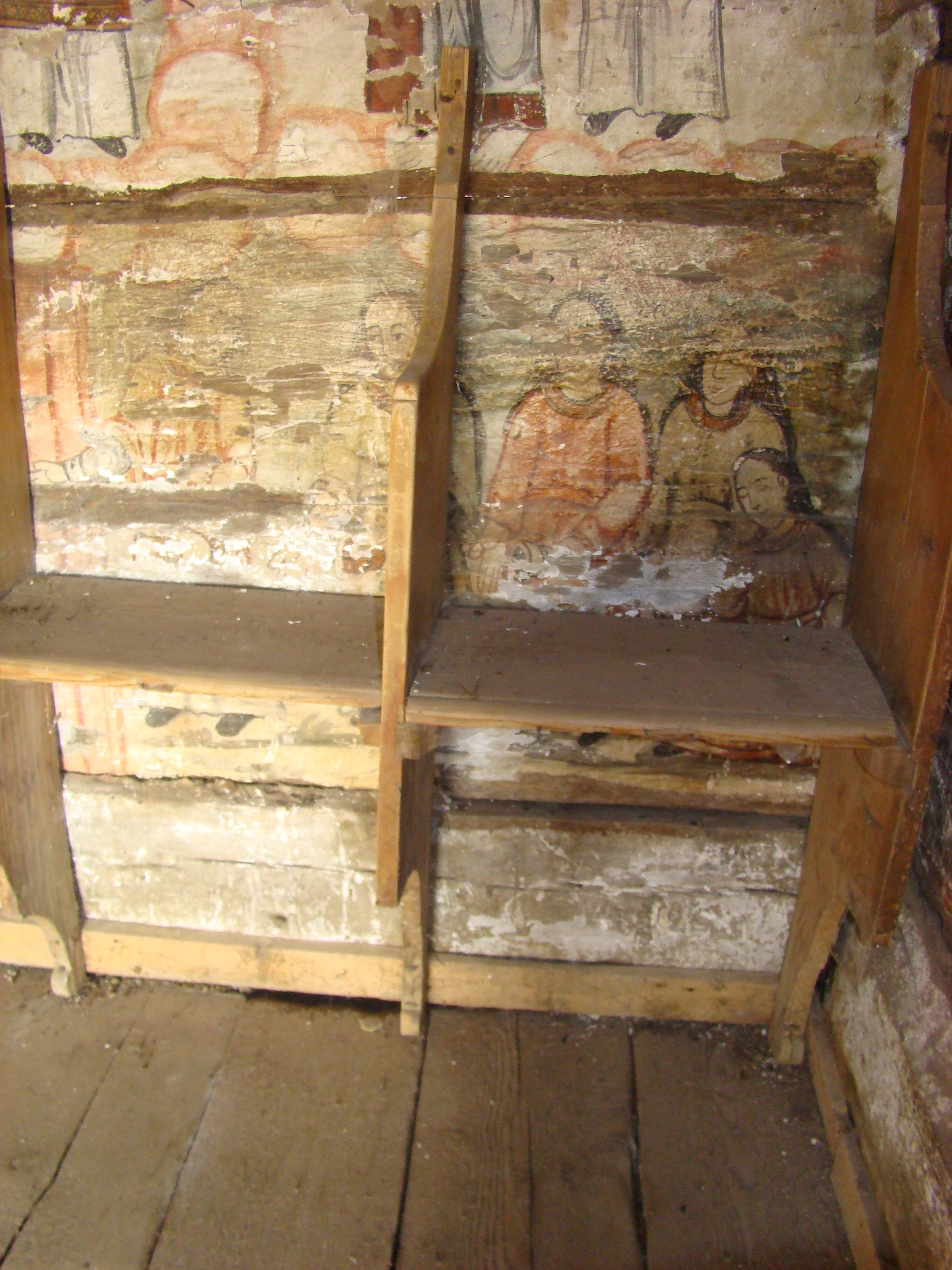
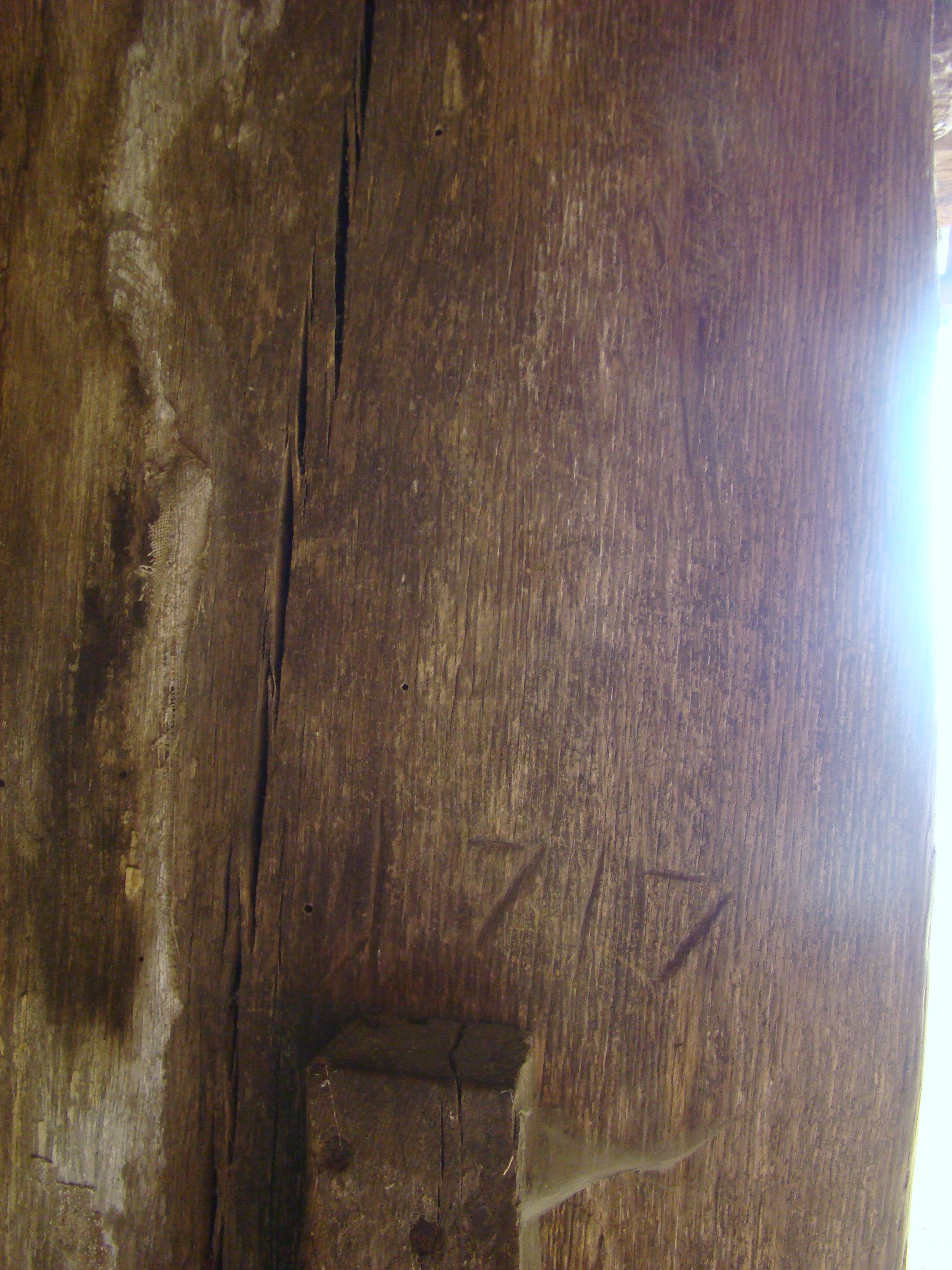
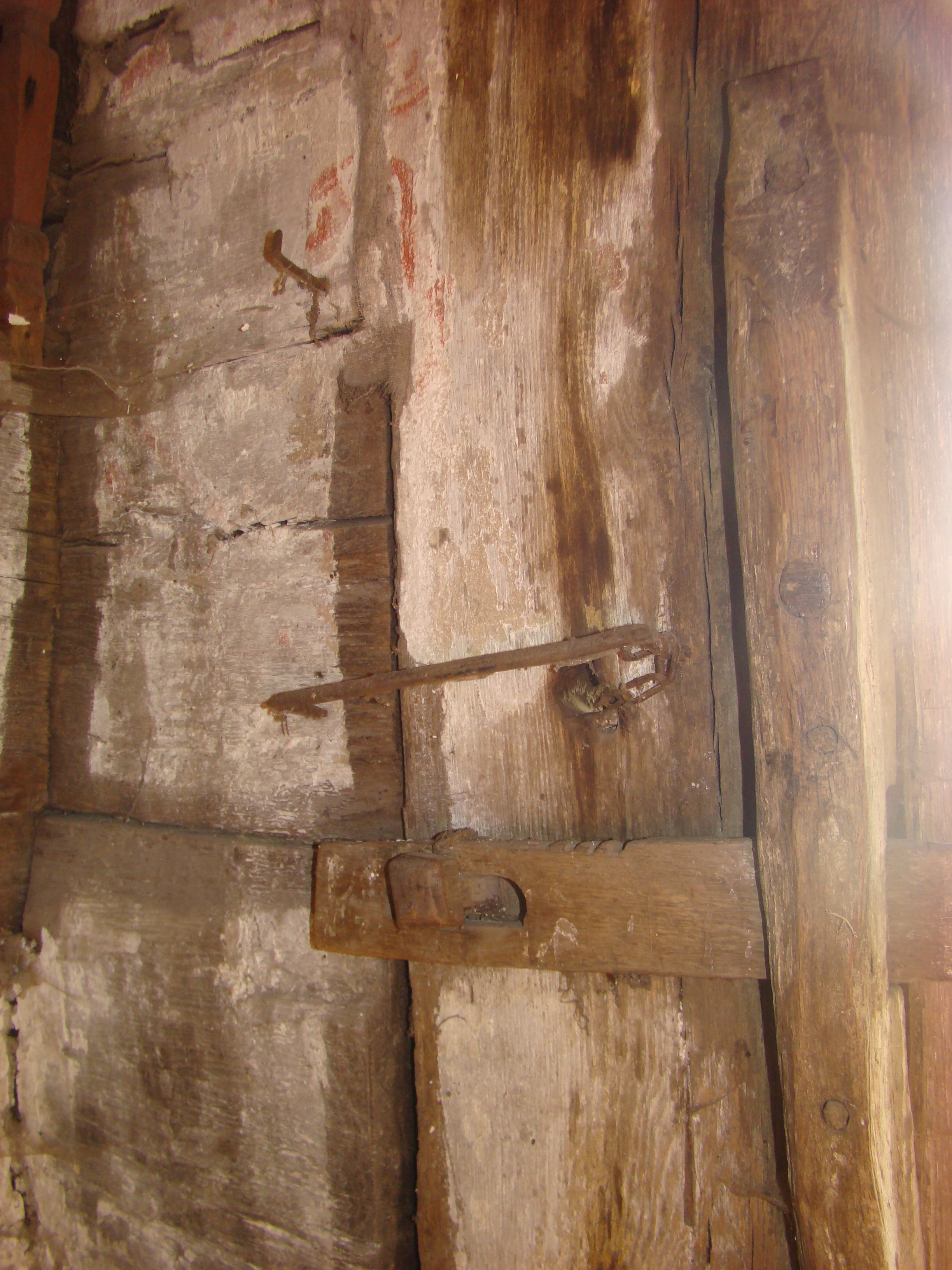
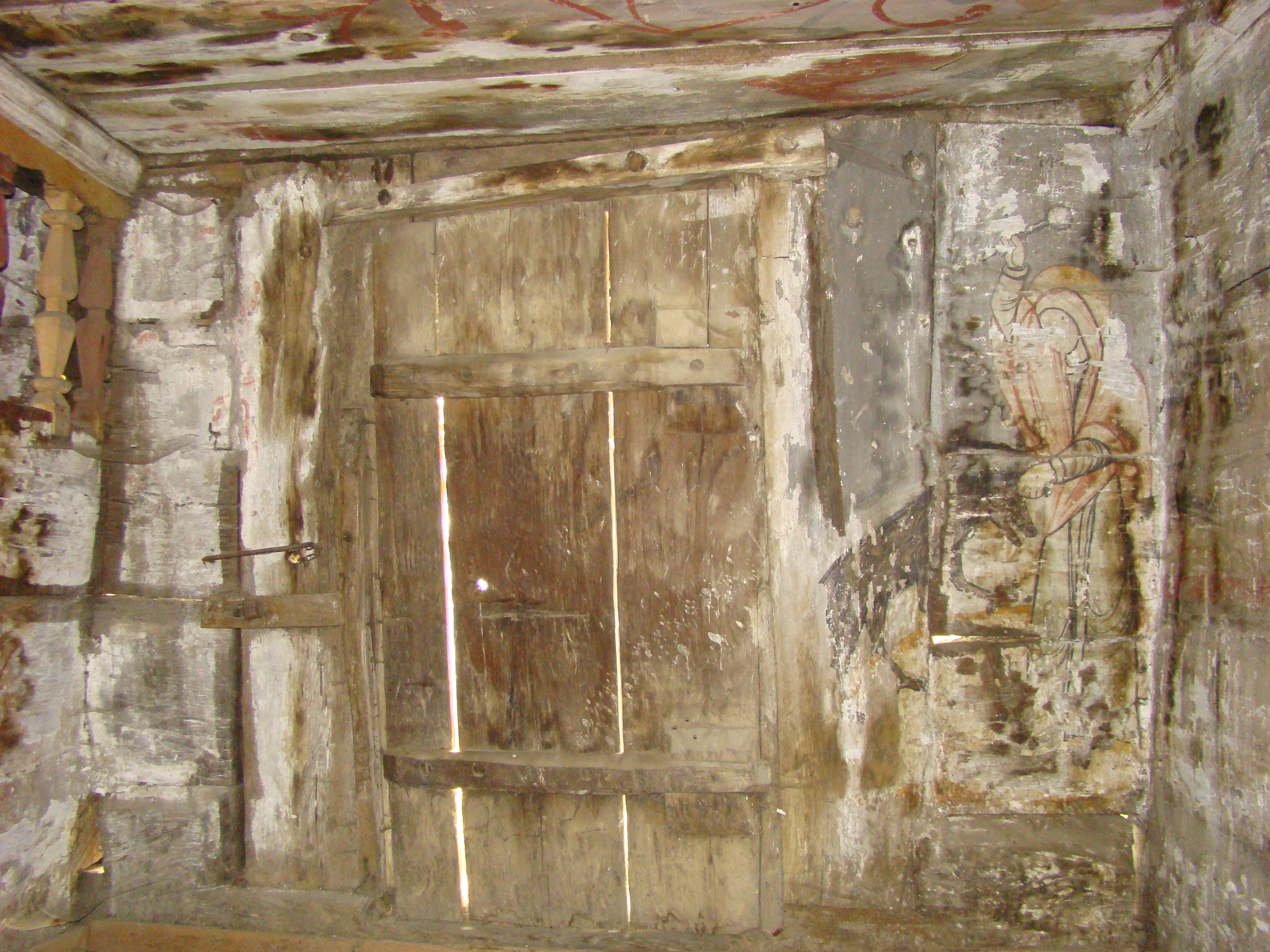